# Тульская область
Ту́льская область — субъект Российской Федерации, входит в состав Центрального федерального округа. Административный центр Тульской области — город-герой Тула. Область включает в себя 22 района и 2 города областного подчинения.
Область расположена в центре Восточно-Европейской равнины, занимая северо-восточную часть Среднерусской возвышенности в пределах степной и лесостепной зон. Граничит на севере и северо-востоке — с Московской, на востоке — с Рязанской, на юго-востоке и юге — с Липецкой, на юге и юго-западе — с Орловской, на западе и северо-западе — с Калужской областями. Занимает площадь 25,7 тысячи кв. километров. Наибольшая протяжённость территории области с севера на юг — 200 километров, с запада на восток — 190 километров.
Численность населения — 1 456 791 человек (2025 год), доля городского населения составляет
75,31 % (2022), что говорит о высоком уровне урбанизации области. В национальном составе населения области преобладают русские. На территории Тульской области располагается полицентрическая Тульско-Новомосковская миллионная агломерация-конурбация.
Тульская область образована 26 сентября 1937 года при разукрупнении Московской области. Её предшественница — Тульская губерния, созданная по Указу императрицы Екатерины II, просуществовала с 1777 по 1929 год. Нынешние границы Тульской области окончательно оформились в 1957 году.

## Физико-географическая характеристика

### География

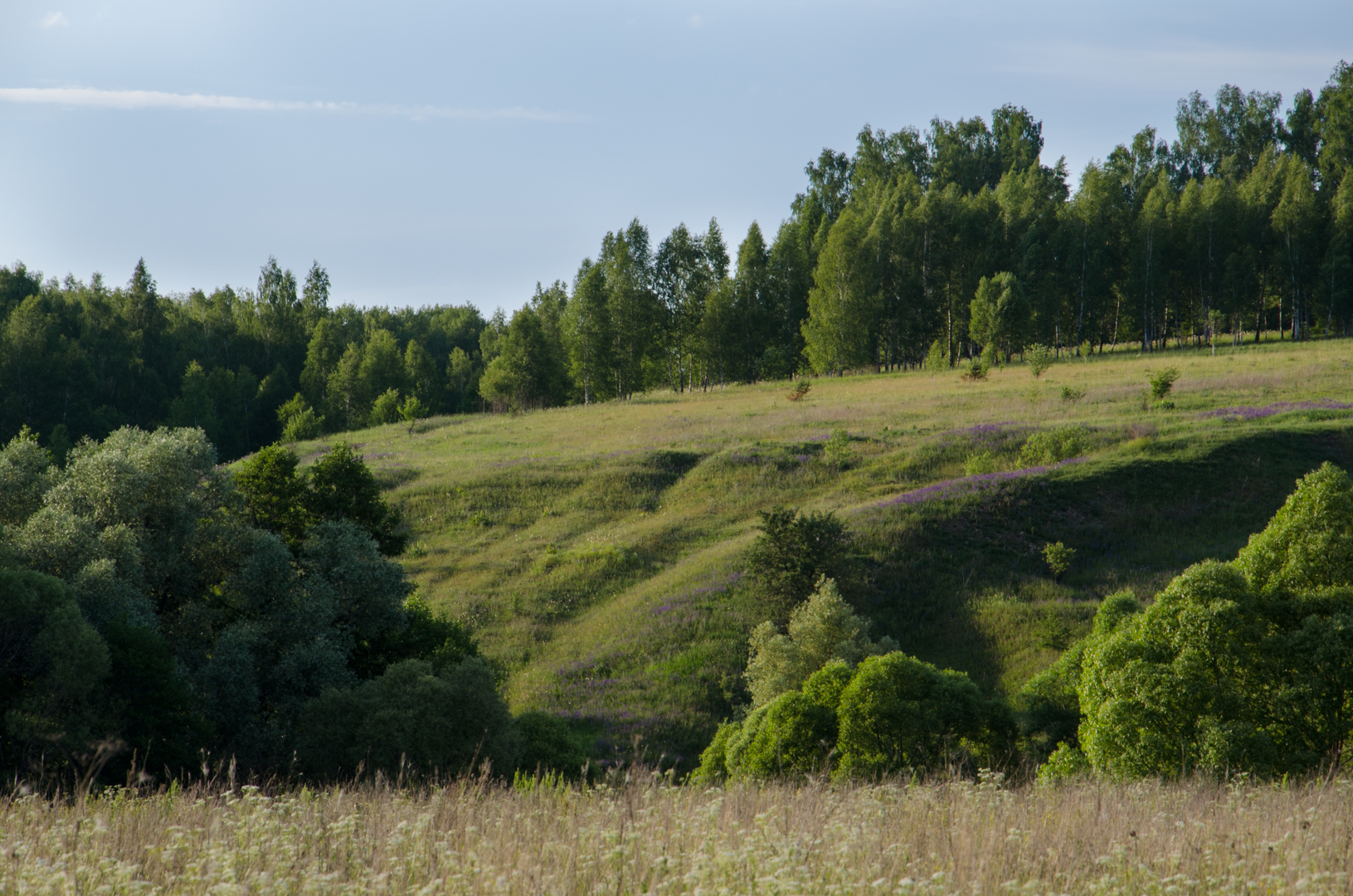
Тульские засеки

Область расположена в центре Восточно-Европейской равнины, занимая северо-восточную часть Среднерусской возвышенности (высоты до 293 м), в пределах зоны широколиственных лесов и лесостепи. Зона широколиственных лесов занимает западные, северные, и северо-восточные районы. Зона лесостепи — южные и восточные районы области. Границей между ними является граница распространения чернозёмов. Характерны карстовые образования (воронки, провалы). Протяжённость территории области с севера на юг — 200 км, с запада на восток — 190 км. В области действует московское время, часовой пояс — UTC+3.

### Рельеф
По характеру поверхности представляет собой пологоволнистую равнину с преобладающими высотами от 240—260 м, пересечённую долинами рек, балками и оврагами. Встречаются карстовые формы рельефа — провальные воронки, котловины, подземные пустоты, пещеры (близ Венёва) с длинными ходами, красивыми высокими гротами, покрытыми кальцитовыми натёками. Широко развиты речные долины (каньонообразные, асимметричные, комбинированные). Верхняя точка поверхности — 293 метра — находится в деревне Раево Тёпло-Огаревского района, это также самая высокая отметка Среднерусской возвышенности), самая низкая естественная отметка — 108 метров — находится на берегу реки Оки на границе с Московской областью.

### Полезные ископаемые
Минерально-сырьевая база области складывается из месторождений твёрдых, преимущественно нерудных, полезных ископаемых, имеющих федеральное и региональное значение. По количеству представленных на территории области видов полезных ископаемых она занимает ведущее место в Центральном федеральном округе. Полезные ископаемые федерального значения представлены топливно-энергетическим сырьём (бурый уголь), металлическими полезными ископаемыми (железо, стронций) и большим спектром неметаллических полезных ископаемых.

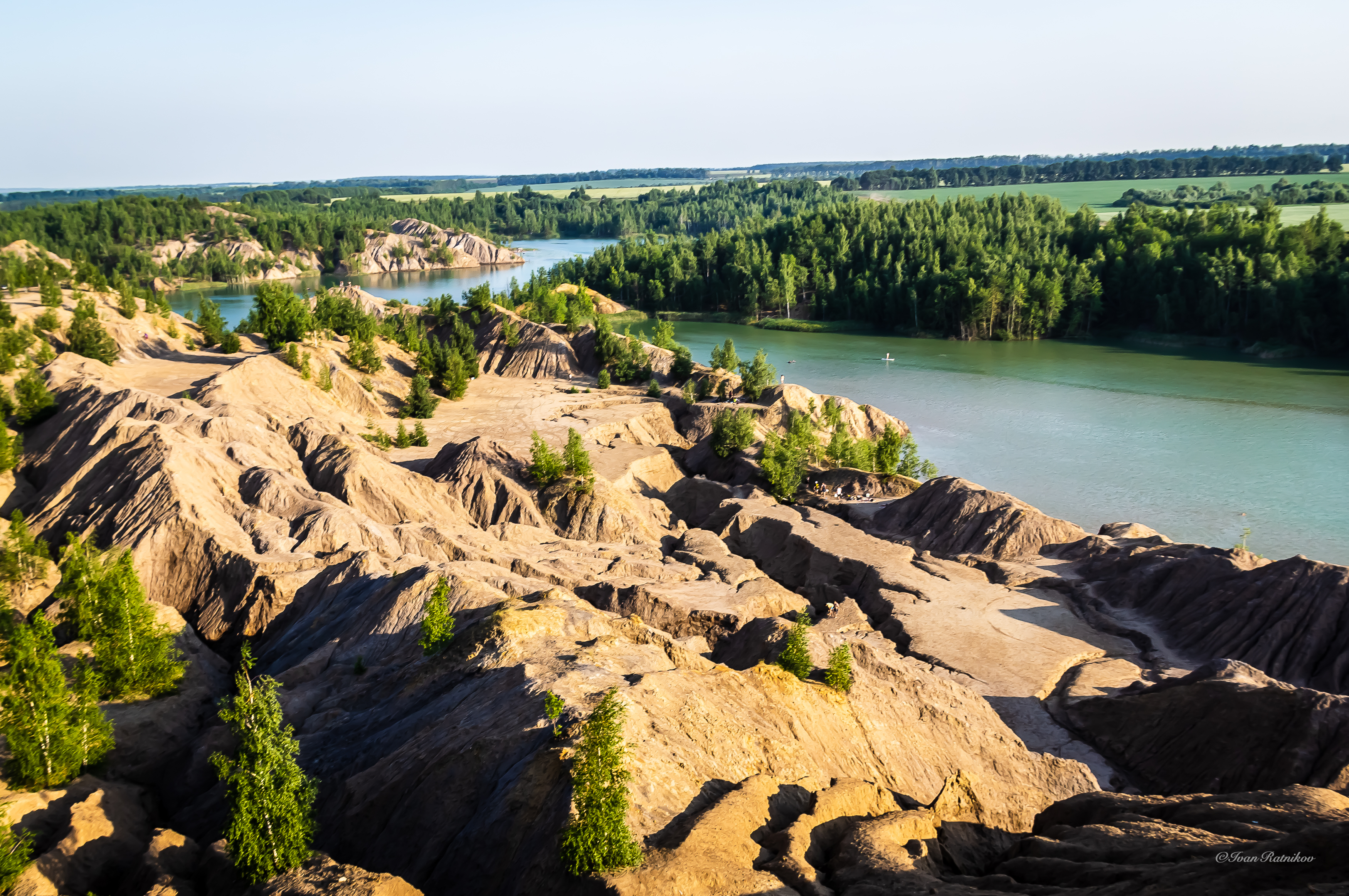
Терриконовые холмы на месте Ушаковских угольных карьеров в Кондуках

Топливно-энергетическое сырьё представлено многочисленными месторождениями бурого угля (34 месторождения). В пределах области сосредоточено около половины месторождений руд Подмосковного угольного бассейна, оцениваемых в 1,5 млрд тонн (месторождения у поселений Агеевское, Смородинское, Донской, Щёкино и Венёв). Из всех месторождений угля только два находятся в распределённом фонде недр и уже много лет числятся в категории строящихся шахт. Добыча угля в области не ведётся.
Металлические полезные ископаемые представлены единственным практически отработанным месторождением бурых железняков, которые в настоящий момент не представляют промышленного интереса и единственным месторождением стронциевых руд. Остальные неметаллические полезные ископаемые представлены керамическим и огнеупорным сырьём (глины тугоплавкие, глины огнеупорные, известняки флюсовые), химическим сырьём (карбонатные породы для химической и для сахарной и целлюлозно-бумажной промышленности), минеральными удобрениями (фосфориты), строительными материалами (строительные камни, цементное сырьё), прочими полезными ископаемыми (гипс, формовочные материалы), солями, лечебными грязями и аллофан-галлуазитовыми породами.
Практически все виды сырья в области, за исключением строительных камней (43 месторождения), представлены единичными месторождениями, которые в различной степени вовлечены в
эксплуатацию. По отдельным видам сырья Тульская область занимает лидирующее или одно из первых мест в России. Так, запасы 4 месторождений гипса, расположенных на территории области, составляют 45,54 % от всех запасов России, а добыча гипса по одному из этих месторождений составляет 21,6 % от добычи страны, запасы единственного месторождения карбонатного сырья для сахарной и целлюлозно-бумажной промышленности составляют 13,0 % от запасов России, а добыча — 28,3 %. Все остальные виды сырья по разным причинам не востребованы.
Общераспространённые полезные ископаемые представлены на территории области 94 месторождениями строительных материалов и 3 месторождениями торфа. Все они, кроме карбонатных пород для обжига на известь, востребованы — 58 месторождений находятся в распределённом фонде недр.
В Тульской области числится 9 месторождений минеральных подземных вод, 7 — находятся в распределённом фонде недр, 2 — в нераспределенном. По химическому составу выделяют сульфатные кальциевые, сульфатные магниево-кальциевые, гидрокарбонатно-сульфатные, магниево-кальциевые, хлоридные и натриевые. Старейшим питьевым и бальнеологическим курортом является Краинка в Суворовском районе.

### Климат
Климат умеренно континентальный, характеризуется умеренно холодной зимой с частыми оттепелями и тёплым летом. Среднегодовая температура +5 °C (стандартное отклонение 11 °C), средняя температура января −10 °C, июля +20 °C. Продолжительность периода с положительными температурами составляет 220—225 дней. В климатическом отношении область можно разделить на две части: северо-западную, которая характеризуется несколько большей увлажнённостью, более мягкой зимой и более прохладным летом, и юго-восточную, отличающуюся меньшей увлажнённостью, более жарким летом и холодной зимой. Годовое количество осадков изменяется от 575 мм на северо-западе до 470 мм на юго-востоке. В безморозный период выпадает 70 % осадков (максимум в июле). К концу зимы мощность снежного покрова достигает 0,3-0,7 м, грунты промерзают на глубины 0,6-0,9 м.
Радиационный баланс для Тульской области составляет около 40 ккал/см². Территория её находится в зоне, где распределение тепла на испарение и на нагревание является равномерным. К северу большая часть солнечной радиации расходуется на испарение, к югу — на нагревание.
Наиболее часто (60 %) в году дуют ветра с континента и приносят соответствующие воздушные массы, оставшаяся доля (40 %) — приходятся на морские. Массы воздуха, сформированные над Атлантическим океаном, летом приносят пасмурную и дождливую погоду, а зимой оттепели, снегопады. Со стороны Арктики приходит холод, что зимой выражается в усилении морозов, в переходные сезоны заморозками, возвратами холодов.
В регионе действуют семь метеорологических станций (Тула, Ефремов, Волово, Узловая, Суворов, Плавск, Алексин) Росгидромета.

### Гидрография

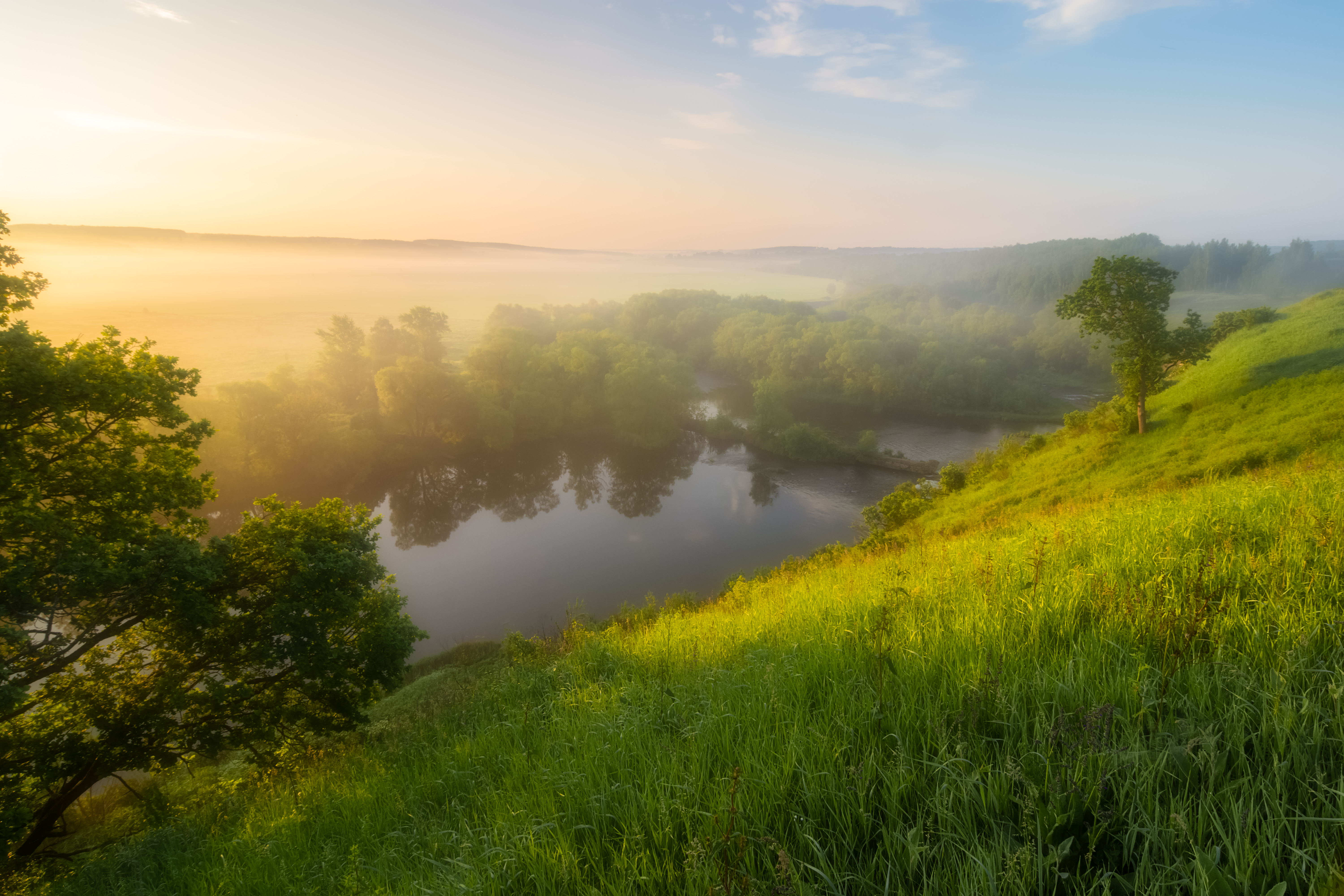
Рассвет на реке Красивая Меча

В области протекают 1 682 реки и речки, как постоянно текущие, так и пересыхающие, общей протяжённостью 10 963 км. Преобладают реки протяжённостью менее 5 км, что составляет около 77 % всего количества водотоков. Большинство рек (80 %) относится к бассейну Оки — самой крупной и единственной судоходной реки области, небольшая часть (20 %) — к бассейну Дона. Ока протекает по западной и северо-западной окраинам области; основные притоки — Упа, Осётр, Зуша. В восточной части области находятся истоки и участок верхнего течения реки Дон; его основные притоки — Непрядва и Красивая Меча. Средняя густота речной сети составляет 0,4 км/км². Общий объём поверхностных вод составляет 1,74 км³.
Питание рек преимущественно снеговое (60-80 %) с участием дождевого и грунтового питания. Для всех рек области характерны значительные сезонные колебания уровня воды и неравномерность стока по сезонам года. Все реки области относятся к равнинному типу. Они имеют спокойное течение и малое падение. Это объясняется тем, что разница высот между истоками и устьями рек незначительна. Наиболее полноводными реки бывают весной, когда они дают около 75 % годового стока. Летом же несмотря на увеличение количества осадков сток резко уменьшается, реки мелеют, а самые мелкие нередко совсем пересыхают.
Почти все немногочисленные озера области по своему происхождению относятся или к озёрам речного типа или к озёрам карстового типа. Крупнейшие из них — Шиловское и Жупель, карстового происхождения. Наиболее крупными водоёмами в области являются водохранилища, которые созданы в основном для водоснабжения промышленных предприятий — Пронское, Шатское, Черепетское, Щёкинское и Любовское. Широко распространены искусственные пруды, многие из которых создавались в XVII—XVIII веках при металлургических заводах.
Пойменные болота на территории Тульской области занимают наибольшую площадь — до 85 % от общей площади болот региона. Активное заболачивание пойм и формирование болот характерно для Дона и его притока Непрядвы, а также для Упы, Оки и некоторых их притоков. Питание болот обеспечивают выклинивающиеся грунтовые, а также аллювиальные (реже — делювиальные) воды.

### Почвы
Занимая переходное положение от лесной зоны к степной, Тульская область характеризуется сложным почвенным покровом. В зоне широколиственных лесов преобладают серые лесные почвы (33,9 % территории), которые занимают широкие водораздельные пространства. Они залегают в основном в центральной, северной, северо-восточной, западной и юго-западной частях области — в бассейне реки Оки и её притоков: Упы, Вашаны, Скниги, Беспуты, Осетра. Эти почвы сформировались на тяжёлых покровных и моренных суглинках. Содержание гумуса в них 2,3-6 %, мощность гумусового слоя 25-45 см.
Дерново-подзолистые почвы (16 %) приурочены к правобережью Оки и её притока Упы в основном в западной и северо-западной частях региона. Запас гумуса в этих почвах — 1,2-3,4 %, мощность гумусового слоя — 15-23 см. В зависимости от степени проявления подзолообразовательного процесса дерново-подзолистые почвы разделяются на 3 подтипа: дерново-слабо-подзолистые, дерново-среднеподзолистые и дерново-сильноподзолистые. Последние имеют в области ограниченное распространение. На границе с дерново-подзолистыми почвами распространены светло-серые и серые лесные почвы, на границе с чернозёмами — серые и тёмно-серые.
В зоне лесостепи преобладающим типом почв являются чернозёмы оподзоленные и выщелоченные (46,4 %), среднегумусовые (содержание гумуса от 6 до 9 %), среднемощные (гумусовый горизонт 60-80 см). Их почвообразующей породой являются карбонатные лессовидные суглинки. Наиболее ценными являются почвы центральной поймы (2,7 % площади), в которых содержание перегноя достигает 7 %. В поймах рек встречаются также болотные и полуболотные почвы. В распределении основных зональных почв Тульской области наблюдается почвенная асимметрия: смена почв происходит не с севера на юг, а с запада, северо-запада на восток.
Одним из негативных процессов для почв области является эрозия. Проявление её в значительной степени зависит от степени и характера хозяйственного освоения и использования земель. В результате деятельности человека и геологических процессов (в основном деятельности воды) в настоящее время в Тульской области около 43 % общей площади сельскохозяйственных угодий подвержены интенсивной эрозии. В Тульской области около 88 % почв имеют кислую реакцию, из них 72 % — сельхозугодья. Все эти почвы крайне нуждаются в известковании, но за последние годы работы по повышению плодородия почв практически прекратились. В связи с резким уменьшением объёмов внесения органических удобрений темпы снижения содержания гумуса в почве значительно возросли.
За последние годы[какие?] площадь сельскохозяйственных угодий сократилась на 19 тыс. га, площадь пашни — на 29 тыс. га. Основными причинами уменьшения площади сельхозугодий являются отвод земель для несельскохозяйственных целей, зарастание кустарником и лесом, эрозия почв. В настоящее время противоэрозионные мероприятия в области проводятся в незначительных объёмах. Достаточно широко на территории области проявляются экзогенные геологические процессы. Растворение пластов известняка вызывает карстовые нарушения рельефа. Участились случаи проседания грунта в местах расположения старых угольных шахт.
Вследствие чернобыльской катастрофы загрязнены цезием-137 почвы на площади (в тыс. га): сельхозугодий, всего — 870,2; в том числе пашни — 729,9; сенокосы и пастбища — 140,3. Подобно радиоцезию, размещение тяжёлых металлов в почвах неравномерно, имеет место пятнистость или своеобразная мозаичность, выражающаяся в чередовании участков с различным их содержанием. Из всех тяжёлых металлов наиболее высокие концентрации отмечены для свинца, меди, цинка, ванадия, марганца, мышьяка и некоторых других элементов.

### Растительность

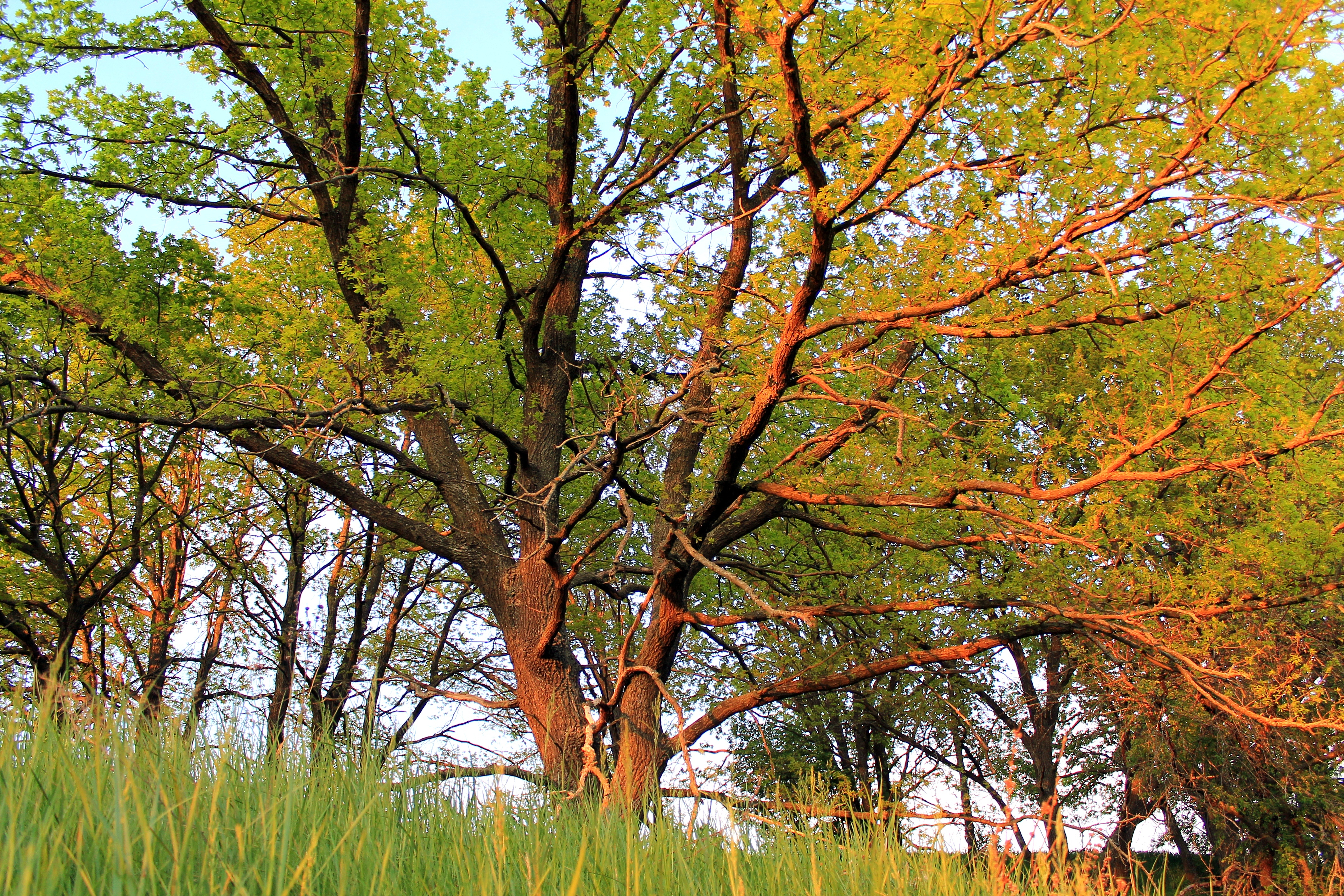
Дубрава в урочище Ключи Венёвского района

Во флоре Тульской области насчитывается более 1420 видов сосудистых растений, из которых около 1020 являются аборигенными. Общий список объектов растительного мира, занесённых в Красную книгу Тульской области, состоит из 293 видов, в том числе сосудистых растений 158 видов, моховидных — 48 видов, лишайников — 34 вида, грибов — 53 вида.
Разнообразие растительного покрова определяется как ландшафтными особенностями, так и положением области на стыке двух природных зон — зоны лесов (подзона широколиственных лесов в западных, северных и северо-восточных районах) и зоны лесостепи (южные и восточные районы). Леса занимают около 386,6 тыс. га (14,3 % территории) и состоят преимущественно из лиственных пород. 283,0 тыс. га лесов составляют государственный лесной фонд, выполняющий санитарно-оздоровительные функции. Для эксплуатации пригодно 27,12 млн м древесины. Расчётная лесосека составляет 471,8 тыс. м и используется на 25 — 30 %. Основными владельцами лесного фонда области являются лесничества комитета лесного хозяйства Тульской области (281,3 тыс. га) и сельскохозяйственные организации (84,4 тыс. га).
В центре региона в пределах бассейнов Плавы, Зуши, Упы располагается лесостепной район, в котором все водораздельные площади распаханы, а леса невелики по площади и встречаются преимущественно по склонам оврагов в виде берёзовых рощ или дубрав. Из-за выпаса скота кустарники практически отсутствуют, но его фауна богата растения чернозёмных почв: ирис безлистный, горицвет весенний, качим высочайший, остролодочник волосистый, ковыль-волосатик, спирея городчатая, лён многолетний и др.
По границе с лесостепью проходит полоса широколиственных лесов, известная под названием «Тульских засек», которые отнесены к особо ценным объектам природы с соответствующим режимом ведения в них лесного хозяйства. В XVI—XVII веках засеки служили защитой южных границ Русского государства и находились под особой охраной. Преобладающим типом растительности этого района являются дуб черешчатый, ясень обыкновенный, липа мелколистная, сосна, берёза, осина, тополь, клён, вяз и другие.
На северо-западе региона распространены хвойные леса. Им свойственны песчаные почвы в долинах рек, например, Алексин-бор у реки Оки, занимающий площадь 790 га. Среди кустарников в этих районах обычен можжевельник, а также встречается брусника, черника, а по краям болот — голубика.
На юго-востоке области сохранились массивы широколиственных лесов (в основном дубрав) в бассейне реки Мокрая Табола и по берегам Красивой Мечи. Для данного района характерны виды растений, распространяемые на скальных и скально-осыпных обнажениях девонских известняков: голокучник Робертов, оносма простейшая, солонечник узколистный, шлемник приземистый, кизильник алаунский, фиалка донская, полынь шелковистая. На участках с близким залеганием грунтовых вод, обогащённых солями, распростарнены бодяк съедобный, клевер земляничный и меч-трава.
В восточных районах, ландшафт которых был преобразован в результате добычи угля и других полезных ископаемых Подмосковного угольного бассейна, практически не сохранились естественные природные комплексы.
Особо охраняемые природные территории в Тульской области включают 53 объекта регионального значения, в том числе 50 памятников природы, 1 природный заказник, 1 природный парк и 1 особо охраняемую природную территорию местного значения (Малиновая засека). Помимо этого, на территории области находится «Лихвинский разрез» — природный памятник отложения ледникового периода. Общая площадь особо охраняемых природных территорий, включая охранные зоны, составляет 11 208,10 га. За период с 2015 по 2020 годы было создано 6 новых ООПТ: 4 памятника природы общей площадью 27,1 га, 1 государственный природный заказник площадью 2046 га и особо охраняемая природная территория местного значения площадью 1289,2 га. Для оперативного решения вопросов в регионе утверждён проект «Сохранение биологического разнообразия и развитие экологического туризма». С 2020 года особо охраняемыми природными территориям регионального значения на территории Тульской области стало заниматься отдельное ведомство — Дирекция особо охраняемых природных территорий. Состояние особо охраняемых природных территорий Тульской области оценивается как удовлетворительное.

### Животный мир

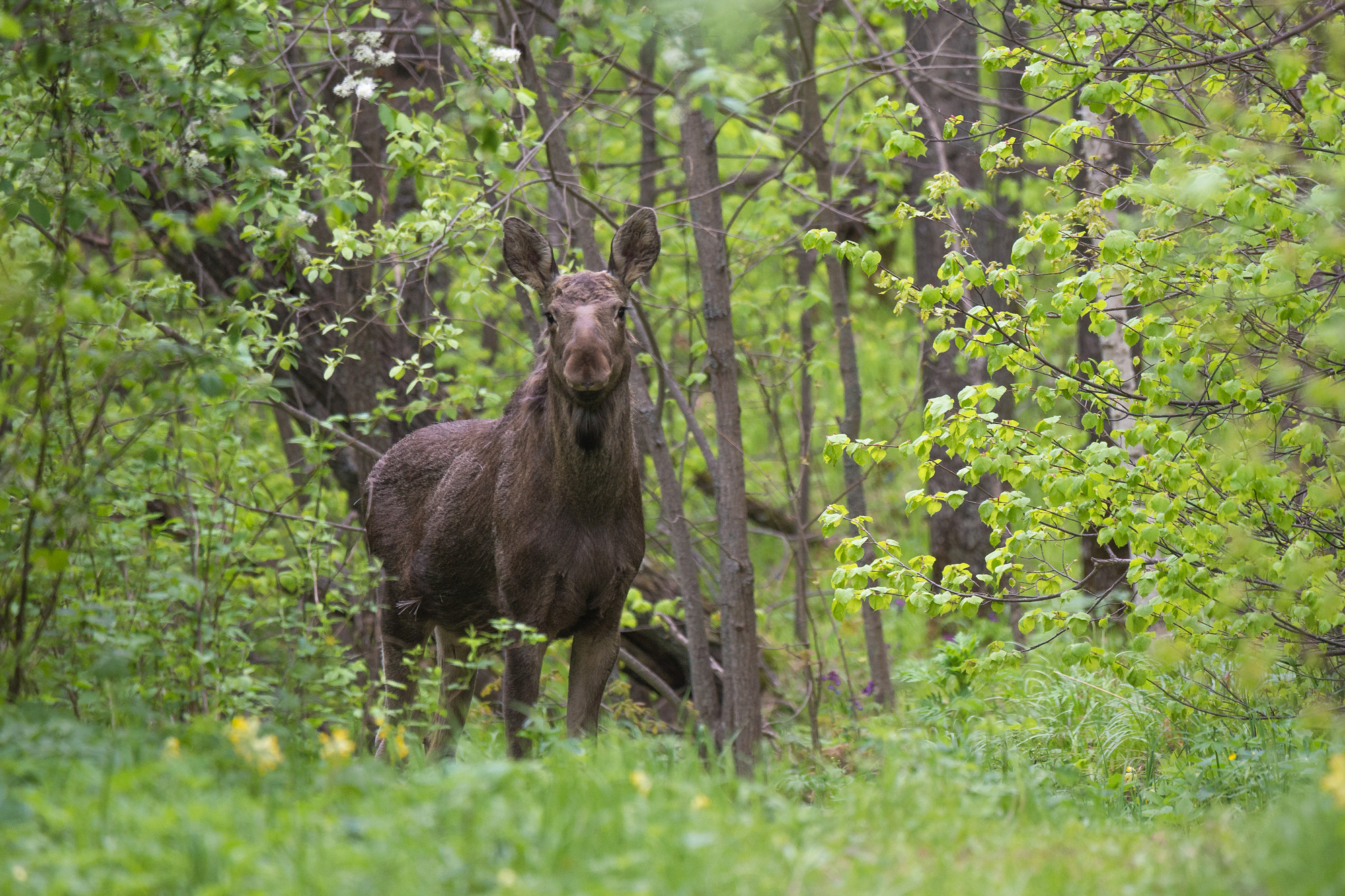
Европейский лось

Тульская область располагается на границе лесной и лесостепной зон, что определяет особенности формирования её животного мира. Однако в настоящее время большая часть естественных местообитаний Тульской области сильно изменена человеком, что не могло не оказать влияния на местную фауну.
На территории области встречается не менее 65 видов диких млекопитающих, среди которых волк, лисица, лось, кабан, косуля, выдра, хорь, заяц, белка, суслик, норка европейская, канадский бобр, рыжая вечерница и другие виды животных. В регионе обитает 200—250 видов птиц, 163 вида из них гнездятся на территории области, восемь видов встречаются только в зимнее время, 60 — во время пролёта и сезонных миграций. Наиболее распространены грачи, скворцы, ласточки, стрижи, воробьи, утки, кулики, куропатки, сороки. В водоёмах области обитает 38 видов рыб, из которых наиболее распространёнными являются плотва, окунь, лещ, щука, налим, карась белый, карась красный. В области отмечено 8 видов рептилий с различным характером распределения и численностью, принадлежащие к 2 отрядам. Значительной численности достигают обыкновенный уж, живородящая и прыткая ящерицы. Среди амфибий наиболее обычными являются озерная и травяная лягушки.
В Красную книгу животных Тульской области (2013 год) занесено 13 видов млекопитающих, 56 видов птиц, 4 вида рептилий, 3 вида амфибий, 4 вида рыб и 2 вида круглоротых, а также 202 вида беспозвоночных животных. При этом 39 видов принадлежат к объектам животного мира, занесённым в Красную книгу России.
Площадь лесных охотничьих угодий в последние годы увеличилась с 381,5 тыс. га до 394,2 тыс. га за счёт зарастания древесно-кустарниковой растительностью ранее возделываемых полей, пастбищ и сенокосов. В число ведущих объектов спортивной и любительской охоты на территории Тульской области входит 9 видов зверей и птиц — это лось, кабан, косуля европейская, лисица, заяц-русак, заяц-беляк, вальдшнеп, серая куропатка, утки. Общедоступные охотничьи угодья насчитывают 30 охотхозяйств, расположенных на территории 17 районов области, в которых физические лица имеют право свободно пребывать в целях охоты.

### Экология

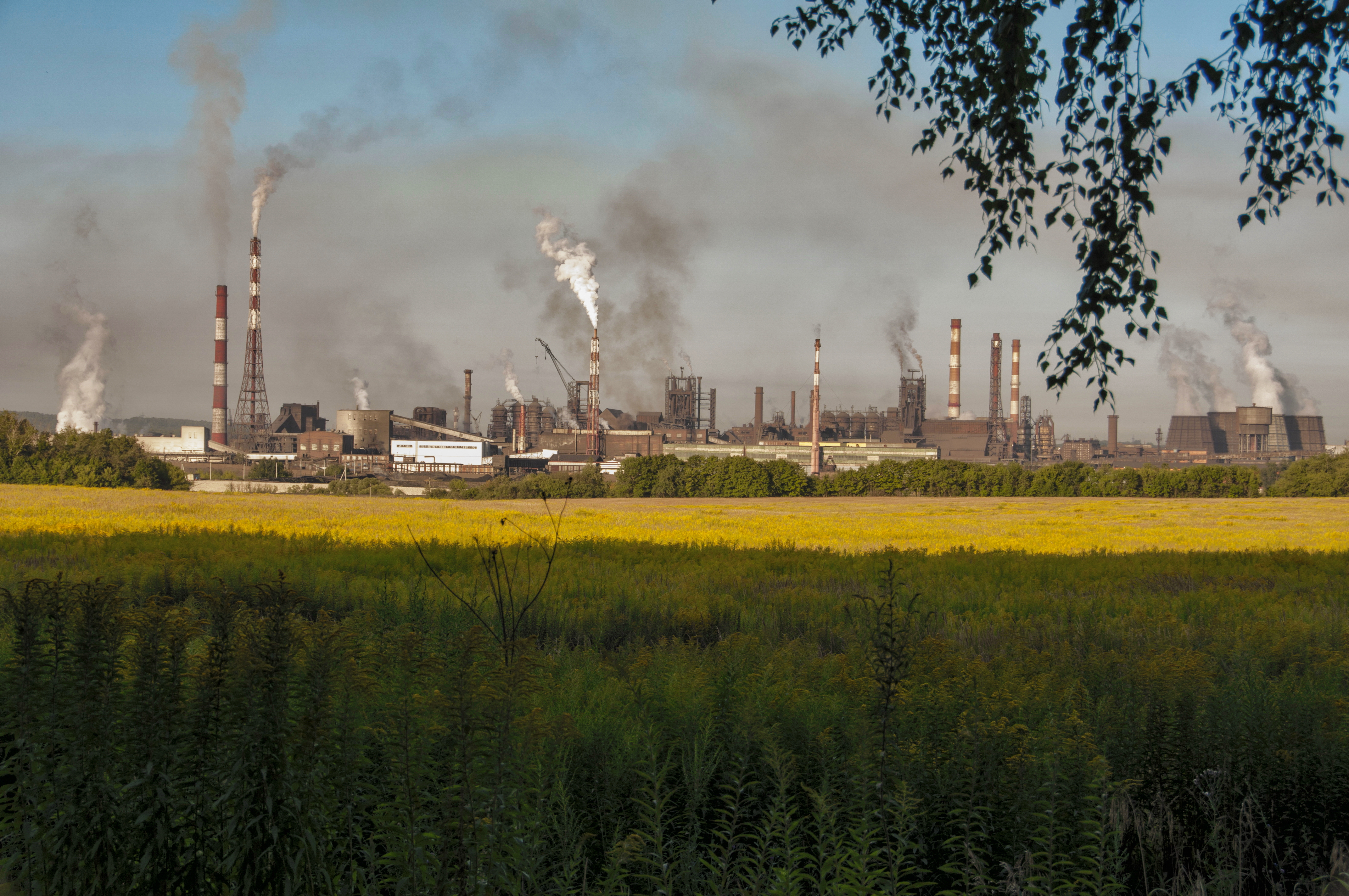
Вид на АО «Тулачермет»

Тульская область является одной из самых индустриальных в Центральной России. Для региона характерны высокий уровень загрязненности воздуха, основная часть протекающих рек относится к классам «загрязненных» и «грязных», сильное загрязнение территории после аварии на Чернобыльской АЭС, состояние около трети всех почв региона близко к катастрофическому. По данным экологической организации «Зелёный патруль», ряд городов Тульской области входят в число наиболее неблагоприятных городов России.
В результате выпадения радиоактивных осадков после аварии на Чернобыльской АЭС в 1986 году Тульская область попала в зону загрязнения радионуклидами, период полураспада которых составляет до 30 лет. Из всех выпавших радионуклидов основной вклад в формирование радиационной обстановки внесли в начальный период — короткоживущий йод-131, а в последующий период — цезий-134, цезий-137 и, в меньшей степени, стронций-90. Радиоактивное облако пролилось над 2036 населёнными пунктами в Арсеньевском, Плавском, Щёкинском, Киреевском, Тепло-Огарёвском, Узловском, Белёвском и Новомосковском районах. Общая численность населения Тульской области, проживающего на загрязнённой цезием-137 территории, составила свыше 900 тыс. человек (абсолютный рекорд по России). В настоящее время показатели радиационного фона находятся на уровне средних значений многолетних наблюдений в пределах естественных колебаний, характерных для средних широт Европейской России и в среднем составляют 0,09 — 0,15 мкЗв/час..
На 1 января 2021 года количество выбросов загрязняющих веществ в атмосферный воздух от стационарных источников составило 116 тысяч тонн, что на 30,5 % меньше показателей 2010 года. Наибольшее количество вредных выбросов обеспечивают предприятия чёрной и цветной металлургии. Второе место по масштабам выделения вредных веществ в атмосферу занимают предприятия химической промышленности. Машиностроение, теплоэнергетика и загрязнение от автотранспорта находятся на третьей позиции. Самыми распространёнными веществами в списке источников загрязнения воздуха в Тульской области являются газообразные вещества: оксид углерода, оксиды азота, диоксид серы и углеводороды.

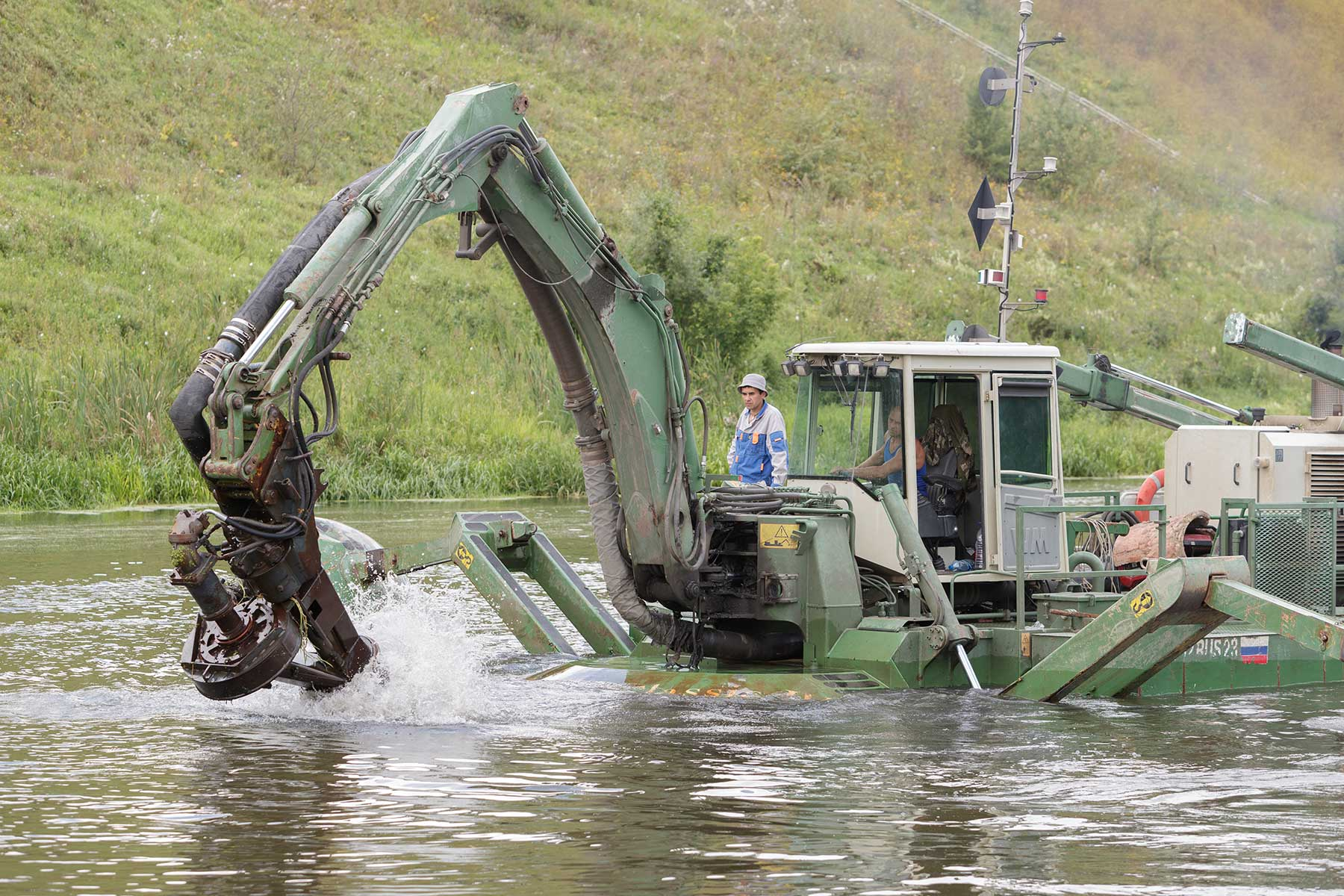
Расчистка водных объектов в Тульской области

Наибольшее количество загрязняющих веществ попадает в атмосферу с выбросами промышленных предприятий городского округа город Тула — 60,76 тыс. тонн, что составляет 52,5 % общего выброса. Следующими по количеству выбросов являются городской округ город Новомосковск — 13,54 тыс. тонн (11,7 % общего выброса) и городской округ рабочий посёлок Новогуровский — 12,0 тыс. тонн (10,4 % общего выброса). Крупнейшими источниками выбросов в атмосферу являются: АО «Тулачермет», АО «Щёкиноазот», ООО «ХайдельбергЦемент Рус», филиал «Черепетская ГРЭС имени Д. Г. Жимерина» АО «ИНТЕР РАО — Электрогенерация», АО НАК «Азот», ПАО «Косогорский металлургический завод».
В рамках национального проекта «Экология» в Тульской области реализуются четыре основные программы, направленные на ликвидацию уже накопленного экологического ущерба, созданию индустриального комплекса обработки, утилизации и размещения твёрдых коммунальных отходов, охрану леса и создание особо охраняемых природных территорий. Количество утилизированных и обезвреженных отходов производства и потребления с 2010 по 2021 год увеличилось в 7,7 раз — с 1066 до 8211 тысяч тонн. Сброс загрязненных сточных вод за тот же период сократился в 1,5 раза — со 196 до 135 млн м³. С крупными промышленными предприятиями заключены соглашения о реализации природоохранных мероприятий для минимизации сброса отходов в окружающую среду. Кроме того, в Тульской области планируются мероприятия по расчистке всей реки Дон, которые завершатся в 2030 году. Работы были начаты в 2019 году и уже завершена расчистка реки Ока в Белёве и реки Упы в Одоеве. Планируется расчистка реки Упы в Туле, поднятие уровня русла и строительство новых очистных сооружений.

## История

### Древняя история
Раннее заселение территории Тульской области связано с концом палеолита (около X тыс. до н. э.). Найдены также мезолитические (VIII—VI тыс. до н. э.) и неолитические (V—III тыс. до н. э.) стоянки, а также поселения бронзового века (III—II тыс. до н. э.).
Бронзовый век — памятники представителей индоевропейской фатьяновской культуры (с. Погорелое, д. Митино). У Тулы и в северных районах Тульской области выявлены памятники поздняковской культуры.
В раннем железном веке (I тысячелетие до н. э.) появились племена Верхнеокской археологической культуры.
У деревни Гора Услань открыто одноимённое городище, заселённое с начала раннего железного века (VIII век до н. э.) по V—IV века до н. э., где были обнаружены скифские наконечники стрел.
С течением времени выходцы с территории бассейна р. Десны оказали влияние на развитие местного населения и к IV веку н. э. сформировали новую культуру — «мощинскую» (название дано по месту в Калужской области, где впервые было раскопано городище). По языку её представители были, по всей вероятности, балтами. Самая восточная группировка балтов, занимавшая в IV—VII вв. н. э. бассейн верхней Оки и верховья Днепра, в древности именовалась голядью.
На смену балтам примерно в VIII веке н. э. в Тульский край пришло славянское племя вятичей. Как и голядь, вятичи были неплохими металлургами и кузнецами. Археологами были открыты пункты (VII—IX век, в основном, в южной части расселения славянского этноса), где число печей достигало 25-30. Вятичи вошли в состав Древнерусского государства. В начале X века (907 год) вятичи участвуют в походе князя Олега на Царьград.
В 910—915 годах было разрушено Супрутское городище на реке Упе. В 981 и 982 годах воевал с вятичами князь Владимир Святославич. Столетие спустя (1082—1083 годы) ходил «в вятичи» Владимир Мономах, о чём сам упомянул в поучении своим сыновьям.

### Период раздробленности

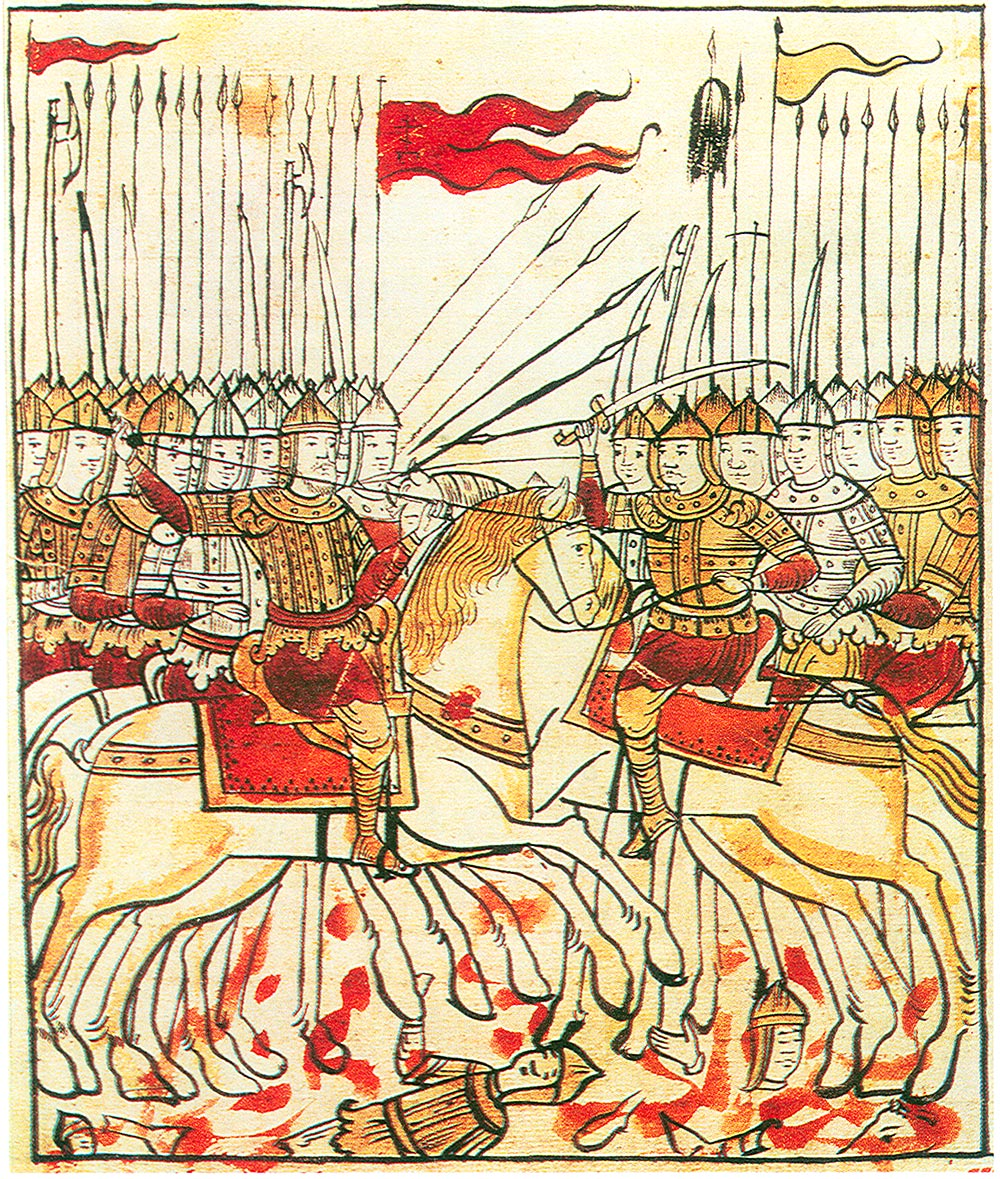
Битва на Куликовом поле. Из рукописи «Сказание о Мамаевом побоище», XVII век.

После распада единого Древнерусского государства в борьбу за земли вятичей вступают владимиро-суздальские и черниговские князья. Переговоры со старейшинами вятичей (племени, так долго сохранившего пережитки родовой организации общества) ведёт основатель Москвы князь Юрий Долгорукий. Но в конце концов территория края отходит к черниговским князьям. В это время (XII век) начинается христианизация края. Язычники не приняли проповедь монаха Кукши и убили его. Город Лопасня стоял на границе суздальских и черниговских земель. В границах Черниговского княжества к середине XII века выделились удельные княжества Белёвское, Новосильское, Одоевское, Тарусское. К Тарусскому княжеству с конца XIII века относился Алексин. В состав того же княжества входили удельные княжества Волконское (из древнего рода которых происходила мать Л. Н. Толстого), Спажское и Конинское.
Сглаживание племенных особенностей привело к исчезновению к XIII веку самого племенного имени вятичи.
Тулой в середине XIV века «ведали баскаки» татарской царицы Тайдулы.
В 1380 году в юго-восточной части современной области, у впадения реки Непрядвы в Дон, произошла историческая Куликовская битва, положившая начало освобождению русских земель от ордынского ига. Отделённое от Чернигова Белёвское княжество тяготело к Москве, но впоследствии оно отошло к Великому княжеству Литовскому, Русскому, Жемойтскому и иных.
В 1503 году тульские земли были присоединены к Московскому великому княжеству.

### В составе Московского княжества
В 1382 году в договорной грамоте московского князя Дмитрия Донского с рязанским князем Олегом была определена принадлежность Тулы Московскому княжеству. Но долго ещё претендовали на неё князья рязанские, к которым через полстолетия (в 1432 году) она и отошла. О жестоких завоевателях напоминают только клады ордынских монет (находили их в окрестностях Тулы) и, возможно, названия старинных деревень: Баскаково, Якшино, Ямное.
В XVI—XVII веках Тульская земля являлась окраиной Московского государства, которая постоянно подвергалась крымско-ногайским набегам с юга. Для защиты от этих набегов была организована Большая засечная черта, в которую вошли 40 городов. Среди них можно выделить Лихвин, Белёв, Венёв, Крапивну, Одоев, имевшие укрепления ещё до XVI века. Они и стали опорными пунктами с системе обороны Засечной черты.

### Старинные города региона
Спаш упоминается в Ипатьевской летописи под 1147 годом в связи с княжескими междоусобными войнами и под 1152 годом в связи с походом Юрия Долгорукого на Чернигов. Тула впервые упоминается в Никоновской летописи под 1146 годом, при описании похода князя Святослава на пути из Козельска до Рязани. Однако на современном этапе исследователи утверждают, что первым упоминанием, более достоверным, можно считать договор между московским князем Дмитрием Донским и рязанским князем Олегом 1382 года.
В 1507 году Краткий Кирилло-Белоозерский летописчик сообщает: «Поставлен город каменной на Туле». Однако в реальности в 1507 году была заложена дубовая крепость (острог), а в 1514 году внутри этой крепости, «каменный город» — Тульский кремль, который был построен к 1520 году.

Реконструкция Тульского кремля в XVI веке

В XII веке возникает город Дедославль (предположительно, современное село Дедилово Киреевского района) — укреплённый ремесленный и торговый центр, место сбора старейшин вятичей.
Белёв впервые упоминается в Ипатьевской летописи в 1147 году. В XVI веке при удельном князе Василии Романовиче была выстроена дубовая крепость, на подступах к которой естественной преградой служила Ока с береговой осыпью и глубокий искусственный ров.
Алексин был основан в XIII веке (в 1236 году назывался городом митрополита Петра) на правом возвышенном берегу Оки, по обеим сторонам впадающей в неё речки Мордовки.
Венёв под именем села упоминается в XIV веке, а как о городе впервые говорится в летописи в 1494 году. В 1571 году было составлено древнейшее описание крепости, что свидетельствовало о военном предназначении укреплённого поселения.
Лихвин известен с 1565 года. По преданию существовал до нашествия татар в XIII в., которые за отчаянное сопротивление дали ему название Лихого. В конце XVI века входил в Засечную черту, был центром Лихвинских засек. Город был окружён дубовой стеной и четырьмя глухими башнями. Лихвин переименован в Чекалин в 1944 году.
Крапивна впервые упоминается в завещании Дмитрия Донского, отдавшего её своей супруге Евдокии. Известно, что с конца XVI века Крапивна стала одной из крепостей Засечной черты. В 1641 году южнее Епифани была сооружена крепость Ефремов.
Богородицк был заложен весной 1663 года как крепость для защиты от набегов крымских татар.

### В составе Российской империи

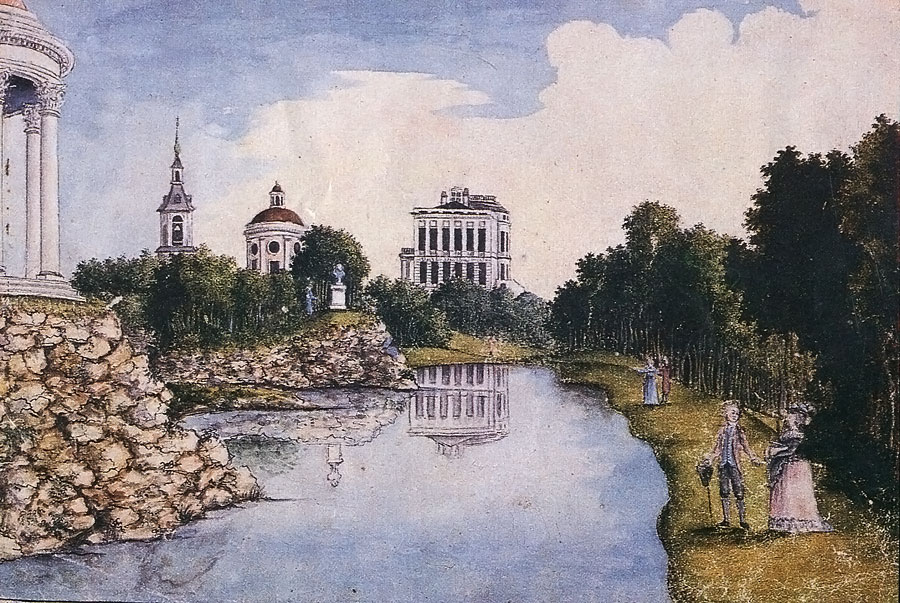
Усадьба Бобринских в городе Богородицке (конец XVIII века)

По первому разделению России на губернии в 1708 году нынешние города Тульской губернии были распределены так: Тула, Алексин, Богородицк, Венёв, Епифань, Кашира и Крапивна вошли в Московскую губернию, Белёв и Новосиль — в Киевскую, Ефремов и Чернь — в Азовскую и Одоев в Смоленскую губернию. В 1719 году образована Тульская провинция с городами — Тулой, Алексиным, Богородицким, Венёвом, Епифанью и Крапивною; в Орловскую провинцию вошли города — Белёв, Новосиль и Чернь, в Елецкую провинцию — Ефремов, в Московскую — Кашира и в Калужскую отошёл Одоев.
9 марта 1777 была образована Тульская губерния. Организацией губернии занялся калужский наместник Кречетников. 19 сентября 1777 образовано Тульское наместничество. В 1796 наместничество упразднено, губерния же сохранилась. В Тульском областном краеведческом музее хранится особый межевой знак, установленный на границе Московской и Тульской губерний, на котором обозначена дата: «1777 г.».
Индустриальное развитие края началось в XVII веке. В 1694—1695 годы тульский кузнец Никита Демидов у устья реки Тулицы построил свой первый железоделательный завод. Это был большой шаг в развитии металлургического дела в Туле. Город стал одним из центров русской металлургии и металлообработки. В 1712 году по указу Петра I в Туле был основан Императорский Тульский оружейный завод, производивший первоклассное оружие для русской армии.
В конце XVIII века в Туле получили развитие производства самоваров, пряников, гармоник.
С пуском в эксплуатацию в 1855 Малевской копи (к югу от Богородицка) в губернии начинается регулярная добыча угля Подмосковного бассейна — старейшего углепромышленного района России, месторождения которого были открыты ещё в 1722 крепостными крестьянами И. Палицыным и М. Титовым. Развитию промышленности в крае способствовало строительство железных дорог «Москва — Курск» в 1864—1868 и «Сызрань — Вязьма» в 1870—1874.

### Советский период

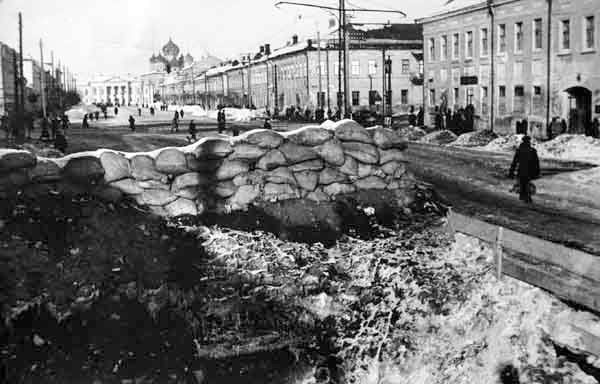
Баррикады на улицах Тулы. Октябрь-ноябрь 1941 года.

Постановлением Президиума ВЦИК «Об образовании на территории РСФСР административно-территориальных объединений краевого и областного значения» от 14 января 1929 года с 1 октября 1929 года Тульская губерния была упразднена. Был образован Тульский округ в составе Центрально-промышленной области (с 3 июня 1929 года — Московской области) с центром в городе Москве. 23 июля 1930 года Тульский округ был упразднён, и его районы отошли в прямое подчинение Московской области. Тульская область была образована 26 сентября 1937 года при разукрупнении Московской области.
В годы Великой Отечественной войны на территории Тульской области с сентября по декабрь 1941 года шли жестокие бои с немецко-фашистскими захватчиками в рамках тульской оборонительной операции. За мужество и стойкость, проявленные защитниками Тулы при героической обороне города, сыгравшей важную роль в разгроме вражеских войск под Москвой, Тула была удостоена почётного звания «Город-герой».
27 декабря 1957 года Тульская область за успехи, достигнутые в увеличении производства и сдачи государству продуктов сельского хозяйства, награждена орденом Ленина.
В послевоенные годы в Тульской области дальнейшее развитие получили машиностроительная, химическая, металлургическая, угольная промышленность. Были созданы научно-исследовательские институты и конструкторские бюро.
В 1986 году Тульская область сильно пострадала в результате катастрофы на Чернобыльской АЭС. Радиоактивными осадками земли были заражены и стали непригодными к использованию в сельском хозяйстве земли на площади 11,8 тыс. км², что составило около половины (46,8 %) территории области. Плотность радиоактивного загрязнения почвы цезием-137 составила в среднем от 1 до 15 Ки/км². Радиоактивному загрязнению подверглись 27 % земель лесных участков в составе земель лесного фонда. Площадь загрязнения леса радионуклидами цезия-137 составляет 78,388 тыс. га. По некоторым данным, в городе Плавске до сих пор сохраняется повышенный радиационный фон около 20 микрорентген в час.
В 1997 году 1306 населённых пунктов Тульской области находились в границах зон радиоактивного загрязнения вследствие аварии на Чернобыльской АЭС. В 2015 году в Тульской области число населённых пунктов в границах зон радиоактивного загрязнения сократилось до 1215, из которых 27 находятся в зоне проживания с правом на отселение и 1188 — в зоне с льготным социально-экономическим статусом.

## Население

### Общие сведения

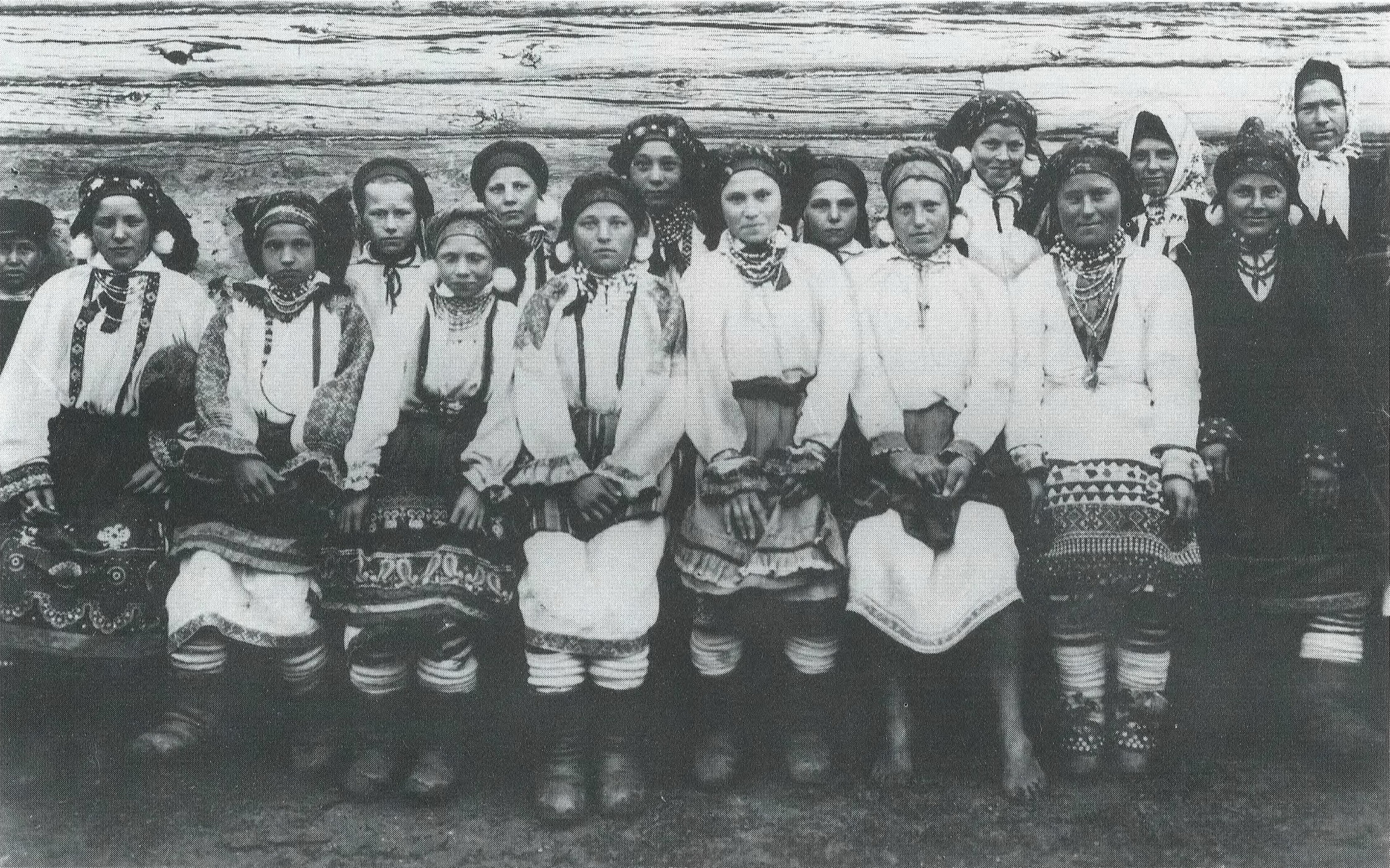
Девушки Тульской губернии в региональных традиционных русских костюмах (начало XX века)

Численность населения Тульской области по данным Федеральной службы государственной статистики на 1 января 2022 года (с учётом итогов переписи 2021) составляла 1 456 791 человек, в том числе городское — 1 097 096 человек (73,3 %), сельское — 399 594 человек (26,7 %). Плотность населения — 55,7 чел./км² (без учёта итогов переписи 2021 года). По сравнению с 2021 годом численность населения сократилась на 15 219 человек или на 1,02 %. Среди субъектов, входящих в состав Центрального федерального округа, Тульская область по численности населения занимает пятое место после Москвы, Московской, Воронежской, Белгородской областей.
В регионе сформировалась Тульско-Новомосковская агломерация, с населением более 1 млн человек. Тульская область относится к субъектам Российской Федерации с высокой долей городского населения. В области 19 городов, крупнейшими из которых, помимо Тулы и Новомосковска, являются города с численностью свыше 50 тысяч человек: Донской, Алексин, Щёкино.
Состав населения Тульской области, как и России в целом, характеризуется существенной гендерной диспропорцией. Численность женского населения от общего числа жителей региона составляла 820 019 человек (54,8 %), а мужского — 676 671 человек (46,2 %).
В национальном составе абсолютное большинство составляют русские (94,10 %), а остальные группы представлены в основном армянами (0,70 %), таджиками (0,46 %), украинцами (0,44 %), узбеками (0,39 %), азербайджанцами (0,33 %) и татарами (0,31 %).
По состоянию на 1 января 2022 года в Тульской области проживает 5 379 детей-инвалидов и 138 085 инвалидов старше 18 лет, что составляет около 10,1 % от общего населения региона. Численность пенсионеров в регионе на тот же период составляет 508,7 тысяч человек, то есть 35,5 % от всего населения, средний размер назначенных пенсий у которых — 16 655,5 рублей. В Тульской области с 2013 года численность детей-сирот и детей, оставшихся без попечения родителей, сократилась в 1,6 раза, и на 1 января 2022 года в регионе их проживает 3211 человек. Доля детей данной категории в общей численности детского населения в Тульской области на начало 2022 года составляет 1,32 %. На 1 января 2022 года в замещающих семьях воспитывается 87,5 % детей-сирот от общей численности детей данной категории. Передача детей на воспитание в семьи способствует сокращению числа детей, состоящих на учёте в государственном банке данных о детях, который с 2013 года сократился в 3,6 раза.
До 2018 года в Тульской области наблюдался миграционный прирост населения из субъектов России и стран СНГ, который к 2022 году стал ежегодно снижаться. В 2021 году в регион прибыло 24 616 мигрантов, в том числе 9 246 из стран ближнего зарубежья (Таджикистан, Украина, Армения, Узбекистан).
Современная половозрастная структура населения в Тульской области может быть оценена как уникально плохая с точки зрения влияния на демографическую динамику. Эта уникальность состоит в том, что она одновременно способствует и снижению числа родившихся (в активный репродуктивный возраст входят малочисленные поколения родившихся в 1990-е годов) и увеличению числа умерших (возрастной рубеж 75 лет в ближайшие годы будут преодолевать относительно многочисленные поколения родившихся в послевоенные годы), то есть негативно влияет на естественный прирост населения с обеих сторон. Кроме демографических последствий, увеличение численности и доли населения пожилого возраста повышает нагрузку на здравоохранение, социальное обеспечение и социальное обслуживание.
Из городских округов сравнительно молодая возрастная структура населения в Донском, а из муниципальных районов — в Плавском и Чернском. Наоборот, высокие показатели старения населения в Алексине и Ефремове, Дубенском, Кимовском, Куркинском и особенно Суворовском районах.

### Естественное движение населения
Тульская область входит в число регионов с высокой естественной убылью населения, что в первую очередь это связано с возрастной структурой населения: треть жителей региона — пенсионного возраста. C 2010 по 2021 год численность населения региона сократилась на 117,7 тысяч человек (7,6 %). Изменение численности населения определяется как его естественным, так и миграционным движением. Миграционный прирост, который по итогам 2021 года составил 3 951 человек, не компенсирует естественную убыль населения, составившую за тот же период 20,5 тысяч человек. Определяющим для всех муниципальных образований Тульской области компонентом изменения численности населения выступает естественная убыль.
Общие показатели рождаемости в Тульской области в последние годы снижаются как под влиянием уменьшения возрастных и суммарного коэффициентов рождаемости, так и из-за сокращения доли женщин активного репродуктивного возраста. По итогам 2021 года уровень рождаемости в регионе составил 7,0 родившихся на 1000 жителей.
Для региона характерен высокий уровень смертности на фоне низкой продолжительности жизни. Ожидаемая продолжительность жизни при рождении в 2021 году составляет 69 лет, при этом мужчины — 64 года, а женщины — 74 года. Данный показатель заметно снизился по сравнению с 2019 годом, когда ожидаемая продолжительность жизни была 72,2 года. Естественная убыль населения в Тульской области составила в 2022 году 15 188 человек, что на 5 308 человек (или на 25,9 %) меньше, чем в 2021 году. Общий коэффициент естественной убыли населения составил −10,7 в расчете на 1 000 человек населения, снижение на 25,2 %. Естественная убыль отмечена во всех муниципальных образованиях Тульской области. Максимальное снижение отмечено в рабочем посёлке Новогуровский (-69,9 %), в Заокском районе (-53,8 %), в Куркинском районе (-53,3 %) и в Тепло-Огарёвском районе (-50,0 %).
Основными причинами смертности, как и в остальной России, являются болезни системы кровообращения — это около половины всех зарегистрированных смертей (Тульская область 43,5 %, Россия — 46,7 %). Тульская область входит в пятёрку регионов с самой высокой смертностью от онкологических заболеваний, также для области характерны относительно высокие показатели смертности от болезней эндокринной системы, органов дыхания, органов пищеварения и от внешних причин (транспортные
травмы, случайные отравления алкоголем, самоубийства). В Тульской области, как и в целом по стране, продолжает сокращаться доля населения трудоспособного возраста и увеличиваются доли населения моложе и старше трудоспособного возраста. Прогнозные расчёты, основанные на гипотезе сохранения неизменными возрастных коэффициентов рождаемости, смертности и миграционного прироста, показывают, что при этих условиях доля населения трудоспособного возраста может сократиться к 2025 году — до 52,6 %. По данным оперативного штаба, в Тульской области за период пандемии от COVID-19 умерли 5 тысяч 266 человек.
За 2021 год в Тульской области было зарегистрировано 8828 браков, что на 127,2 % больше, чем в 2020 году (6935). Количество разводов составило 6176 и превысило показатели предыдущего года на 110,8 % (5573).

### Занятость населения
Общая численность рабочей силы (15 лет и старше) Тульской области в 2021 году составила 794,2 тысяч человек, что на 14,3 тысяч человек меньше, чем в 2010 году. Наибольшая доля работников занята в обрабатывающем производстве (22,3 %), оптовой и розничной торговле (17,9 %), строительстве (8,2 %) и образовании (7,6 %).
Численность безработных по материалам выборочного обследования рабочей силы на конец 2021 года составляла 30,1 тысяч человек. Данный показатель снизился на 16,9 тысяч человек (36 %) по сравнению с 2010 годом, однако ситуация, сложившаяся в 2020 году в связи с введением ограничительных мероприятий по предупреждению распространения COVID-19, оказала негативное влияние на рынок труда региона и привела в том числе к небольшому росту численности безработных граждан. В целях обеспечения трудоустройства безработных граждан в регионе осуществляется разработка и реализация активных программ занятости в соответствии с государственной программой Тульской области «Содействие занятости населения Тульской области».

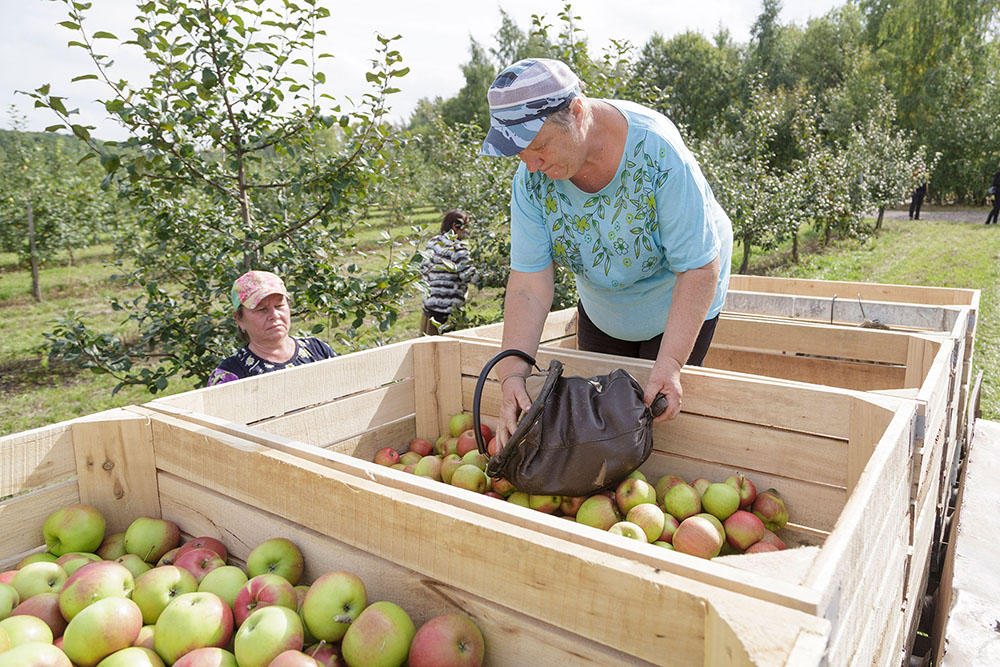
Работники плодоовощного предприятия «Плава» в Щёкинском районе

Численность безработных граждан, зарегистрированных в органах занятости населения Тульской области, по состоянию на конец 2021 года составила 4 тысячи человек, уровень регистрируемой безработицы — 0,5 % рабочей силы. Потребность в работниках, заявленная работодателями в органы занятости населения, составила 27,8 тысяч единиц вакансий (19,6 тысяч единиц (70,5 %) — по рабочим профессиям), коэффициент напряженности на рынке труда — 0,2 человека на 1 вакансию, который дифференцируется в пределах от 0,03 в Щёкинском районе до 1,5 в Арсеньевском районе.
Наибольшее количество вакансий в 2021 году было заявлено по таким рабочим профессиям как «швея», «водитель автомобиля» (различных категорий), «продавец продовольственных товаров», «укладчик-упаковщик», «монтажник», «повар», «электрогазосварщик», «слесарь», «оператор свиноводческих комплексов и механизмов», «оператор механизированных и автоматизированных складов», «тракторист-машинист сельскохозяйственного производства», «электромонтер по ремонту и обслуживанию электрооборудования», «токарь», «каменщик», «оператор котельной», «оператор связи», «почтальон», «кладовщик», «кассир». В то же время были востребованы профессии, не требующие квалификации: «уборщик производственных и служебных помещений», «подсобный рабочий», «грузчик», «дворник», «уборщик территорий», «обработчик рыбы», «комплектовщик» и другие.
В Тульской области ускоряется темп старения рабочей силы: малочисленное поколение 1990-х и 2000-х годов вступает в трудоспособный возраст, а трудовая жизнь старших поколений продлевается из-за повышения пенсионного возраста. В связи и этим в регионе ожидается постепенное снижение численности рабочей силы. В августе 2022 года Тульская область заняла 16-е место в рейтинге регионов по рынку труда среди 85 субъектов России.

### Доходы населения
С 1 октября 2021 года всем работникам бюджетной сферы проиндексирована заработная плата на 3,9 %. По уровню заработной платы по всем категориям работников Тульская область в основном занимает 4-6 места среди субъектов, входящих в Центральный федеральный округ. На 1 января 2022 года среднедушевые денежные доходы населения региона составляли 31 815,9 рублей, а среднемесячная номинальная начисленная заработная плата — 44 725,5 рублей.
Среднемесячная заработная плата работников за 2022 год:
- по крупным и средним предприятиям и некоммерческим организациям — 54082,5 рублей (рост к 2021 году на 12,1 %);
- муниципальных дошкольных образовательных учреждений — 30546,4 рублей (рост к 2021 году на 15,1 %);
- муниципальных общеобразовательных учреждений — 39449,1 рублей (рост к 2021 году на 15,4 %);
- учителей муниципальных образовательных учреждений — 40520,65 рублей (рост к 2021 году на 16,3 %);
- муниципальных учреждений культуры и искусства — 41394,6 рублей (рост к 2021 году на 13,1 %);
- муниципальных учреждений физической культуры и спорта — 33007,5 рублей (рост к 2021 году на 10,7 %)[46].

С 1 января 2023 года величина прожиточного минимума в Тульской области на душу населения составляет 14 231 рубль. При этом реальные денежные доходы населения за январь-сентябрь 2022 года в регионе снизились на 2,4 % по сравнению с январем-сентябрем 2021 года.

### Демографическая политика
Для улучшения демографической ситуации и уровня жизни населения Тульской области принята социальная программа «Люди: качество ежедневной жизни», в которую вошли пять проектов. Проект «Мой семейный центр» помогает семьям трудоустроиться, подобрать оптимальный способ займа средств, подтвердить право на льготу или субсидию, улучшить жилищные условия, урегулировать конфликтные ситуации. В рамках реализации проекта «Мои возможности» оказывают помощь всем категориям людей с инвалидностью. Проект «Тульское долголетие» предусматривает помощь пожилым людям в разрешении трудных жизненных ситуаций. В рамках проекта «Миграция и занятость» предлагается комплекс услуг и решений для трудоустройства жителей региона и мигрантов. Пилотный проект «Репродуктивное здоровье» предусматривает объединение усилий систем здравоохранения и социальной защиты для формирования комфортной семейно-ориентированной среды в регионе. Проект включает в себя медицинские профилактические мероприятия по репродуктивным нарушениям и социальную поддержку малоимущих семей.
На уровне муниципальных образований в дополнение к федеральным и региональным мероприятиям сформирована система мер поддержки семей с детьми, финансируемых за счёт средств местных бюджетов, в том числе, установлены выплаты при рождении детей. В большинстве муниципальных образований выплата предоставляется при рождении третьего и последующих детей, её размер составляет в диапазоне от 10 до 25 тысяч рублей. В ряде муниципальных образований: в Кимовском, Киреевском, Суворовском районах, рабочем посёлке Новогуровский и городе Новомосковске установлена единовременная выплата при рождении второго и последующих детей.
В рамках реализации программы «Оказание содействия добровольному переселению в Российскую Федерацию соотечественников, проживающих за рубежом» в 2021 году в Тульскую область прибыли 8,7 тысяч соотечественников (из них 3,4 тысяч участников программы и 5,3 тысяч членов их семей).

## Административно-территориальное устройство

### Административно-территориальное деление
Для осуществления функций государственного управления Тульская область, в соответствии с законом Тульской области от 20 декабря 2007 года № 56/2639 «Об административно-территориальном устройстве Тульской области» (с изменениями на 11 июня 2016 года), подразделяется на районы, города областного, посёлки городского типа (рабочие посёлки), районы в городах, сельские округа, сельские населённые пункты. Городами областного подчинения являются город Тула и город Донской. Город Тула является административным центром области в соответствии с Уставом Тульской области. Схемы территориального планирования муниципальных районов и генеральные планы городских округов Тульской области утверждены 2008—2012 годах.
В рамках муниципального устройства области, в границах административно-территориальных единиц Тульской области образовано 103 муниципальных образования::
- 7 городских округов,
- 19 муниципальных районов,
- 23 городских поселения,
- 54 сельских поселения.

### Населённые пункты
Тульская область включает следующие населённые пункты:
- 30 городских населённых пунктов на 2020 год, в том числе:
  - 19 городов;
  - 11 посёлков городского типа (рабочих посёлков);
- 3436 сельских населённых пунктов (по переписи населения 2010 года).

На территории Тульской области расположено шесть моногородов: Алексин, Ефремов, Суворов, Белёв, Кимовск и рабочий посёлок Первомайский. Численность проживающих на территории моногородов Тульской области составляет 12,1 % от общей численности жителей региона.

## Органы власти и самоуправления

### Государственная власть

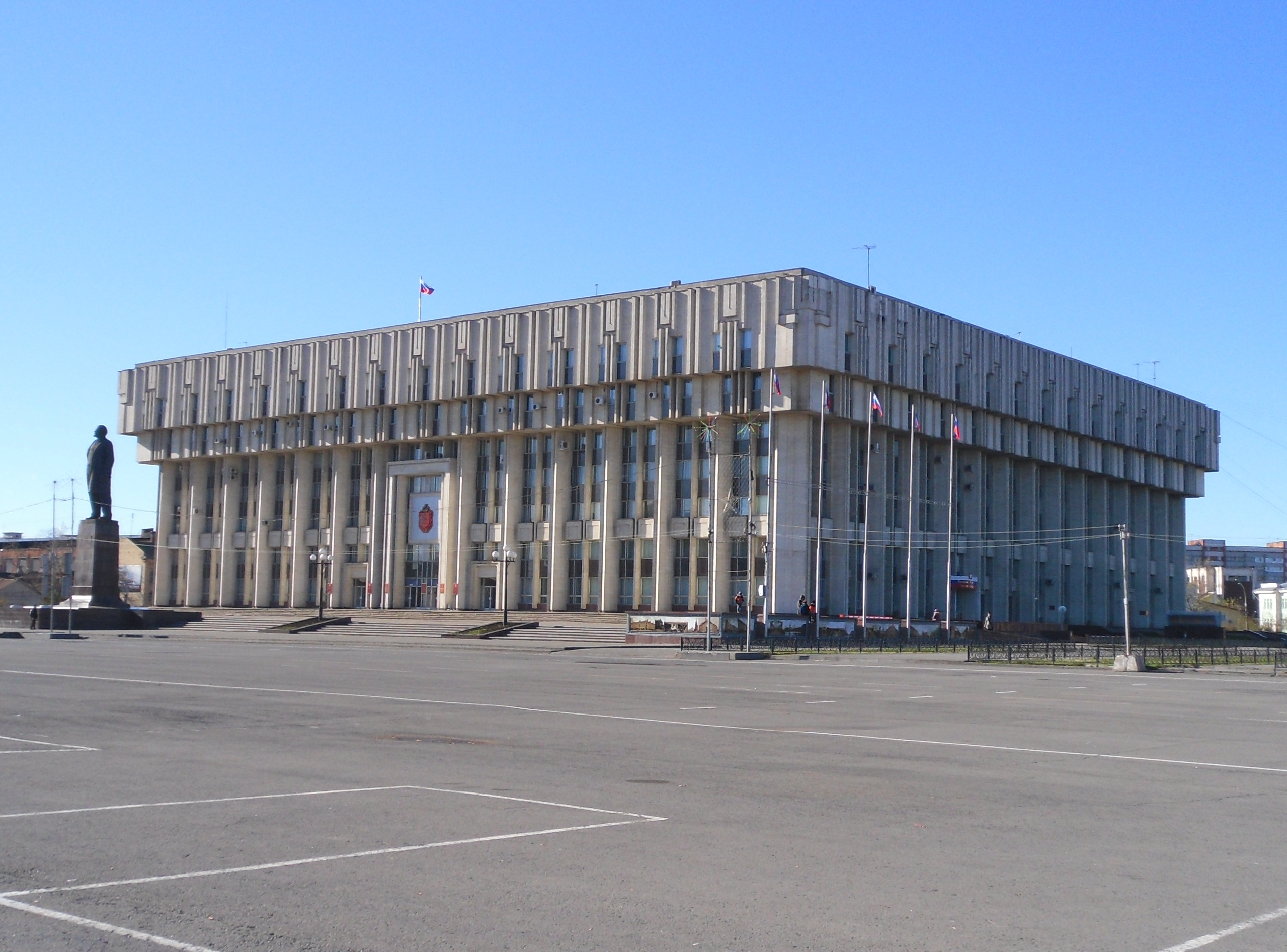
Тульская областная дума

Органами государственной власти и должностными лицами Тульской области являются:
- Тульская областная дума — законодательный (представительный) орган государственной власти. Впервые сформирована 12 декабря 1993 года. Срок полномочий депутатов — 5 лет. Избирается населением области (одна половина состава — по партийным спискам, другая — по одномандатным округам), действующий 7 состав из 36 депутатов сформирован в сентябре 2019 года. Здание думы расположено в Туле, по адресу проспект Ленина, дом 2[68].
- Губернатор Тульской области — высшее должностное лицо со сроком полномочий губернатора в 5 лет. Избирается жителями области в соответствии с Уставом Тульской области и федеральным законом. Последние выборы губернатора Тульской области состоялись в единый день голосования 8 сентября 2024 года, победу на них одержал Дмитрий Миляев[68].
- Правительство Тульской области — высший, постоянно действующий, коллегиальный орган исполнительной государственной власти. Центральные исполнительные органы государственной власти — министерства, которых в Тульской области насчитывается 17. Председателем правительства является первый заместитель губернатора Тульской области. Министры Правительства Тульской области назначаются губернатором Тульской области. Правительство заседает в одном здании с думой в Туле, по адресу проспект Ленина, дом 2[68].

По итогам 2021 года Тульская область вошла в ТОП регионов страны по качеству управления по версии Агентства политических и экономических коммуникаций, заняв четвёртое место в списке. Помимо этого, отмечен рост региона в рамках политико-управленческого блока, где она заняла второе место на фоне успешных для Алексея Дюмина выборов губернатора. На конец 2022 года Алексей Дюмин находился на втором месте рейтинга глав субъектов России, став фигурой весьма востребованной и часто упоминаемой в среде аналитиков.

### Иные государственные органы
В целях обеспечения дополнительных гарантий государственной защиты прав и свобод человека и гражданина в Тульской области утверждена должность уполномоченного по правам человека, который назначается и освобождается от должности Тульской областной Думой. Срок полномочий уполномоченного по правам человека составляет пять лет.
Для обеспечения дополнительных гарантий эффективного функционирования механизмов реализации, соблюдения и защиты прав и законных интересов детей органами государственной власти региона, органами местного самоуправления, образовательными и медицинскими организациями, организациями, оказывающими социальные и иные услуги детям и семьям, имеющим детей, и должностными лицами должность в Тульской области утверждена уполномоченного по правам ребёнка.
В целях защиты прав и законных интересов субъектов предпринимательской деятельности и осуществления контроля за соблюдением прав и законных интересов субъектов предпринимательской
деятельности на территории Тульской области в Тульской области утверждена должность уполномоченного по защите прав предпринимателей.
Организацией подготовки и проведения выборов, референдумов на территории региона занимается Избирательная комиссия Тульской области. Постоянно действующим государственным органом внешнего государственного финансового контроля в регионе является Счетная палата Тульской области.

### Официальная символика
Основными символами Тульской области как субъекта России являются герб и флаг, принятые Тульской областной Думой 24 и 25 ноября 2005 года.
За основу герба Тульской области был взят исторический герб Тульской губернии. Описание герба Тульской области гласит: «В червленом (красном) щите помещен серебряный клинок меча в пояс, на двух таких же опрокинутых клинках, косвенно положенных накрест. Все сопровождаемо вверху и внизу двумя золотыми молотками. Щит окружен лентой Ордена Ленина». Флаг Тульской области представляет собой прямоугольное полотнище червленого (красного) цвета с соотношением ширины к длине 2:3, в центре которого изображены фигуры герба Тульской области: расположенный горизонтально острием к древку клинок меча белого цвета, положенный поверх двух таких же скрещенных в диагональный крест клинков; клинки сопровождены вверху и внизу вертикально поставленными молотками жёлтого цвета.

### Местное самоуправление
Представительные органы городского, сельского поселения и городского округа состоят из депутатов, избираемых на муниципальных выборах. Представительный орган муниципального района состоит из глав поселений, входящих в состав муниципального района, и из депутатов представительных органов указанных поселений, избираемых представительными органами поселений из своего состава в соответствии с равной независимо от численности населения поселения нормой представительства. Срок полномочий представительных органов городского, сельского поселения, городского округа, муниципального района составляет 5 лет, за некоторым исключением, когда срок составляет 3 года. Органы местного самоуправления в Тульской области возглавляют 103 главы муниципальных образований и 84 главы администраций муниципальных образований.
В соответствии с региональным законом 2017 года для организации взаимодействия органов местного самоуправления и жителей сельских населенных пунктов при решении вопросов местного значения осуществляют деятельность сельские старосты. По состоянию на 1 ноября 2022 года в 23 муниципальных районах и городских округах осуществляют деятельность 1071 сельский староста. Их полномочия
распространяются на территории более 1700 населенных пунктов, в которых проживает около 160 тыс. жителей.
В Тульской области зарегистрированы региональные отделения десятков политических партий, крупнейшими по количеству членов из которых являются «Единая Россия», Коммунистическая партия Российской Федерации (КПРФ), Либерально-демократическая партии России (ЛДПР), «Патриоты России», «Партия роста», «Справедливая Россия», «Яблоко» и Партия пенсионеров России.
С 2011 года в Тульской области реализуется проект «Народный бюджет», направленный на определение и решение социально значимых проблем территорий муниципальных образований региона. Финансирование мероприятий проекта осуществляется за счёт средств бюджета Тульской области, бюджетов муниципальных образований и собственных средств жителей и спонсоров. Целевой направленностью проекта «Народный бюджет» является активизация участия жителей Тульской области в решении проблем местного значения и формировании комфортных условий их проживания, поддержка инициатив жителей.
В 2022 году в Тульской области проведен ежегодный опрос населения об эффективности деятельности руководителей органов местного самоуправления, предприятий, действующих на региональном и муниципальном уровнях, в котором приняли участие 20 141 человек. Оценка эффективности осуществлялась по следующим критериям: удовлетворенность населения организацией транспортного обслуживания, качеством автомобильных дорог, жилищно-коммунальными услугами. Общий процент удовлетворенности в муниципальных районах и городских округах составил 88,13 % (2020 — 81,01 %, 2021 — 83,14 %). Наиболее высокий общий показатель удовлетворенности в муниципальных образованиях Каменский район — 99,75, Тепло-Огарёвский район — 99,65 %, Чернский район — 99,12 %, город Донской — 98,86 %. Низкие показатели удовлетворенности отмечены в муниципальных образованиях Киреевский район — 73,15 %, Заокский район — 76,34 %, Щёкинский район — 77,19 %, город Тула — 77,29 %, город Алексин — 77,63 %.

## Экономика

### Экономическое развитие

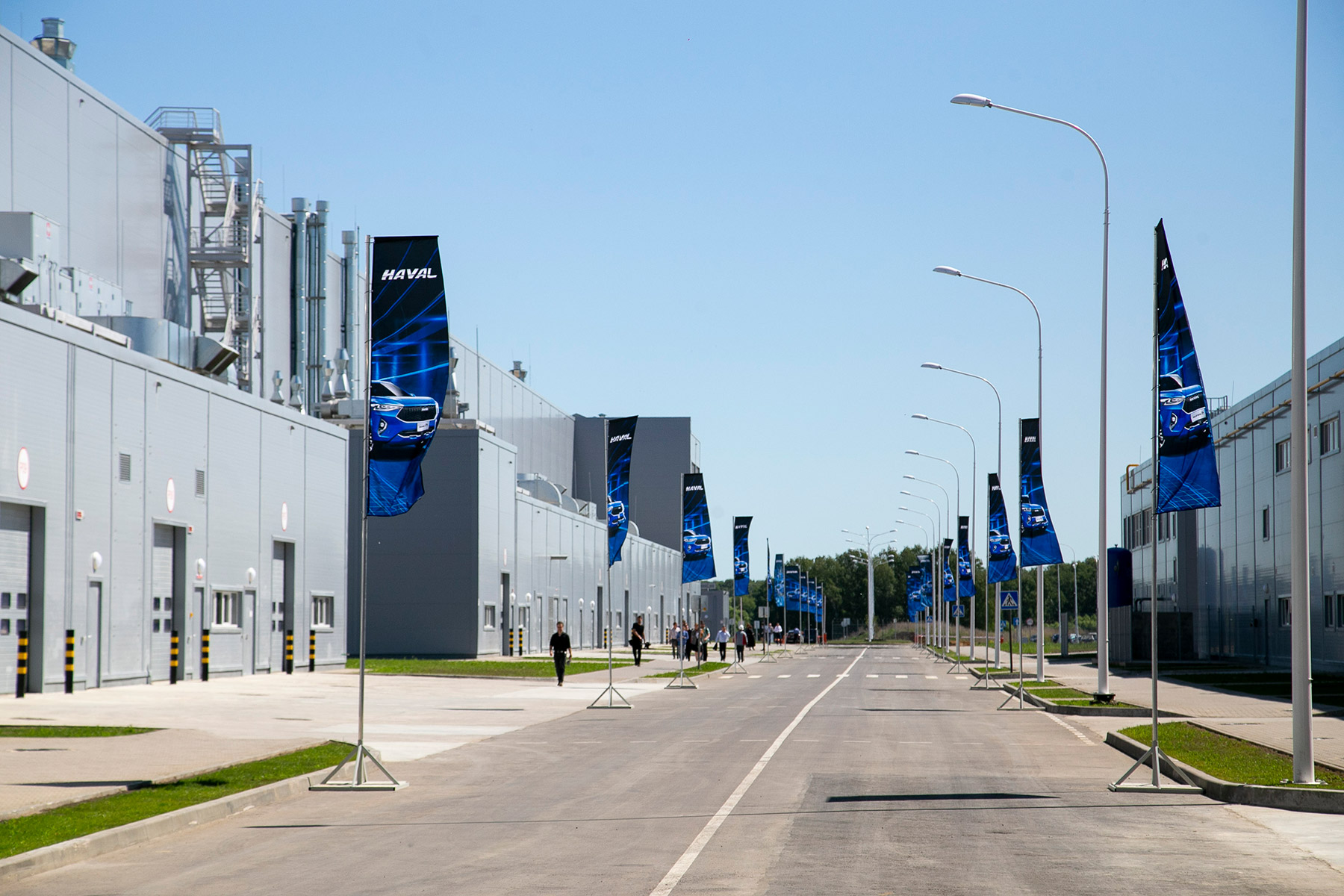
«Хавейл Мотор Рус» в Узловой

Тульская область занимает выгодное географическое положение в центре Европейской части России и граничит на севере и северо-востоке с Московской областью. Конкурентными преимуществами региона является развитая инфраструктура транспорт, связи и рыночной системы: банковская сеть, страховые, консалтинговые и инвестиционные услуги, которые выступают необходимыми условиями эффективного развития бизнеса и его интеграции в систему экономических связей. По территории Тульской области проходят основные транспортные магистрали, соединяющие юг и север России. Относительно высокий уровень заработной платы в Москве и Московской области стимулируют маятниковую миграцию, которая, с одной стороны, сдерживает развитие региона, а с другой — обеспечивает сравнительно низкий уровень безработицы, формирует платежеспособный спрос населения на основные группы товаров и услуг.
В структуре экономики Тульской области основное место по вкладу в валовой региональный продукт занимают промышленность, оптовая и розничная торговля, строительство, сельское хозяйство, операции с недвижимым имуществом, темпы роста которых оказывают наиболее существенное влияние на темпы роста валового регионального продукта. В структуре валового регионального продукта промышленное производство несёт порядка 46,5 % валовой добавленной стоимости, вклад деятельности по операциям с недвижимым имуществом — 10,1 %, оптовой и розничной торговли оценивается в 9,2 %, строительства — в 8,0 %, сельского хозяйства — в 7,2 %.
В 2019 году в стратегии Минэкономразвития России были определены перспективные центры экономического роста Тульской области. Одним из таких центров стала Тульско-Новомосковская агломерация, которая включает в себя около 2/5 территории области, более 1 млн жителей и 70 % экономического потенциала региона. Кроме Тулы в агломерацию входят Щёкино (центр химической промышленности), Узловая (индустриальный парк с мощным производством по выпуску автомобилей марки «Haval» и динамично развивающейся особой экономической зоной «Узловая»), Донской и несколько других муниципальных образований. Существенной частью агломерации является промышленный кластер города Новомосковска, в котором функционируют такие предприятия, как «ЕвроХим», «Кнауф Гипс», «Procter & Gamble», «Аэрозоль».
По итогам 2022 года объём валового регионального продукта Тульской области, по оценке, составил 932,6 млрд рублей — 107,4 % относительно уровня 2021 года (в действующих ценах). Объём отгруженных товаров собственного производства, выполненных работ и услуг собственными силами по полному кругу организаций производителей за 2022 год составил 1262,0 млрд рублей, индекс
промышленного производства относительно уровня 2021 года увеличился на 2,5 % в сопоставимых ценах. Рост производства наблюдался в следующих основных видах экономической деятельности:
- производство пищевых продуктов — на 1,9 %,
- производство напитков — на 8,5 %, производство химических веществ и
- химических продуктов — на 2,3 %, производство готовых металлических
- изделий, кроме машин и оборудования — на 11,6 %, металлургическое
- производство — на 3,6 %[62].

### Бюджет
Общий объём доходов бюджета Тульской области за 2022 год составили 116,41 млрд рублей. Основная часть поступлений в бюджет Тульской области была сформирована налогом на прибыль организаций, налогом на доходы физических лиц, акцизами по подакцизным товарам и налогом на имущество организаций. Общий объём расходов бюджета области составил 122,85 млрд рублей, дефицит — 6,44 млрд рублей, или 5,24 % от расходов. Более 70 % всех расходов бюджета направлены на социальную сферу. Также в бюджете запланированы расходы инвестиционного характера, среди которых возведение онкологического центра в Туле за 1,9 млрд рублей. За счёт снижения объёмов погашения долгов области по бюджетным кредитам 1,5 млрд рублей выделят на строительство объектов инфраструктуры для новых инвестпроектов в особой экономической зоне «Узловая». За 2022 год консолидированные бюджеты 12 муниципальных образований Тульской области исполнены с дефицитом и 14 бюджетов муниципальных образований с профицитом. Бюджет на 2023 год также сохранит социальную направленность.

### Инвестиции

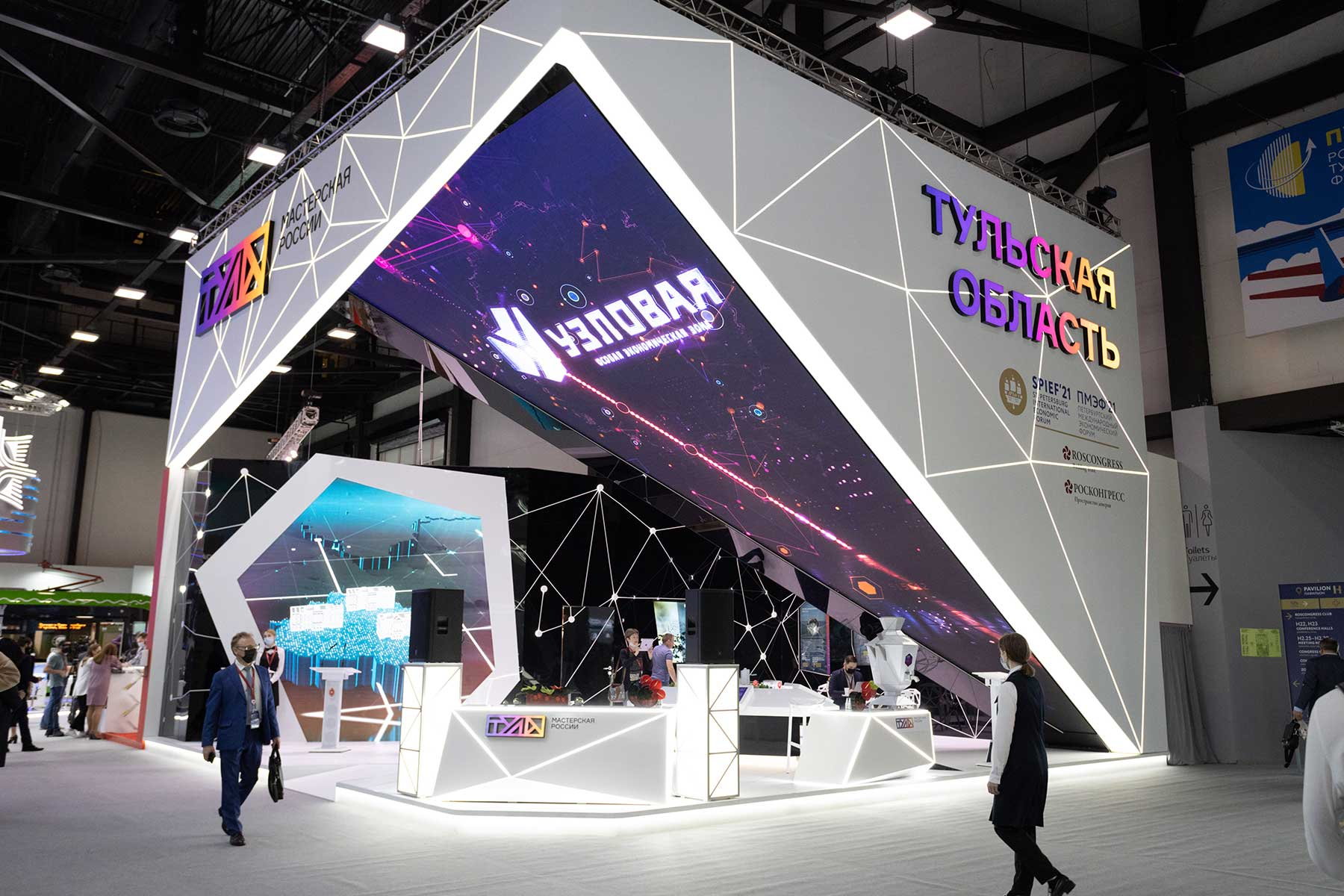
Стенд Тульской области на ПМЭФ-2021

Инвестиционная политика правительства Тульской области ориентирована на создание режима максимального административного и налогового благоприятствования. Тульская область уже несколько лет входит в топ-10 регионов лидеров Национального рейтинга состояния инвестиционного климата в субъектах Российской Федерации по уровню комфортности ведения бизнеса. В 2022 году регион занял 4 место среди регионов России. В реализации мероприятий по улучшению показателей Национального рейтинга основной упор делается на качественное внедрение целевых моделей упрощения процедур ведения бизнеса и повышения инвестиционной привлекательности в Тульской области.
Особая экономическая зона промышленно-производственного типа «Узловая» (ОЭЗ «Узловая»), созданная в 2016 году на территории Узловского района площадью 471,5 га, является наиболее привлекательной территорией для инвесторов, которые планируют разместить свои производства в Тульской области. Приоритетными направлениями развития «Узловой» являются химическая промышленность и металлургия. На сегодняшний день 23 компаний являются резидентами ОЭЗ «Узловая», общий объём инвестиций более 60 млрд рублей, планируется создать более 4000 новых рабочих мест. Якорный резидент индустриального парка — компания ООО «Хавейл Моторс Мануфэкчуринг Рус», также резидентами ИП «Узловая» являются компании ООО «НаноПолимерАрм», ООО ГК «Кволити», ООО «Городской Коммунальный Сервис» (ООО «ГКС»).

### Промышленность

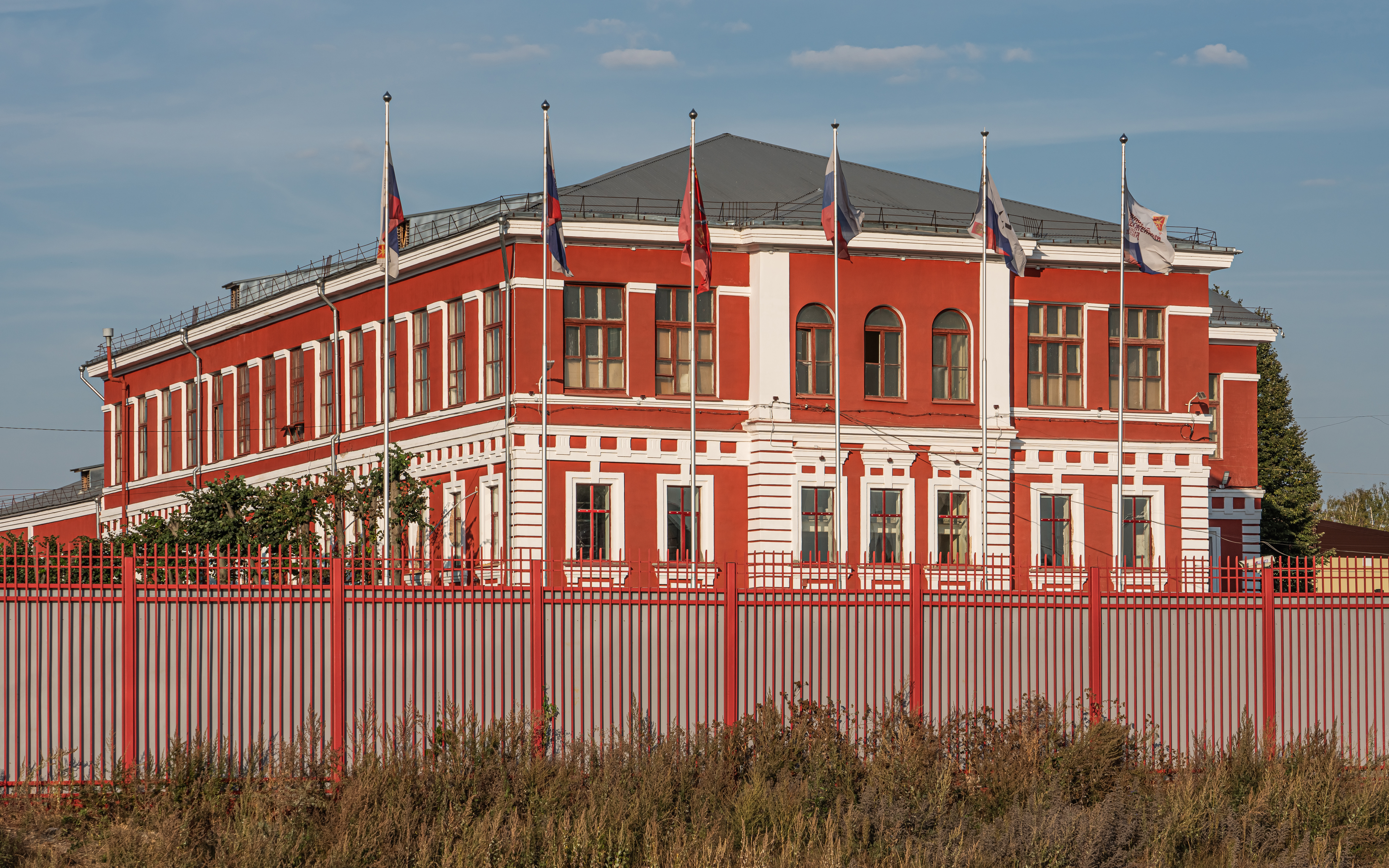
Корпус Тульского оружейного завода

Обрабатывающая промышленность Тульской области формирует около 43 % валового регионального продукта (ВРП). Исторически сложившаяся в области специализация экономики — производство машиностроительной, химической и металлургической продукции. На территории области функционируют пять частных технопарков, две территории опережающего развития и одна особая экономическая зона.
Предприятия оборонной промышленности Тульской области производят противотанковые ракетные комплексы, вооружение для танков и другой лёгкой бронированной техники, артиллерию, стрелковое вооружение и патроны к нему. Также изготавливаются радиолокационные комплексы для разведки, средства для учебных тренировок, средства связи, реактивные системы залпового огня. Крупнейшими предприятиями в данной сфере являются: «Конструкторское бюро приборостроения» (разработка и производство высокоточного управляемого оружия), ГНПП «Сплав» (производство реактивных систем залпового огня), «Тульский оружейный завод» (производство военного, спортивного и гражданского оружия), «Туламашзавод» (выпуск вооружений для сухопутных войск и военно-морского флота) и «Тульский патронный завод».
В гражданском машиностроении Тульской области выделяют пять основных точек: «Трансмаш» в Белёве, «Тяжпромарматура» в Алексине, «ТПО Промет» в Узловой, «ИЭК Металл пласт» в Ясногорске и «Комбайнмашстрой» в Туле.
В преобладающем количестве в области ведется добыча известняка и песка, в том числе разрабатывается крупнейшее месторождение гипса. Учтено 8 месторождений карбонатных пород, 50 месторождений строительных песков, 48 месторождений кирпичного сырья. Также в регионе имеются подлежащие промышленной разработке аномалии благородных металлов, полиметаллов, кадмия, меди, серебра, цинка, свинца, бария и лития, запасы минеральных вод, бурого угля, который перспективен как горно-химическое сырье.
В составе химического комплекса Тульской области функционируют 18 крупных и средних предприятий. Предприятия этой индустрии производят и реализуют: синтетический каучук, минеральные удобрения, аммиак, серную кислоту, метанол, полистирол и сополимеры стирола, капролактам, синтетические моющие средства, синтетические смолы и пластмассы и т. д.. Наиболее крупными предприятиями на территории региона являются «Азот» в Новомосковске, «Химволокно» в Щёкино и «Ефремовский Завод синтетического каучука» в Ефремове.
В регионе действуют металлургические производства, созданные в разные периоды индустриализации страны: Косогорский металлургический завод (основан в 1897 году), «Тулачермет» (основан в 1931 году), современный крупнейший в Европейской части России литейно-сортопрокатный комплекс на базе конвертерной технологии «Тула-Сталь». Основное направление чёрной металлургии в Тульской области приходится на производство товарного чугуна, высокочистого доменного чугуна, ферромарганца и различные соединения ванадия. По объёму промышленной продукции среди регионов России Тульская область занимает 7 место.

### Сельское хозяйство

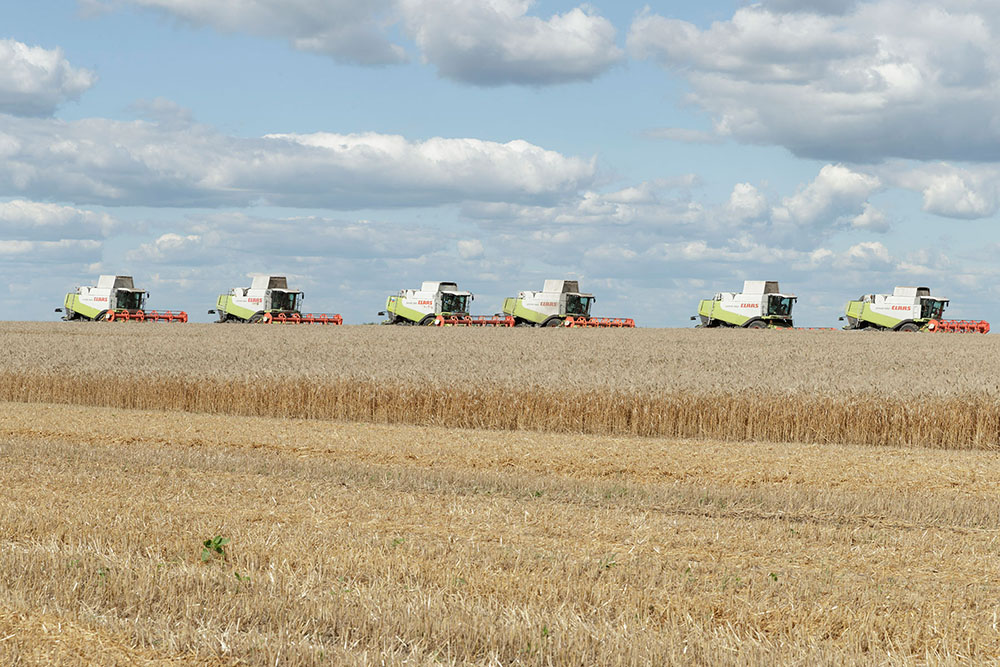
Уборочные работы в Алексинском районе

Сельское хозяйство Тульской области специализируется на выращивании зерна, сахарной свеклы, картофеля, овощей, плодов и ягод, мясном и молочном животноводстве. В структуре сельскохозяйственного производства преобладало растениеводство, доля которого составила 55,4 %, доля животноводства — 44,6 %. Сельское хозяйство наиболее развито в южной лесостепной части региона. Здесь распространено выращивание зерновых (пшеница, ячмень), зернобобовых (горох), масличных (подсолнечник, рапс, соя) и кормовых культур, мясомолочное скотоводство и свиноводство. В северных районах преобладает молочно-мясное скотоводство, выращивание кормовых культур и картофелеводство. Очагами получили развитие плодово-ягодное садоводство и овощеводство. Сельскохозяйственные площади занимают порядка 75 % территории Тульской области и применяются под животноводство и растениеводство.
Основную долю поголовья мясного скота содержат на фермах «Брянской мясной компании», входящей в агропромышленный холдинг «Мираторг», а также в ряде крестьянских (фермерских) хозяйств. «Брянская мясная компания» реализует инвестиционный проект по разведению быков абердин-ангусской породы в Арсеньевском, Белёвском, Дубенском, Киреевском, Одоевском, Суворовском, Щёкинском и Чернском районах области.
Одно из крупных птицеводческих предприятий — птицефабрика «Тульская», которое имеет статус племенного репродуктора второго порядка по разведению кур кросса «Хайсекс Браун», где получают 213,1 млн яиц в год. Поголовье птицы — 770782, в том числе 613 940 кур-несушек, а средняя яйценоскость — 336 яиц в год. Куриное яйцо также производит птицеводческое предприятие «Заокское» (группа компаний «Лето Групп»), мощность птицефабрики которой 158,2 млн яиц в год. Поголовье птицы — 685848, а среднегодовая яйценоскость — 315 штук. «Лето Групп» входит в десятку лидеров по объёму производства куриного яйца в России. Все птицефабрики компании в целом получают 650—700 млн яиц в год.
В регионе действует три племенных завода (два — по разведению молочного скота и один коневодческий), а также восемь племенных репродукторов (по три птицеводческих и свиноводческих, один — по разведению молочного скота и один звероводческий). Ведущим сельхозпредприятием Тульской области по разведению крупного рогатого скота айрширской породы является племенное хозяйство «Заря» в селе Дедилово Киреевского района.

### Потребительский рынок
Региональный потребительский рынок имеет достаточно развитую сеть предприятий розничной торговли, которая представлена как супермаркетами (гипермаркетами), так и предприятиями торговли малого формата (магазины «шаговой доступности», павильоны, киоски и другие). В 2022 году в регионе работало 12100 предприятий розничной торговли, в том числе нестационарных — 3700, и мобильных — 142. Уровень фактической обеспеченности населения Тульской области действующими стационарными торговыми объектами составляет 21,7 единиц на 10 тыс. человек (при плановом значении не менее 9).
Оборот розничной торговли в январе-ноябре 2022 года составил 346 593,1 млн рублей, что в сопоставимых ценах составляет 97,8 % к январю-ноябрю 2021 года. При этом оптовый сегменты вырос на 1,9 % и составил 462 386,5 млн рублей. За 11 месяцев 2022 года населению области оказано платных услуг на 79 707,5 млн рублей, что составляет 101,0 % к январю-ноябрю 2021 года. В структуре объёма бытовых услуг более половины (61,7 %) приходилось на долю трёх видов услуг: техническое обслуживание и ремонт транспортных средств, машин и оборудования; ремонт, строительство жилья и других построек; парикмахерских и косметических услуг. Годовая инфляция в Тульской области в декабре 2022 года составила 9,67 %.

### Финансовый сектор
Финансовый рынок Тульской области представлен различными кредитными и некредитными финансовыми организациями, ведущим сектором которого является банковский сегмент. В Тульской
области успешно работают такие крупные банки федерального значения, как Сбербанк, ВТБ 24, Газпромбанк, Россельхозбанк, Альфа-банк, Райффайзенбанк и др. Развивающимся сегментом финансового рынка региона является сектор микрофинансовых организаций, количество которых в последние годы сократилось, что связано с работой Банка России по очищению реестра от недобросовестных игроков.

## Строительство и ЖКХ

### Строительство

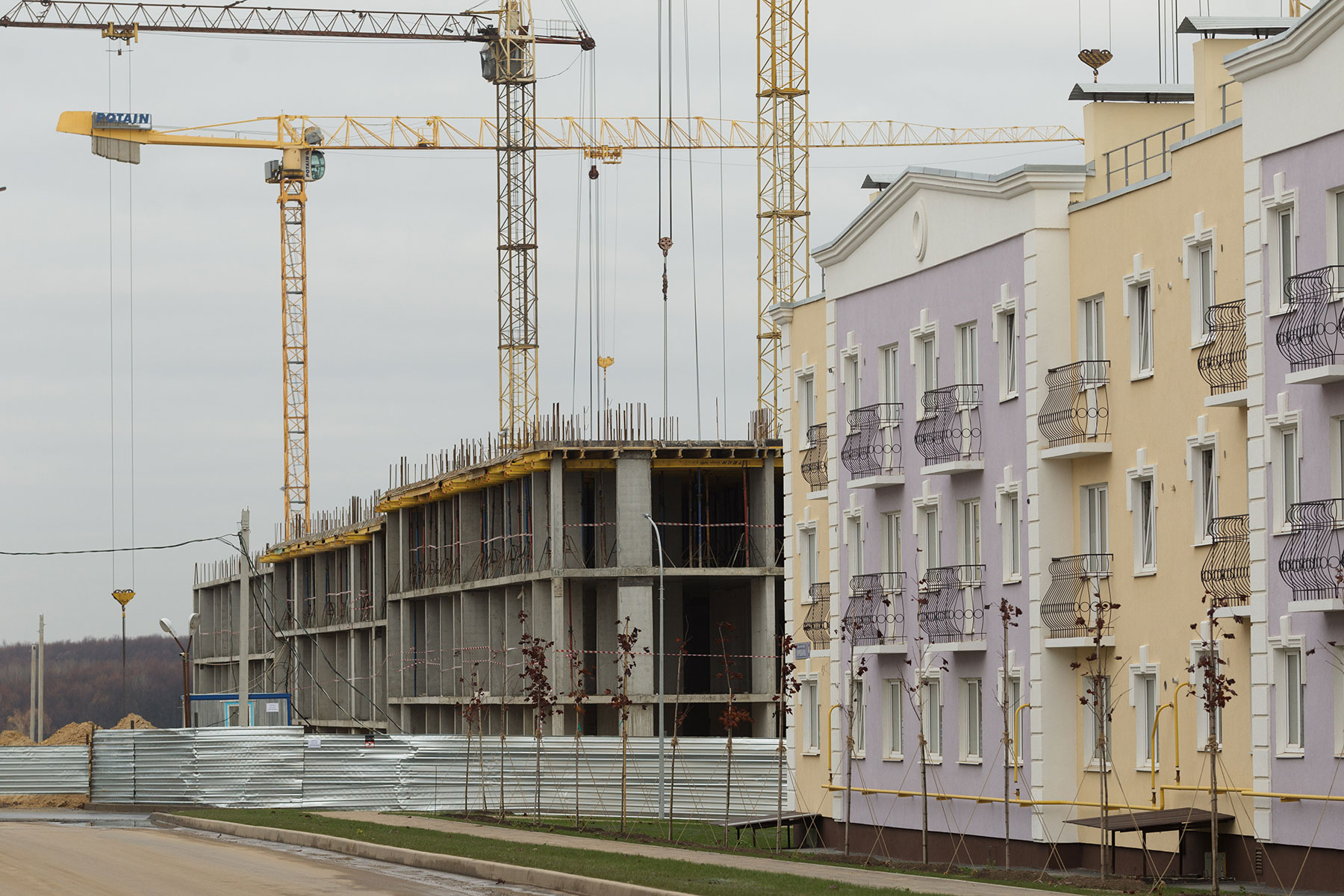
Строительство микрорайона «Северная Мыза»

Средняя обеспеченность жителей Тульской области жильём на 1 человека составила в 2021 году — 30,99 м², в 2022 году — 31,69 м² (рост на 2,3 %), что на 12,6 % больше, чем по России (26,91 м²) и на 7,7 % больше, чем по Центральному федеральному округу (28,13 м²). Среднеобластное значение показателя площади земельных участков, предоставленных для строительства в расчете на 10 тыс. человек населения в 2022 году составило 5,54 га, что на 3,14 га выше уровня 2021 года.
По итогам 2022 года количество объектов и застройщиков, осуществляющих строительство с привлечением денежных средств участников долевого строительства, составило 83 объекта (больше на 9 %) на 47 застройщиков (в 2021 году 76 объектов на 39 застройщиков, 2020 году — 113 объектов на 43 застройщика). Доля проектов жилищного строительства с использованием эскроу-счётов в общем объёме строящегося многоквартирного жилья, составляет более 85 % (более 558 тыс. м².). Строительство многоквартирного жилья на территории Тульской области осуществляют организации частной формы собственности, доля которых составляет 100 %.
Объём работ с сфере строительства в 2022 года составил 108,4 млрд рублей — на 8,6 % ниже уровня 2021 года. В 2022 года ввод жилья в Тульской области составил 913,6 тыс. м² (109,3 % к уровню 2021 году — 836,1 тыс. м²), из них индивидуальное жилищное строительство — 575,9 тыс. м² (114 % к соответствующему периоду 2021 года — 505,0 тыс. м²), многоквартирные жилые дома — 337,6 тыс. м² (102 % к соответствующему периоду 2021 года — 331,1 тыс. м²). С 2016 по 2022 год в Тульской области введено порядка 5,1 млн м². Большая часть многоквартирных домов строится в Туле, Новомосковске и Киреевском районе, а в секторе индивидуального жилья лидируют Тула, Алексин, Новомосковск, Заокский и Ясногорский районы. Градостроительный потенциал Тульской области оценивается в 9,3 млн м².
В третьем квартале 2023 года цена квадратного метра общей площади квартир в новостройках в Тульской области составила 92 463 рубля, на вторичном рынке — в 94 978 рублей, что на 2 % и 7,2 % больше по сравнению со вторым кварталом. В рейтинге российских регионов по доступности ипотеки в 2023 году Тульская область заняла 40-е место. 27,4 % семей в регионе могут позволить себе купить квартиру в ипотеку, что на 2,9 % больше, что годом ранее.
В 2018 году утверждена программа по переселению граждан из аварийного жилья, признанного таковым до 1 января 2017 года, реализация которой осуществляется за счёт средств Фонда содействия реформированию жилищно-коммунального хозяйства и областного бюджета. Суммарный показатель расселения на начало 2023 составил 106,4 тыс. м² аварийного жилья и 5,23 тыс. человек. В рамках программы переселения к 2022 году расселено 72,0 тыс. м² аварийного жилья, переселены в благоустроенные жилые помещения 3,88 тыс. человек, построено 24 многоквартирных дома, ещё 5 находятся в стадии строительства, ввод данных домов планировалось осуществить в 2023 году.

### Энергетика

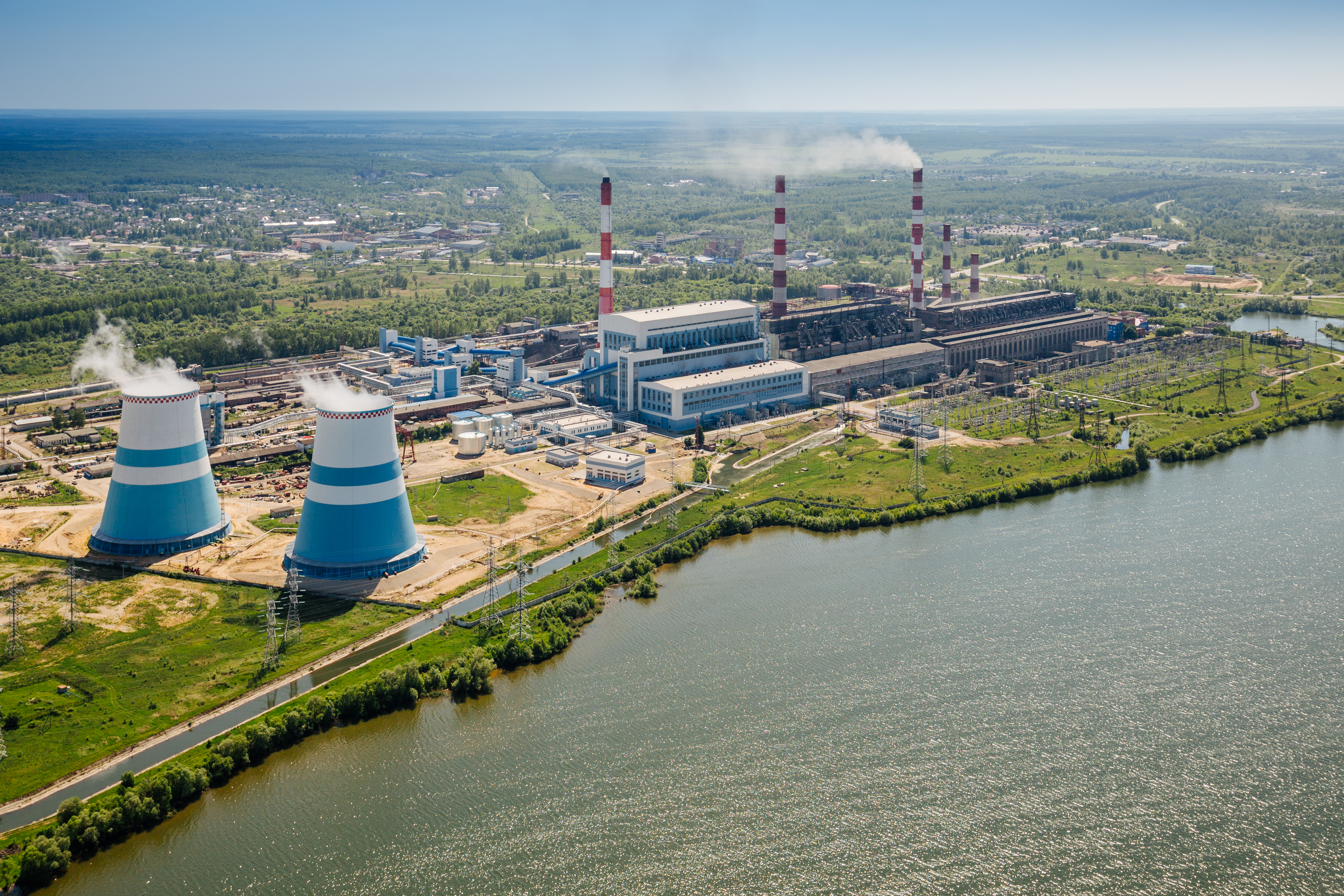
Черепетская ГРЭС

Энергосистема Тульской области входит в ЕЭС России, являясь частью Объединённой энергосистемы Центра, находится в операционной зоне филиала АО «СО ЕЭС» — «Региональное диспетчерское управление энергосистемы Тульской области» (Тульское РДУ). Энергосистема региона связана с энергосистемами Московской области по пяти высоковольтным линиям (ВЛ) 220 кВ и двум ВЛ 110 кВ, Калужской области по шести ВЛ 220 кВ и восьми ВЛ 110 кВ, Рязанской области по одной ВЛ 220 кВ и двум ВЛ 110 кВ, Орловской области по одной ВЛ 220 кВ и двум ВЛ 110 кВ, Брянской области по одной ВЛ 220 кВ.
Основу электроэнергетики Тульской области составляют следующие энергокомпании:
1. Филиал «Черепетская ГРЭС имени Д. Г. Жимерина» АО «Интер РАО — Электрогенерация»;
2. Филиал ПАО «Квадра» — «Центральная генерация». В состав филиала ПАО «Квадра» — «Центральная генерация» входят три тепловые электростанции: Новомосковская ГРЭС, Алексинская ТЭЦ и Ефремовская ТЭЦ;
3. ООО «Щекинская ГРЭС»;
4. Филиал ПАО «ФСК ЕЭС» — Приокское предприятие магистральных электрических сетей (220—500 кВ);
5. Филиал «Тулэнерго» ПАО «МРСК Центра и Приволжья» (0,4 — 6(10) — 35 — 110 кВ). В состав филиала «Тулэнерго» входят 14 районов электрических сетей;
6. АО «Тульские городские электрические сети» (0,4 — 6(10) кВ);
7. ОАО «Щекинская городская электросеть» (0,4 — 6(10) кВ);
8. ООО «ПромЭнергоСбыт» (0,4 — 6(10) кВ);
9. ООО «Энергосеть» (0,4 — 6(10) — 110 кВ);
10. АО «Алексинская электросетевая компания» (0,4 — 6(10) кВ)[104].

Кроме того, деятельность в сфере оказания услуг по передаче электрической энергии осуществляют 23 организации — владельца объектов электросетевого хозяйства. На территории Тульской области располагаются электростанции промышленных предприятий:
1. ТЭЦ-ПВС ПАО «Тулачермет» (101,5 МВт);
2. ТЭЦ-ПВС ПАО «Косогорский металлургический завод» (24 МВт);
3. Первомайская ТЭЦ и ТЭЦ Ефремовского филиала ОАО «Щекиноазот» (105 МВт, 6 МВт)[104].

На территории Тульской области передачу электрической энергии по распределительным сетям 0,4 — 6(10) кВ осуществляют пять территориальных сетевых организаций: АО «Тульские городские электрические сети», ООО «ПромЭнергоСбыт», ОАО «Щекинская городская электросеть», ООО «Энергосеть» и АО «Алексинская электросетевая компания». На территории Тульской области. В регионе осуществляют деятельность по продаже электрической энергии три энергосбытовые организации, имеющие статус гарантирующего поставщика: АО «ТНС энерго Тула», ООО «Новомосковская энергосбытовая компания» и ООО «Алексинэнергосбыт».
Потребление электроэнергии в Тульской области (с учётом потребления на собственные нужды электростанций и потерь в сетях) в 2020 году составило 10 269 млн кВт·ч, максимум нагрузки — 1577 МВт. Таким образом Тульская область является энергодефицитным регионом по электроэнергии и сбалансированным по мощности; дефицит покрывается за счёт перетоков из соседних энергосистем. В структуре потребления электроэнергии в регионе лидирует потребление промышленностью — 53 %, доля населения в энергопотреблении составляет 14 %.
Тульская область в 2022 году вошла в число пилотных регионов по развитию сети быстрых зарядных станций для электромобилей. 4 объекта зарядной инфраструктуры были установлены на автомобильной дороге М-4 «Дон».

### Теплоснабжение
В настоящее время в Тульской области в сфере оказания услуг теплоснабжения осуществляют деятельность 86 организации (общий полезный отпуск — 7,531 млн Гкал), из которых:
- частной формы собственности — 77 организаций или 89,5 % от общего количества;
- муниципальной формы собственности — 9 организаций или 10,5 % от общего количества.[80]

### Газификация
С 1 января 2004 года функции реализации газа населению Тульской области выполняет ООО «Газпром межрегионгаз Тула». Уровень газификации Тульской области природным газом составляет 88,1 %. В регионе функционирует 2 газораспределительных организаций: АО «Газпром газораспределение Тула» и АО «Тулагоргаз». Количество газораспределительных станций в Тульской области — 77, КС — 2, ГРП — 1168, ШРП — 3162. Протяженность:
- магистральных газопроводов — 1566 км, (через территорию Тульской области проходит 11 магистральных газопроводов),
- газопроводов-отводов — 628 км,
- газовых сетей высокого давления — 3404 км,
- газовых сетей среднего давления — 1591 км,
- газовых сетей низкого давления — 9117 км[108].

### Вывоз и переработка отходов

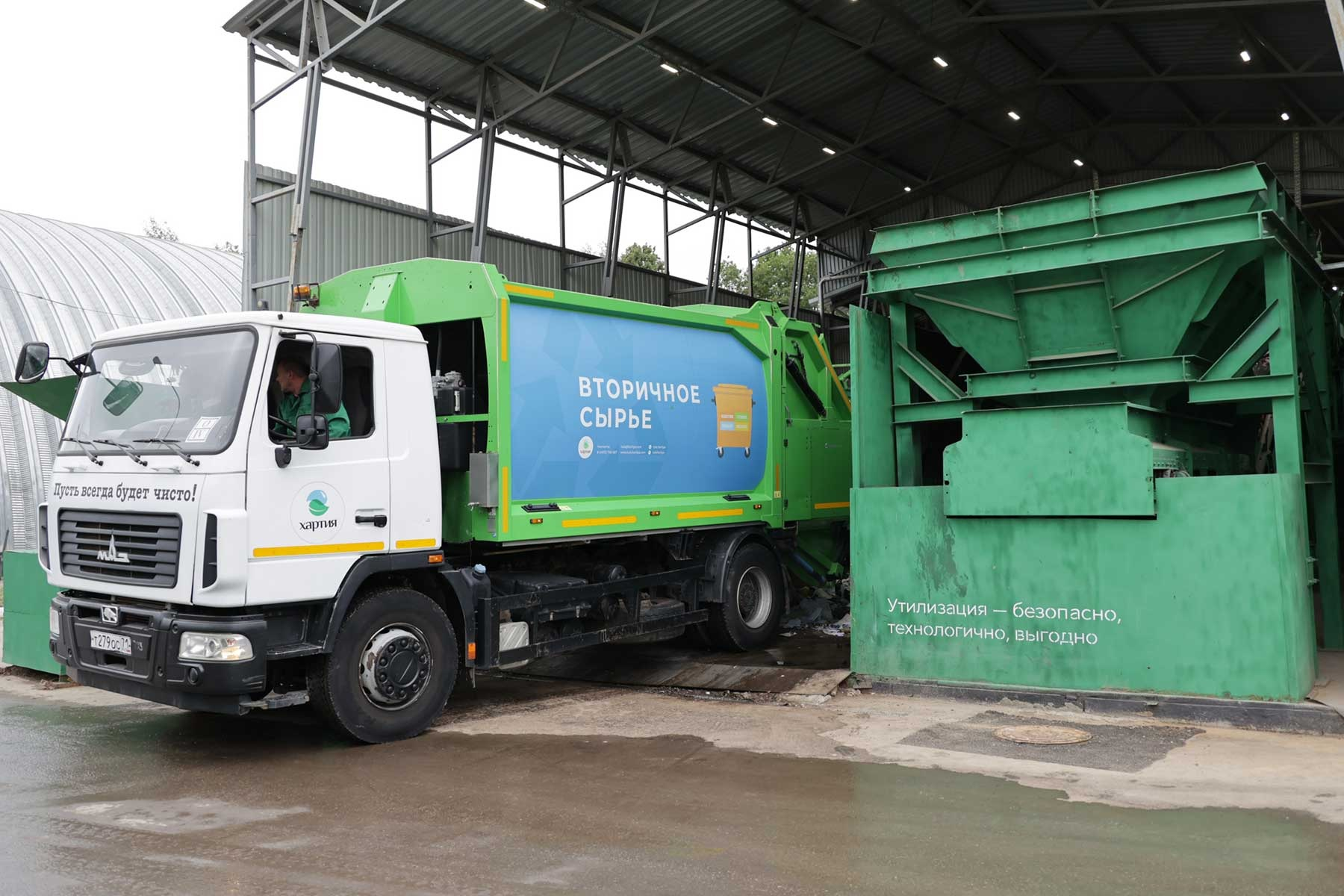
Мусоровоз в Туле

С 1 января 2019 года организацию деятельности по обращению с твердыми коммунальными отходами на территории Тульской области выполняют два региональных оператора: «Хартия» (в границах городского округа Тулы, Киреевского и Щёкинского районов) и «МСК-НТ» (на остальной территории региона).
Сбор и транспортирование твердых коммунальных отходов осуществляется мусоровозами по утверждённому графику вывоза отходов по транспортным схемам и маршрутам. Автопарк регионального оператора оснащен спутниковым навигационным оборудованием, позволяющим определить, где находится мусоровозная машина, какой объект она обслуживает, когда должна прибыть на конечный пункт маршрута или к месту разгрузки, когда приступит к следующему маршруту. Также проводится фотофиксация контейнерной площадки до и после вывоза твердых коммунальных отходов. На сегодняшний день основным способом конечного обращения с отходами, в том числе с твердыми коммунальными отходами, на территории Тульской области является их размещение на объектах захоронения.
В 2021 году региональный оператор «Хартия» запустил в эксплуатацию экотехнопарк «Тула» мощностью до 100 тыс. тонн отходов в год. На территории площадью 42 га расположен комплекс по переработке отходов, где установлены: мусоросортировочный комплекс, зоны хранения вторичного сырья, участки по обработке органики, участок гидросепарации и бесконтактного расщепления полимеров. На смежном участке площадью 28 га расположен полигон размещения неутильных фракций общей вместимостью 6,9 млн тонн (проектный срок эксплуатации 19 лет). В экотехнопарк поступают отходы из Тулы, Киреевского и Щёкинского районов. В 2023 году планируется запуск второй очереди данного комплекса по переработке отходов.
В 2022 году Тульская область приступила к первому этапу внедрения системы раздельного сбора твердых коммунальных отходов, для чего в городах Тула, Узловая, Новомосковск и Щёкино было установлено более 450 специальных контейнеров. Для их переработки и извлечения из них полезных компонентов задействованы комплекс по обработке мусора компании «МСК-НТ» в Дубенском районе и экотехнопарк «Тула» компании «Хартия».
До 2024 года с участием компании «Российский экологический оператор» в Тульской области будет создано три предприятия по переработке твердых коммунальных отходов. Соглашение об их строительстве было заключено на XXV Петербургском международном экономическом форуме.

## Транспорт

### Автомобильный

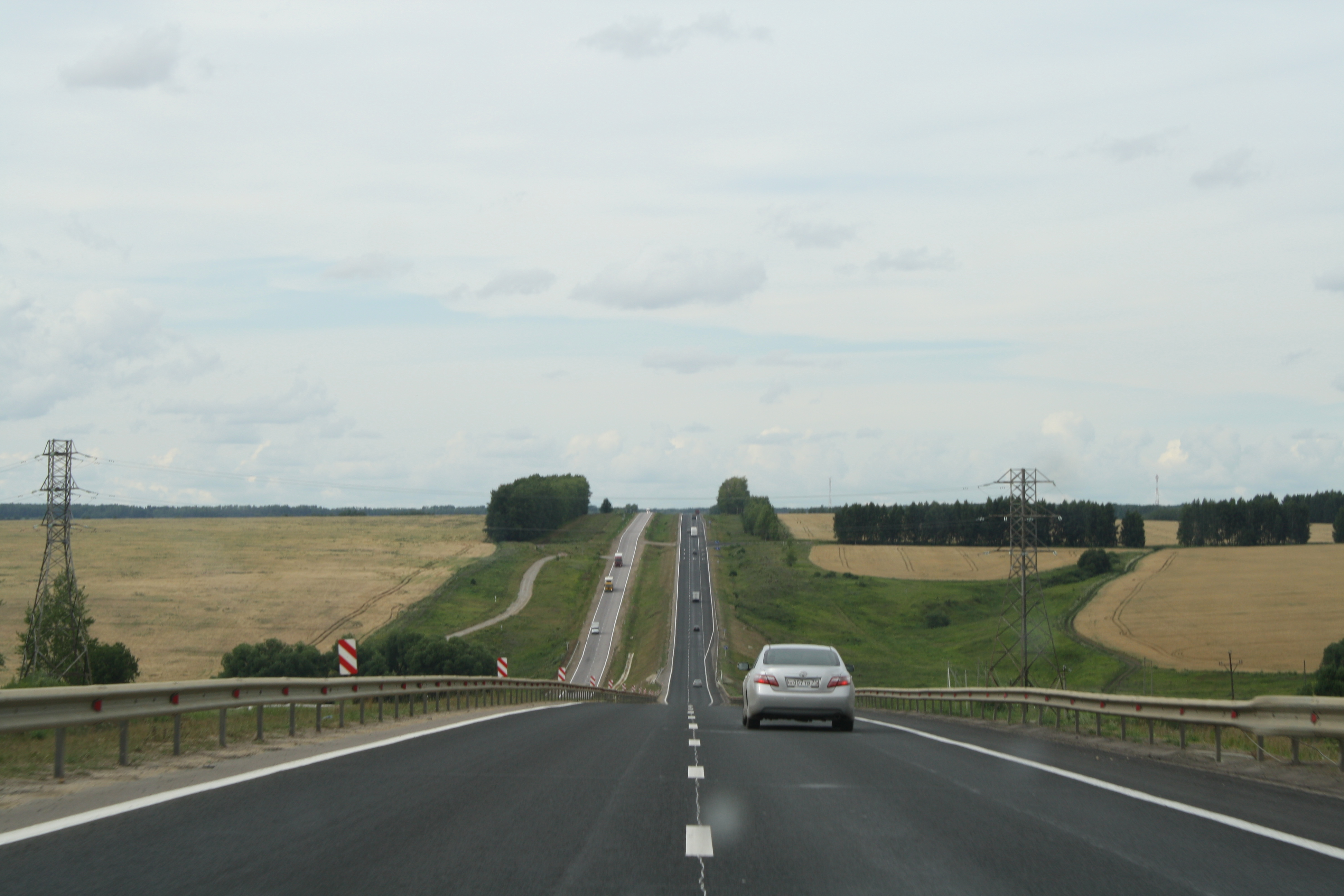
Автодорога «Дон» в Богородицком районе

Транспортная сеть региона выгодно отличается своей развитостью от соседних регионов и из них уступает лишь Московской области. Одним из главных преимуществ региона является географическое положение. Расстояние от центра Тулы до центра Москвы — 185 км.
Регион обладает разветвленной сетью автомобильных дорог с твердым покрытием. Через Тульскую область проходят автодороги федерального значения М-2 «Крым», М-4 «Дон», незначительный участок Р-22 «Каспий», Р-132 «Золотое кольцо» (Калуга — Тула — Михайлов — Рязань) и Р-92 (Калуга — Перемышль — Белёв — Орёл). На начало 2020 года протяжённость автомобильных дорог регионального и межмуниципального значения составляет — 4321,834 км, с асфальтобетонным покрытием — 3882,826 км, цементобетонным — 0,88 км, щебёночным — 419,351 км, с грунтовым покрытием — 18,777 км.
Основные автомобильные узлы — города Тула, Ефремов, Белёв и Венёв. Направление грузопотоков «Север — Юг» в полной мере обеспечивается федеральными автодорогами М-2 «Крым» и М-4 «Дон», взаимосвязь которых осуществляется через участок федеральной автодороги Р-132 «Золотое кольцо» и ряд региональных дорог.
Основными направлениями дорожной деятельности являются реализация мероприятий национального проекта «Безопасные качественные дороги», мероприятия в рамках государственной программы «Модернизация и развитие автомобильных дорог общего пользования в Тульской области». В целях развития региональной транспортной инфраструктуры Тульской области в 2020 году реализовано строительство II очереди Восточного обвода Тулы. Планируется строительство строительства дороги в обход Новомосковска. Сумма вложений составит почти 14 миллиардов рублей. 2,7 миллиарда рублей будет направлено на строительство нового моста через реку Упу в Туле.
Многие города области связаны прямыми автобусными маршрутами с Москвой. Действующая сеть включает в себя более 100 городских, 300 пригородных и 59 междугородных автобусных маршрутов, соединяющих Тулу с Москвой, центрами Брянской, Воронежской, Тамбовской, Орловской, Курской, Калужской, Липецкой, Рязанской областей. По данным АО «Центральная диспетчерская служба Тульской области» 1820 единиц транспортных средств фактически занято в перевозке пассажиров и багажа на муниципальных и межмуниципальных маршрутах Тульской области. Транспортные средства перевозчиков оснащены оборудованием ГЛОНАСС и подключены к региональной навигационной системе Тульской области — АО «Центральная диспетчерская служба Тульской области», с помощью которой осуществляется мониторинг транспортных средств, осуществляющих пассажирские перевозки.
Полностью обеспечено регулярным транспортным сообщением население муниципальных образований Арсеньевский район, город Новомосковск, Плавский район, город Донской, Славный, рабочий посёлок Новогуровский. В числе муниципальных районов с наименьшим обеспечением автобусным и железнодорожным сообщением находятся: Воловский район — 9,2 % (1,3 тыс. из 13,9 тыс. человек), Заокский район — 8,8 % (2,3 тыс. из 26,7 тыс. человек), Куркинский район — 5,19 % (0,6 тыс. из 10,8 тыс. человек), Одоевский район — 5,6 % (0,7 тыс. из 11,7 тыс. человек) и Чернский район — 6,7 % (1,2 тыс. из 18,5 тыс. человек). Доля населения Тульской области, не обеспеченная регулярным транспортным сообщением в общей численности по итогам 2022 года, составила 1,1 % или 16,1 тыс. человек.
В ноябре 2020 года Министерством транспорта и дорожного хозяйства Тульской области совместно с ГУП «Московский метрополитен» на территории Тульской области была внедрена автоматизированная система оплаты проезда с использованием транспортной карты «Тройка», которая действует на 64 маршрутах Тулы и 267 маршрутах Тульской области.
С 2020 года в Тульской области реализуются мероприятия по внедрению интеллектуальной транспортной системы Тульской городской агломерации для уменьшения количества заторов и повышения безопасности дорожного движения, благодаря чему в среднем на 10 % увеличилась пропускная способность улично-дорожной сети, средняя скорость движения транспортных средств возросла на 7 %.

### Железнодорожный

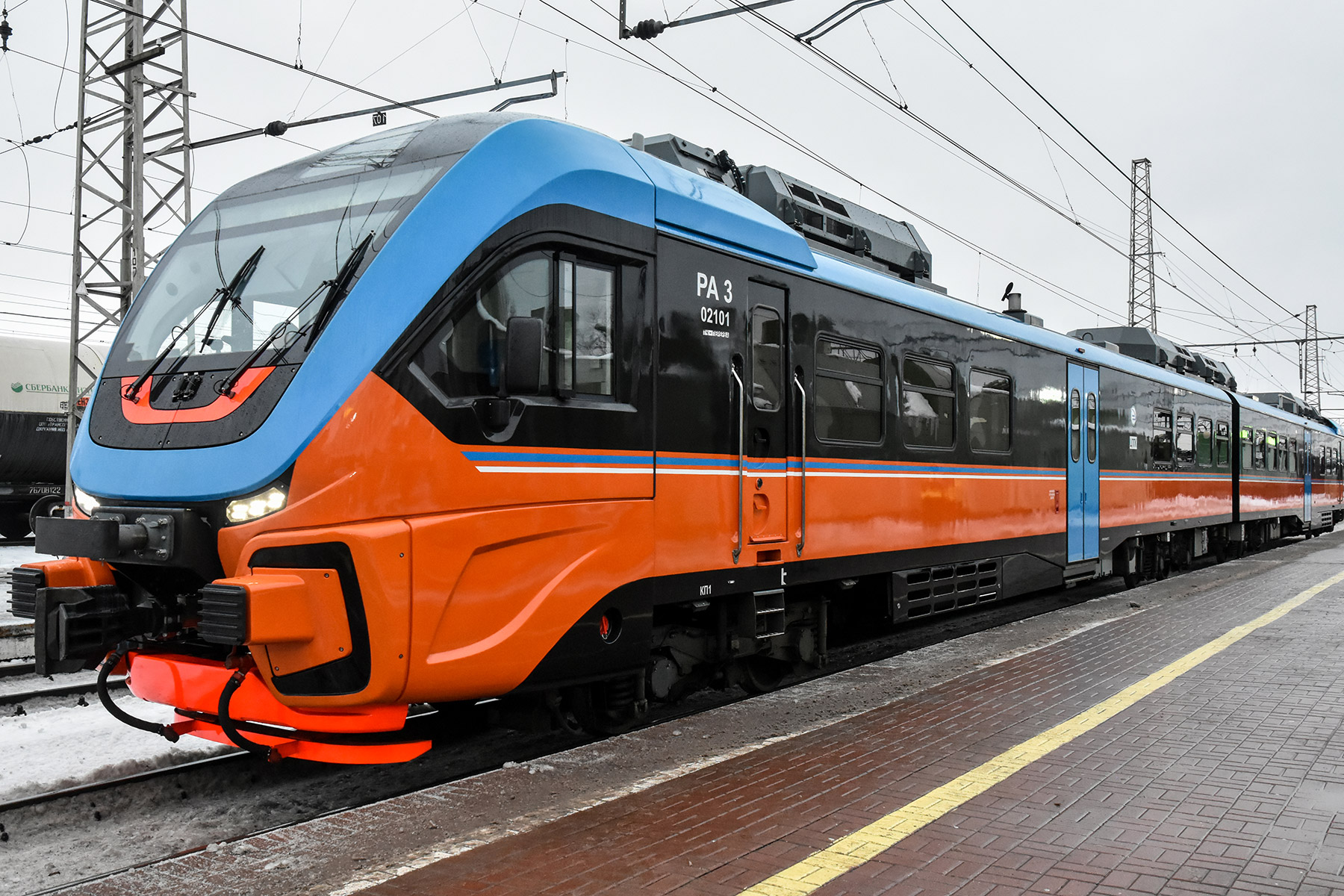
Рельсовый автобус РА3 02101 на Московском вокзале в Туле

Эксплуатационная длина тульского региона Московской железной дороги составляет 1149,8 км. Развернутая длина главных путей 1657,6 км, станционных путей — 937,5 км, электрифицированных путей — 255 км. Железные дороги: магистральные электрифицированные «Москва — Харьков — Симферополь» (через Ясногорск, Тулу, Щёкино и Плавск), «Москва — Донбасс» (через Венёв, Узловую, Богородицк и Ефремов), тепловозные линии: историческая Сызрано-Вяземская (через Кимовск, Донской, Тулу и Алексин), линия Плеханово — Козельск — Сухиничи (через Суворов), частично законсервированная историческая Рязано-Уральская дорога «Смоленск — Сухиничи — Козельск — Белёв — Горбачёво — Тёплое — Волово и далее на Раненбург» (законсервирована на участке Белёв — Арсеньево, разобрана на участке Тёплое — Волово — Куликово Поле, п. Куркино). Кроме того в окрестностях Новомосковска густая сеть ведомственных линий к промышленным предприятиям и угольным шахтам. Локомотивные депо располагаются в Туле, Узловой и Новомосковске.
Наиболее крупными железнодорожными узлами региона являются Тула (станции Тула I-Курская и Плеханово) и Узловая (станция Узловая I). Из центров муниципальных районов лишь посёлки Одоев, Чернь и Архангельское не имеют прямого выхода к железнодорожной сети. На территории региона расположен 31 железнодорожный вокзал, из которых Московский вокзал в Туле числе на балансе Московской дирекции железнодорожных вокзалов.
На территории региона эксплуатируются 333 железнодорожных моста (90 наиболее крупных) через реки, протекающие по территории области. Из них двухпутные — 19, однопутные — 71, охраняемые — 5, неохраняемые — 85, с длиной моста более 100 м — 10, менее 50 м — 48.
Основные виды грузов, перевозимые железнодорожным транспортом по территории Тульской области — это чёрные металлы, удобрения, химикаты, строительные грузы и промышленное сырье. Среднесуточная погрузка на объектах региона составляет 29297 т/сутки. Основные грузовые станции отделения — Присады, Северная, Збродово.

### Водный

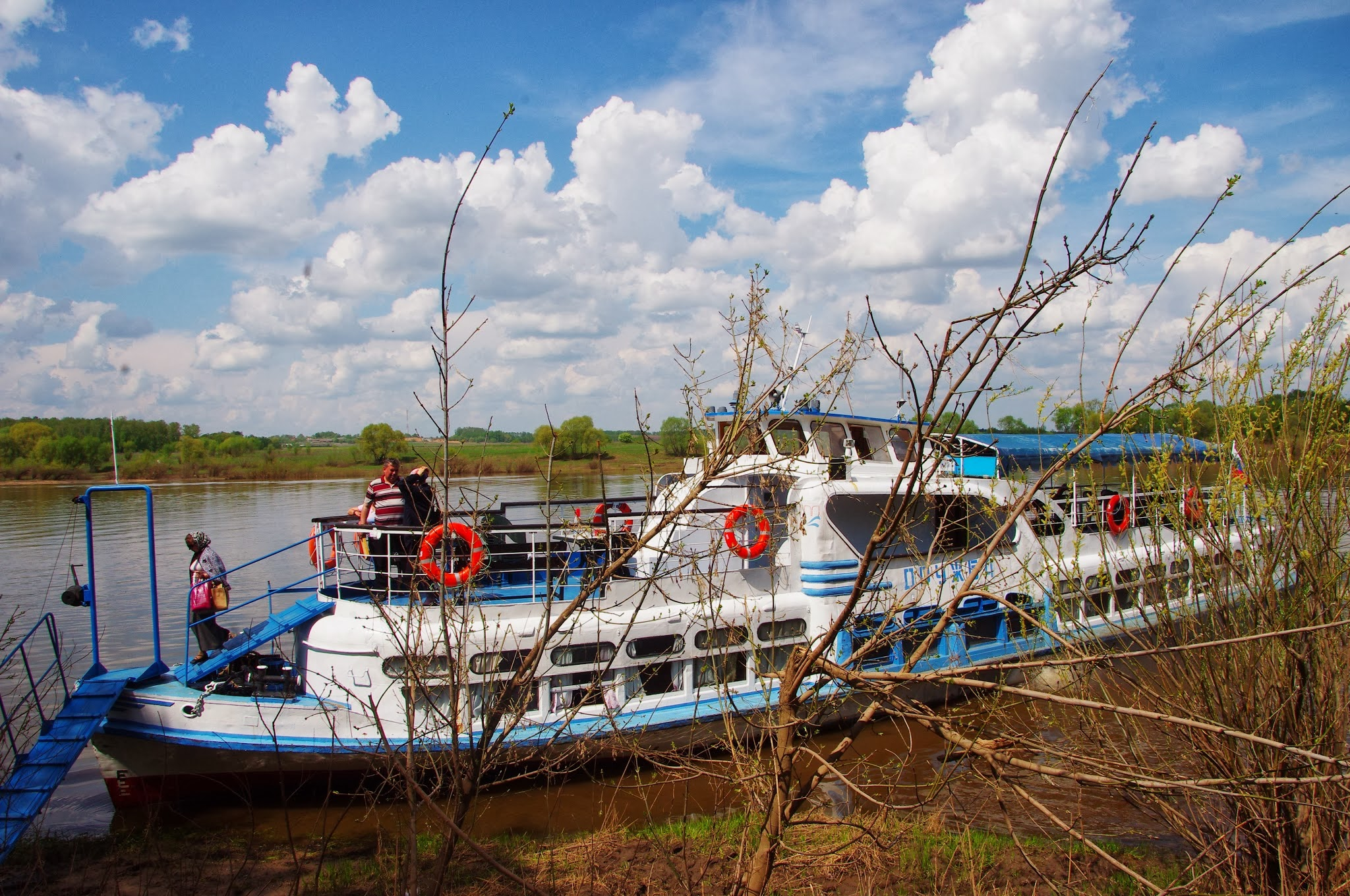
Теплоход у пристани в селе Бёхово

Регион имеет выход на речную сеть европейской части России, в перечень внутренних водных путей включена река Ока от Калуги, пристани в городе Алексин у деревень Егнышевка и Бёхово. Основные перевозки на участке осуществляет ОАО «Порт Серпухов»: туристические рейсы по живописным маршрутам Серпухов — Таруса с многочисленными домами отдыха, туристическими базами и детскими лагерями; добыча и перевозка нерудных полезных ископаемых.

### Авиатранспорт
Гражданских аэропортов на территории Тульской области нет. Аэропорт «Клоково» в Туле не функционирует с начала 1990-х годов. В 2021 году было принято решение отдать его территорию под жилую застройку, где возведут не менее 1,2 миллиона квадратных метров жилья.
Вблизи Ефремова находится заброшенный военный аэродром Ефремов-3. Также в регионе имеется несколько других аэродромов и посадочных площадок, в том числе военных с грунтовыми ВПП. Инфраструктура аэродромов в основном разрушена, полёты производятся эпизодически.

### Энерготранспорт
Тула — значительный узел магистральных газопроводов, через регион проходят газопроводы: «Ямбург — Тула-2», «Северный Кавказ — Центр», «Тула — Торжок», «Елец — Серпухов», «Тула — Шостка — Киев», одна из веток «Нижний Новгород — Центр»), кроме посёлка Пришня крупная компрессорная станция размещена в Ефремове («Елец — Серпухов»). Полный транспорт газа по ним превышает 13 млрд м³/год, в том числе около 7 млрд м³/год для внутреннего потребления области.
Через регион проходит нефтепродуктопровод «Рязанский НПЗ—Орёл» с ответвлением на Калугу, осуществляющий обеспечение топливом юга центральноевропейской части и экспортные поставки. Объём перекачки через регион составляет более 4 млн т/год.
Регион пересекает магистральная ЛЭП Смоленская АЭС — ПС Михайловская (Рязанская область). Из единой энергосистемы в область перебрасывается половина потребности — около 6,5 млрд кВт·ч/год (эквивалентно около 2,2 млрд м³ газа, как топлива для типовой ТЭС).

## Здравоохранение

### Показатель заболеваемости
Показатель общей заболеваемости населения Тульской области превышает средние значения по Центральному федеральному округу по 8 классам. Ведущими являются болезни крови и кроветворных органов и отдельные нарушения, вовлекающие иммунный механизм, — 39,8 %, болезни эндокринной системы, расстройства питания, нарушения обмена веществ — 29,0 %, болезни системы кровообращения — 28,8 %, болезни нервной системы — 27,5 %, болезни костно-мышечной системы и соединительной ткани — 14,5 %.

### Государственная медицина

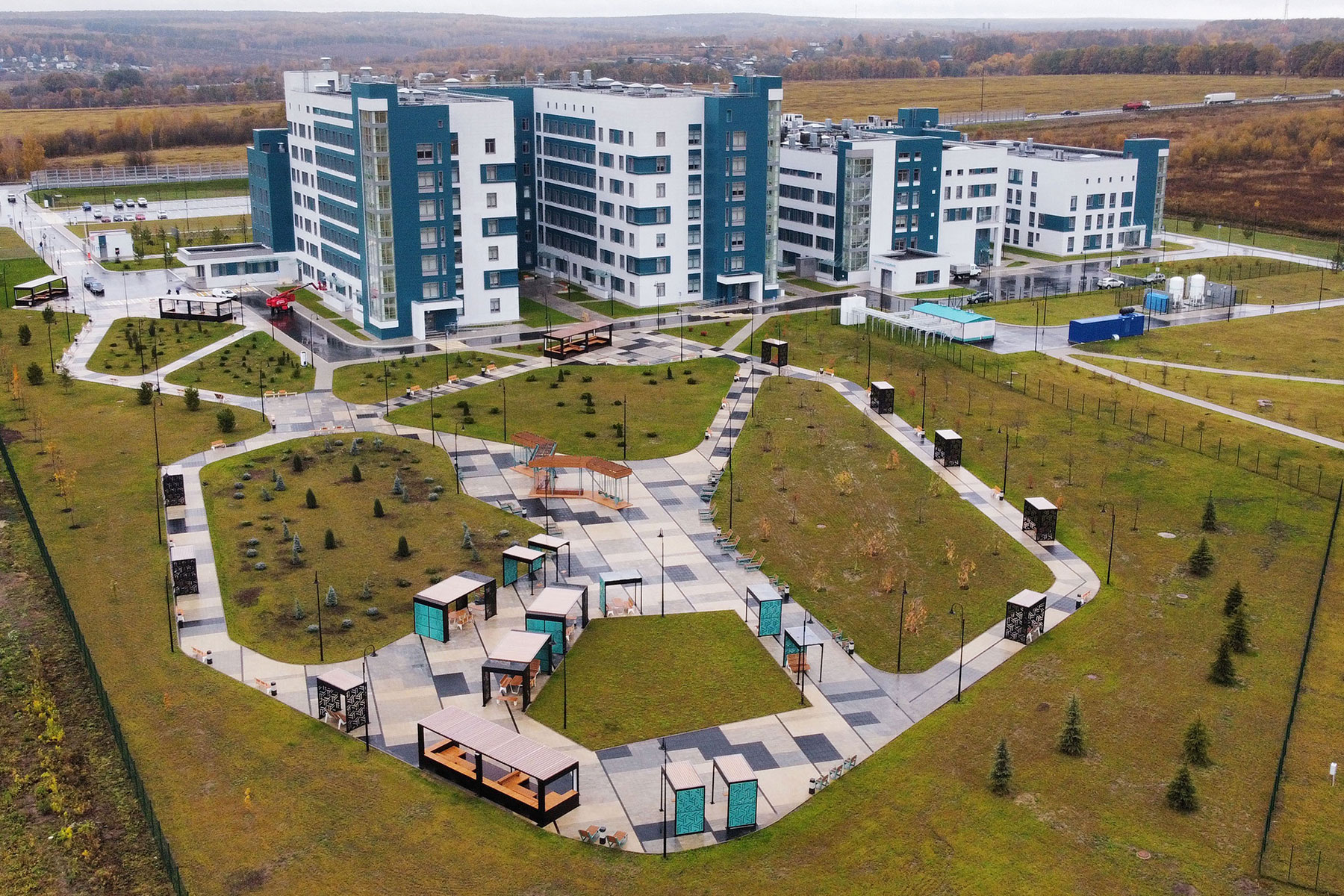
Онкологический центр в Туле

Государственную политику и управление в сфере образования на территории региона осуществляет Министерство здравоохранения Тульской области. Первичную доврачебную медико-санитарную помощь населению Тульской области оказывают фельдшеры, акушеры и другие медицинские работники со средним медицинским образованием, первичную врачебную медико-санитарную помощь оказывают терапевты, терапевты участковые, педиатры, педиатры участковые и врачи общей практики. По данным геоинформационного портала Минздрава России, населенные пункты, находящиеся вне зоны доступности первичной медико-санитарной помощи на территории Тульской области, отсутствуют. В населенных пунктах с численностью населения менее 100 человек и (или) расположенных на значительном расстоянии от медицинских организаций или их подразделений на территории Тульской области созданы домовые хозяйства.
С целью повышения доступности медицинской помощи к жителям отдаленных сельских пунктов с низкой транспортной доступностью осуществляются выезды мобильных медицинских бригад для осуществления диспансерных осмотров больных и проведения профилактических осмотров сельского населения. Начиная с 2019 года, для эвакуации пациентов применяется воздушный транспорт. В Тульской области в целях развития санитарной авиации запланировано строительство вертолётных площадок в непосредственной близости от медицинских организаций в Алексине, Суворове, Ефремове, Одоеве, Плавске и Туле.
С 2012 года в регионе функционирует портал «Доктор 71», представляющий собой электронную регистратуру для записи к врачам разных профилей через Единую систему идентификации и аутентификации. Изначально он создавался с целью автоматизации записи на прием к врачу, однако сегодня его функции значительно расширены. На портале можно записаться к врачам всех уровней: как к терапевту, так и к профильным специалистам. Однако, к узким специалистам могут записаться только те пациенты, которые находятся под диспансерным наблюдением. Всем остальным сначала необходимо посетить терапевта и получить от него направление.
В июне 2019 года в рамках реализации национального проекта «Здравоохранение» в регионе была организована санитарная авиация. Задачи санавиации в Тульской области выполняет Национальная служба санитарной авиации, входящая в госкорпорацию Ростех, на медицинском вертолёте «Ансат», в состав которого входит система искусственной вентиляции лёгких, теле-ЭКГ, позволяющая вести мониторинг сердечной деятельности в режиме реального времени, и другое оборудование для эвакуации больных разной степени тяжести. В полете пациентов сопровождают врач-реаниматолог и фельдшер. Чаще всего эвакуация по воздуху требуется пострадавшим в ДТП и пациентам с инфарктами. Также санитарная авиация осуществляет межбольничные медицинские эвакуации для оказания пострадавшим и тяжёлым пациентам специализированной высокотехнологичной медицинской помощи, в том числе в федеральных медицинских центрах. Вертолёт базируется на посадочной площадке аэродрома «Мясново» в Туле. В Тульской областной больнице оборудована площадка для посадки вертолёта в темное время суток. По состоянию на начало 2023 года было совершено 603 вылета.

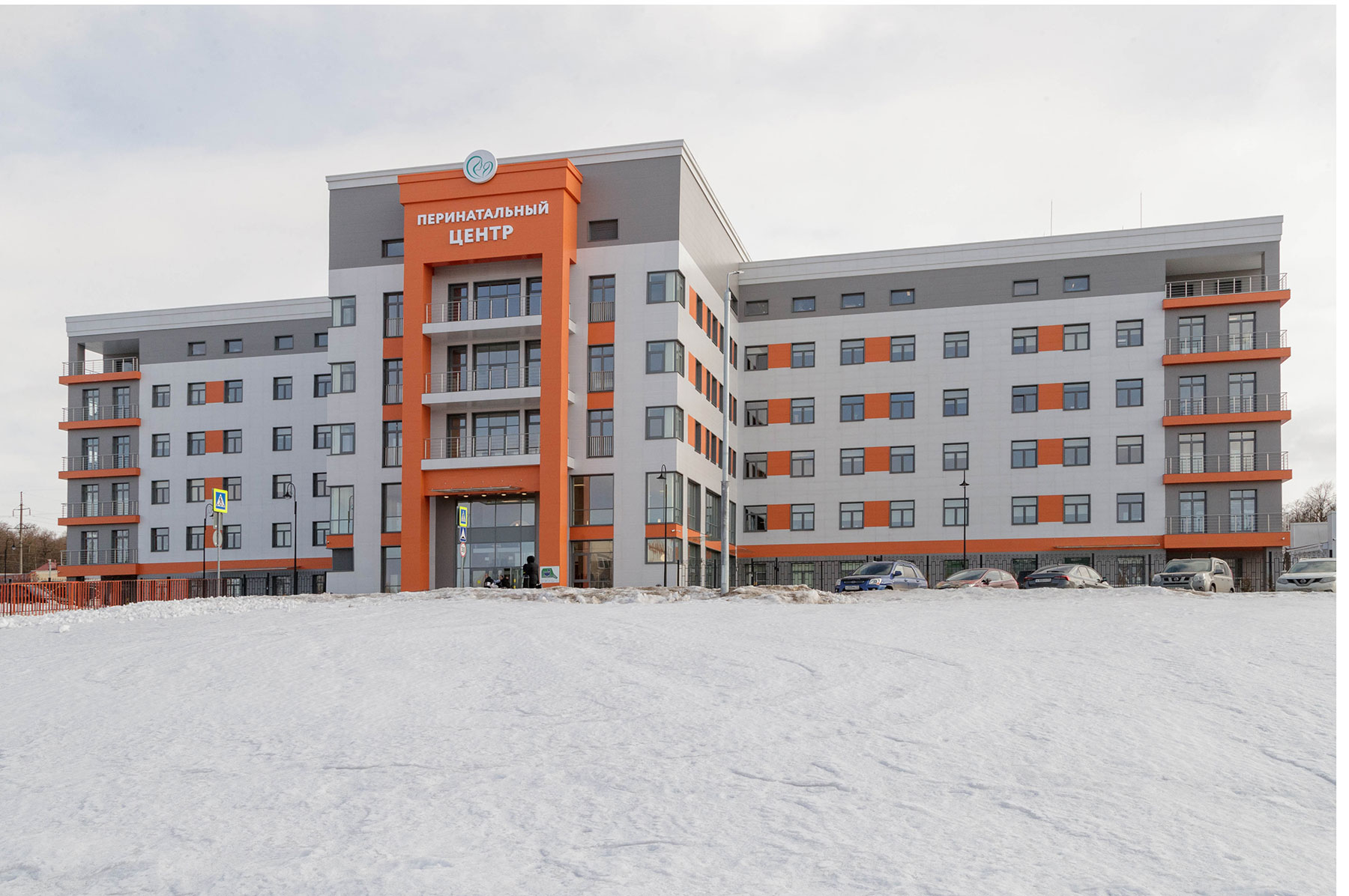
Тульский областной перинатальный центр

В 2021 году в Тульской области стартовала программа модернизации первичного звена здравоохранения, за время проведения которой в регионе капитально отремонтировали восемь поликлиник и пять фельдшерско-акушерских пунктов (ФАП), становили 32 новых ФАПа, дооснастили поликлиники новым оборудованием и обновили автопарк медучреждений. Всего к 2025 году в рамках программы модернизации первичного звена здравоохранения в Тульской области планируется построить и реконструировать более 220 медицинских учреждений. Объёмы финансирования программы, по предварительным данным, составят 7,5 млрд рублей. В марте 2022 году в Туле открылся новый перинатальный центр на 160 койко-мест, являющийся первым в регионе крупным объектом в системе родовспоможения, построенный за последние 35 лет. В декабре 2023 года был открыт областной онкологический центр в Туле общей площадью более 57 тыс. м², состоящий из четырёх блоков (консультативно-диагностический, хирургия, лаборатория и стационар), и рассчитанный на 340 мест.
С 2002 года в Туле функционирует Тульский областной Центр по профилактике и борьбе со СПИДом и инфекционными заболеваниями. Помимо предоставления медицинской помощи пациентам, центр ведёт работу по мониторингу эпидемиологической ситуации по ВИЧ-инфекции в Тульской области, а также осуществляет меры по предотвращению распространения заболевания в группах риска. В 2022 году на территории Тульской области проживали более 7,2 тысяч ВИЧ-инфицированных граждан, из них с диагнозом СПИД — 400. Больше всего ВИЧ-инфицированных жителей проживают в Туле, Щёкинском, Киреевском и Алексинском районах. Большинство жителей региона с установленным диагнозом «ВИЧ-инфекция» находятся на диспансерном наблюдении и получают лечение. В Тульской области, также как в целом по России, преобладает половой путь заражения — 74 %. При гомосексуальных контактах заразилось — 3,3 %, при внутривенном употреблении наркотиков — 22 %, заражение детей от ВИЧ-позитивных матерей (во время беременности, в родах, при грудном вскармливании) — 0,7 %. Среди всех живущих с ВИЧ жителей региона мужчины составляют 63,6 %.
В Тульской области остаётся актуальной проблема дефицита медицинских кадров, и в первую очередь, врачей. Сохраняются проблемы с обеспечением населения лекарственными препаратами, в том числе льготных категорий граждан.

### Частная медицина
На территории Тульской области негосударственные медицинские организации ежегодно принимают участие в реализации территориальной программы государственных гарантий бесплатного оказания гражданам медицинской помощи. В 2021 году количество таких медицинских организаций составило 42 (в 2020 году — 41, в 2019 году — 38, в 2018 году — 32). Основные медицинские услуги, оказываемые негосударственными организациями: стоматология, лучевая диагностика (компьютерная и магниторезонансная томография), лабораторная диагностика, лечебное дело, экстракорпоральное оплодотворение и гемодиализ.

## Образование
Государственную политику и управление в сфере образования на территории региона осуществляет Министерство образования Тульской области. В 2019 году была утверждена государственная программа «Развитие образования Тульской области», целью которой является обеспечение 100 % доступности дошкольного образования, создание современных условий для получения качественного общего образования, создание системы профессиональной и карьерной навигации, цифровая трансформация образования и т. д. Для достижения этих целей в регионе запущены ряд региональных проектов, среди которых «Современная школа», «Успех каждого ребёнка», «Цифровая образовательная среда» и «Молодые профессионалы».
В рамках данной программы предоставляются субсидий из бюджета Тульской области бюджетам муниципальных образований региона на создание условий для занятия физической культурой и спортом в сельской местности, строительство зданий дошкольных и общеобразовательных учреждений, организацию бесплатного горячего питания обучающихся, создание центров естественно-научной, технологической направленностей и детских технопарков «Кванториум», а также внедрения цифровой образовательной среды.

### Дошкольное образование

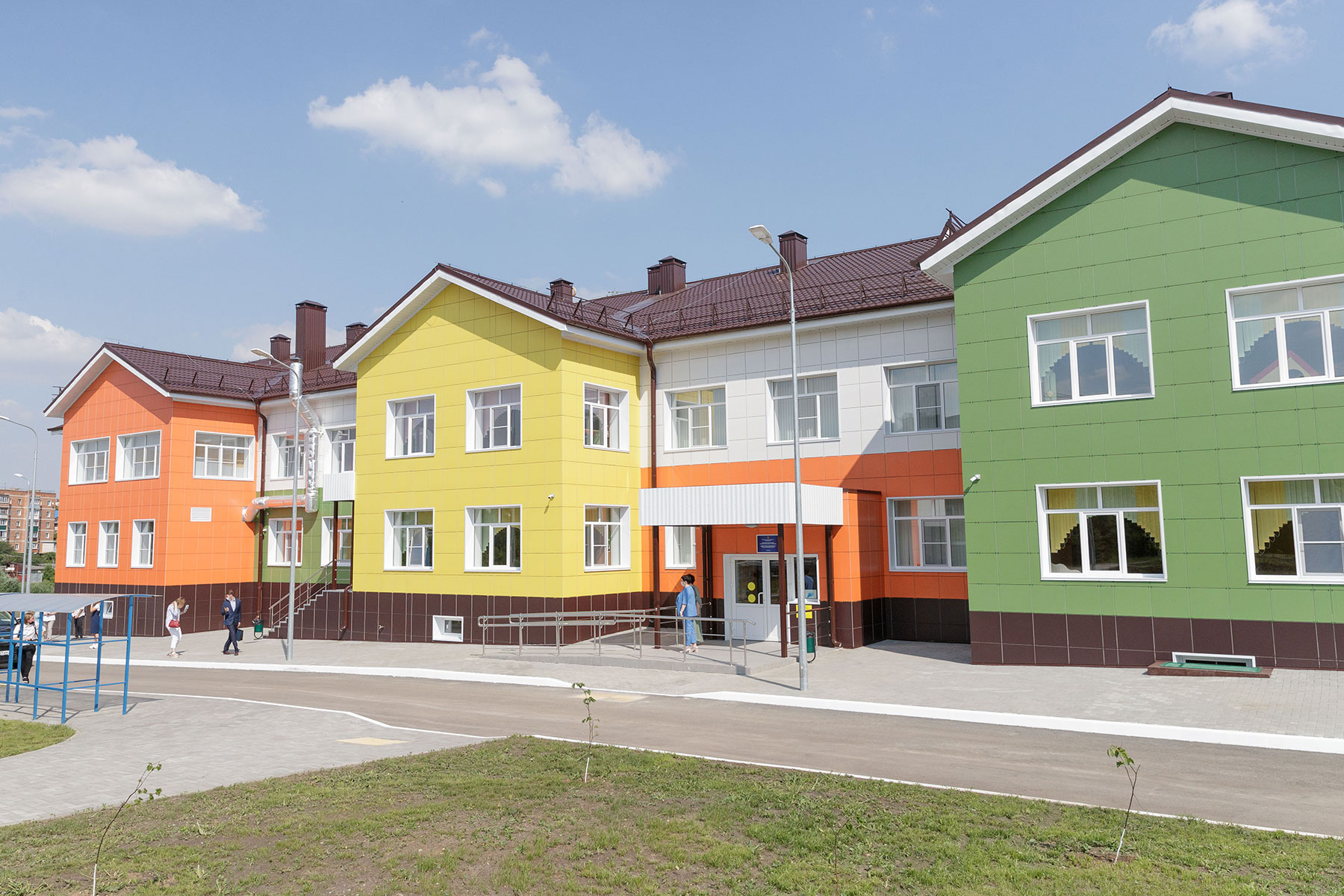
Детский сад в Ефремове

По итогам 2022 года сеть организаций Тульской области, оказывающих дошкольные услуги, была представлена 466 субъектами: 4 — государственные и 222 — муниципальные дошкольные образовательные организации, 5 — государственные и 96 — муниципальные общеобразовательные организации, реализующие программы дошкольного образования, 132 — муниципальные центры образования, реализующие программы дошкольного образования, 4 — ведомственные дошкольные образовательные учреждения (3 ДОУ находятся в ведении КБП, 1 ДОУ в ведении ТулГУ), 3 — частные дошкольные образовательные организации.
На 2021—2022 учебный год сформировано 3068 групп, из которых 630 групп для детей в возрасте от 0 до 3 лет. Контингент воспитанников составляет 55758 человек. Охват детей в возрасте от 0 до 7 лет дошкольным образованием из общего числа детей, желающих получать дошкольные услуги, составляет 100 %. Актуальная очерёдность отсутствует.
Повышение доступности услуг дошкольного образования в Тульской области осуществляется за счёт за счёт перепрофилирования имеющейся инфраструктуры в сельской местности, и за счёт строительства новых зданий дошкольных образовательных учреждений в крупных городах. Подавляющее число мероприятий по строительству зданий детских садов реализуется в рамках национального проекта «Демография». За 2019—2021 годы в Тульской области в рамках данного национального проекта введено в эксплуатацию 12 детских садов, в том числе 1 детский сад на 240 мест — за счёт внебюджетных источников.
В целях оказания помощи родителям детей, не посещающих дошкольные образовательные организации, на территории региона функционируют 174 консультационно-методических центра. В 2021 году в дошкольных образовательных учреждениях Тульской области был запущен пилотный проект «Современные дети», ориентированный на формирование познавательного интереса и личностного развития детей 6—7 лет посредством вовлечения их в интеллектуально-игровую и коммуникативную взросло-детскую среду, в частности путем знакомства с родным краем, через ознакомление с английским языком, освоение азов информатики и шахматного искусства.

### Общее образование

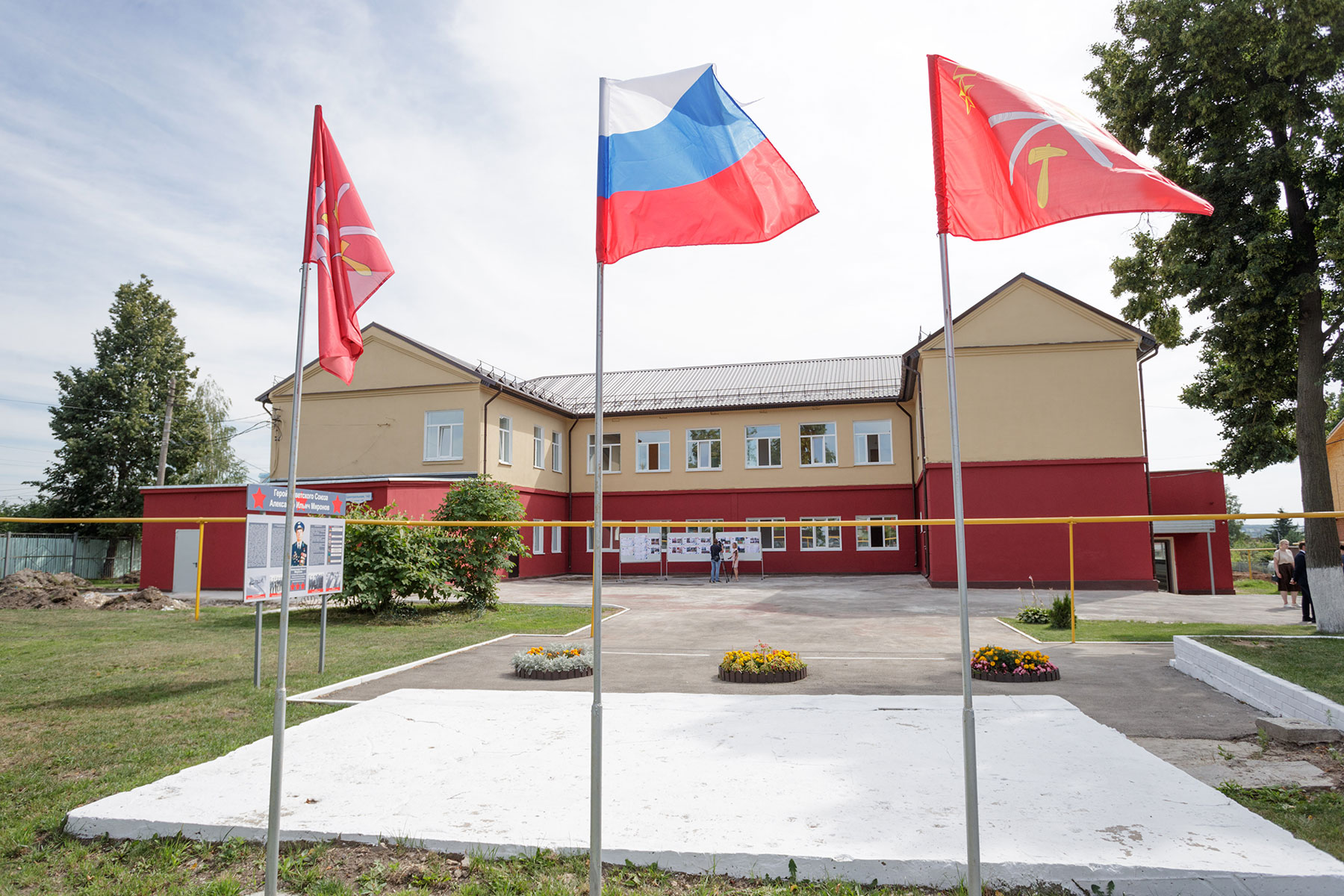
Центр образования № 55 им. А. И. Миронова в селе Хрущево

По итогам 2022 года по образовательным программам начального, основного и среднего общего образования обучались 147712 человек, функционировало 460 государственных и муниципальных общеобразовательных организаций. Открыта 1661 группа продлённого дня с общим охватом обучающихся 32991 ребёнок. 83,4 % детей региона обучаются в городских школах. Подвоз 8575 обучающихся к месту обучения и обратно осуществляют 332 школьных автобуса, что составляет 473 регулярных школьных маршрута. Средняя наполняемость классов — 17 человек (по городу — 22, на селе — 8). Во вторую смену обучаются 1739 человек (1,22 % общего числа обучающихся) в 12 учреждениях. Около 62 тысяч обучающихся 1—4 классов во всех общеобразовательных организациях Тульской области получают бесплатное горячее питание.
По состоянию на начало 2021—2022 учебного года в системе общего образования работали 12795 педагогических работников, из которых 10071 — учителя. С 2020 года в регионе реализуется программа «Земский учитель», призванная восполнить дефицит квалифицированных кадров общеобразовательных организаций, расположенных в сельской местности и городах с населением до 50 тысяч человек.
В большинстве общеобразовательных организаций Тульской области реализуется предпрофильная подготовка и профильное обучение старшеклассников. В 2022—2023 учебном году в Тульской области профильным обучением охвачено 100 % общеобразовательных организаций, имеющих старшую ступень обучения. Всего в профильных классах обучается 10747 обучающихся, что составляет 100 % от всех обучающихся 10-11 классов. Предпрофильное обучение осуществлялось в 28,7 % общеобразовательных организаций, реализующих профильное обучение. Популярностью у старшеклассников пользовались социально-экономический, гуманитарный, естественнонаучный и технологический профили.

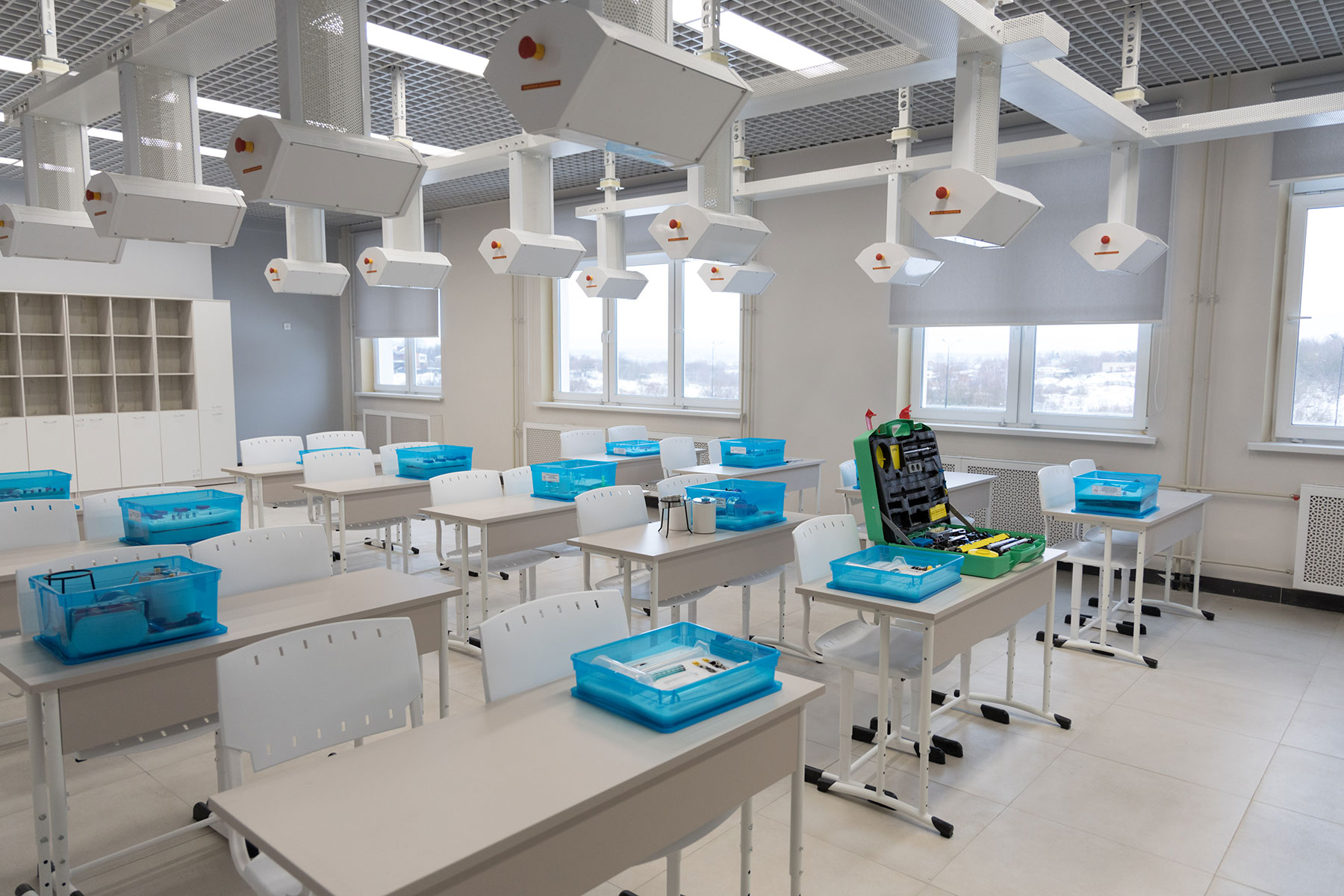
Средняя школа им. К. Д. Ушинского в микрорайоне Петровский в Туле

Для развития профильного обучения в регионе совместно с ведущими вузами в общеобразовательных организациях реализуются профильные классы для обучающихся 10-11 классов: Курчатовские классы — 15, Аграрные классы — 9, IT-классы — 17, Психолого-педагогические классы — 28, Финансово-экономические классы — 5, Медицинские классы — 6. В регионе действуют следующие профильные школы: Тульская областная педагогической школа «PROучительство», Тульская областная школа «Общение без границ», Региональная школа финансовой грамотности «ФинансУМ», Тульская областная медицинская школа «Ступени к медицине». Развитию профильного обучения способствуют партнёрские отношения образовательных организаций с ведущими предприятиями региона: Конструкторское бюро приборостроения, Научно-производственное объединение «Стрела», Металлопрокатный завод, Тулмашзавод, Щёкиноазот, Тульский оружейный завод и другие.
В рамках национального проекта «Образование» на территории региона функционируют центры образования «Точка роста» и центры выявления, поддержки и развития способностей и талантов у детей и молодёжи. В 2021 году начал работать Региональный центр выявления, поддержки и развития способностей и талантов у детей и молодёжи «Созвездие», осуществляющий работу по направлениям «Спорт», «Наука» и «Искусство». В 2021—2022 учебном году реализуются пилотные проекты по созданию профильных классов — «Агроклассы», «Педагог будущего», «Курчатовские классы», «IT-классы». Также в регионе функционируют 3 областные профильные школы: Тульская областная педагогическая школа «PROучительство», Региональная школа финансовой грамотности «ФинансУМ» и Тульская областная медицинская школа «Ступени к медицине». В 2018 году открыт Центр поддержки одарённых детей — структурное подразделение Яснополянского образовательного комплекса имени Л. Н. Толстого.
Регион имеет стабильные результаты по итогам ЕГЭ, ежегодно выпускники показывают 100 балльные результаты по различным предметам. В 2021 году 63 выпускника получили максимальные баллы на ЕГЭ, 3 выпускника получили 100 балльные результаты дважды. В Тульской области широко развито олимпиадное и конкурсное движение учащихся. Особое внимание уделяется организации и проведению Всероссийской олимпиады школьников. Регион активно взаимодействует с образовательным центром «Сириус».
Для детей-сирот и детей, оставшихся без попечения родителей, на территории Тульской области в 2021 году функционировали 16 государственных образовательных организаций с круглосуточным пребыванием детей.

### Среднее профессиональное образование
На 2022 год сеть образовательных организаций дополнительного профессионального образования представлена 24 колледжами, расположенными в 15 муниципальных образованиях Тульской области. Общая численность студентов в 2022 учебном году составила 21431 человека. Обучение ведется по более чем 140 специальностям и профессиям. Контингент обучающихся за последние 3 года увеличился на 9 %. По результатам мониторинга 2022 года показатель трудоустройства выпускников составил 65,8 %.
С 2014 года Тульская область участвует в реализации движения «Молодые профессионалы (WorldSkills Russia)». В 2018 году разработана и утверждена дорожная карта по реализации проектов и программ Движения «Молодые профессионалы» на территории региона, а также принято распоряжение правительства области «О проведении ежегодных региональных чемпионатов по профессиональному мастерству».

### Дополнительное образование

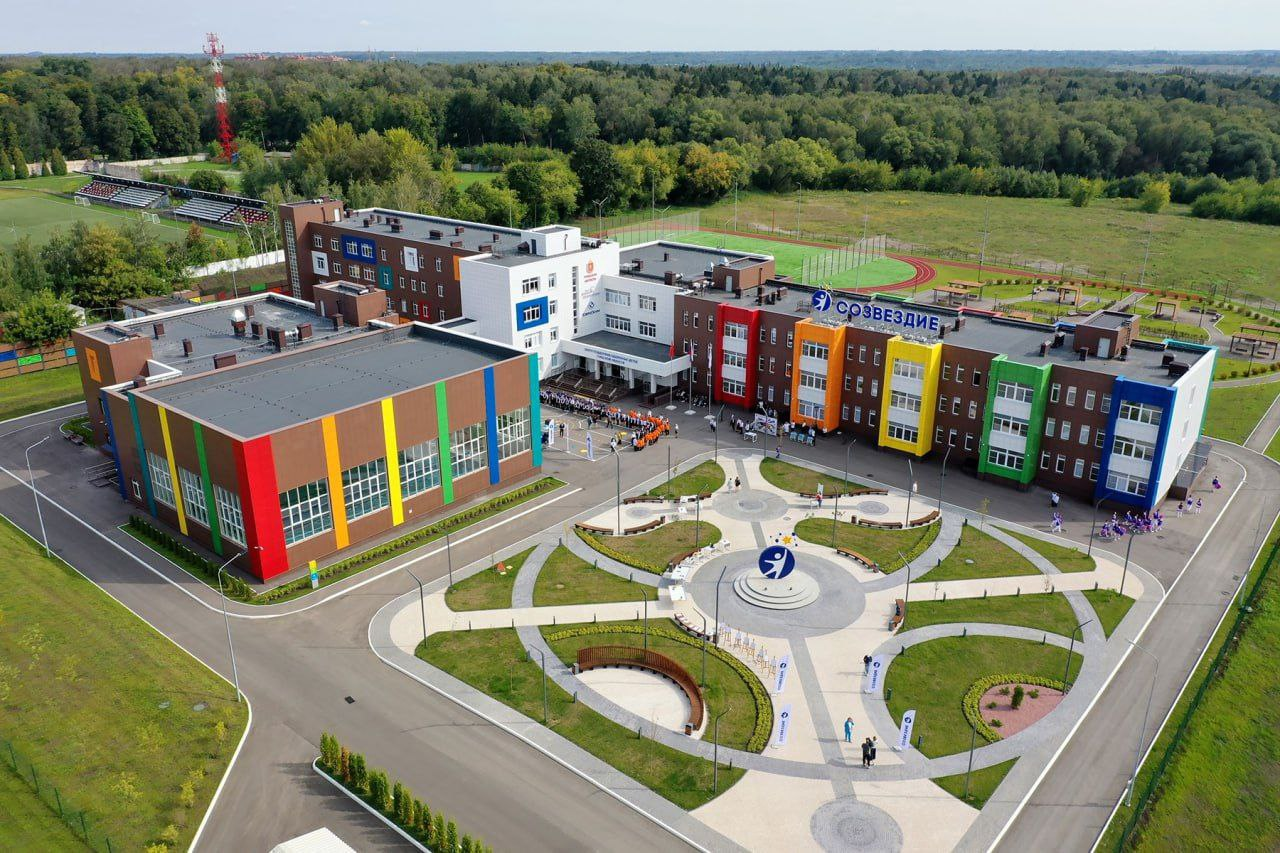
Центр поддержки одарённых детей «Созвездие» в Новомосковске

Сеть учреждений дополнительного образования сферы образования в 2022 году представлена детским технопарком «Кванториум» в Туле, 3 мобильными технопарками, школьным технопарком «Кванториум», 4 центрами цифрового образования детей «IT-куб», где организованы образовательные программы по направлениям «Программирование», «Робототехника», «Цифровая гигиена и работа с большими данными», 2 региональными технопарками естественнонаучной направленности, 29 мини-технопарками в общеобразовательных учреждениях, 117 центрами образования «Точка роста», 380 школьными театрами и 422 школьными спортивными клубами. Охват детей в возрасте от 5 до 18 лет программами дополнительного образования составляет 86,2 %.
В регионе функционирует автоматизированная информационная система «Навигатор дополнительного образования детей Тульской области», позволяющая по определённым запросам выбирать дополнительные программы образования. В данной системе зарегистрированы 734 образовательные организации, реализующие 7921 дополнительную общеобразовательную программу естественно научной, социально-гуманитарной, технической, туристско-краеведческой, физкультурно-спортивной, художественной направленности. В целях продвижения мероприятий федерального проекта «Успех каждого ребёнка» национального проекта «Образование» создан Региональный модельный центр дополнительного образования детей.
4 сентября 2023 года в Новомосковске открылся центр поддержки одарённых детей «Созвездие», представляющий собой своего рода наукоград, где учащиеся будут углублённо изучать математику, физику, химию, биологию, заниматься творчеством, решать практические задачи под руководством преподавателей ведущих вузов региона. В состав центра входят лицей «Олимп» с круглосуточным проживанием для учащихся 9-х — 11-х классов, образовательный центр «Академия достижений», на базе которого будут проходить профильные смены, кластер дополнительного образования «Лаборатория успеха» для детей с 7 до 18 лет по различным направлениям. Ранее центры поддержки одарённых детей открылись на базе музыкальной школы им. Райхеля и Яснополянского образовательного комплекса.
На территории Тульской области действуют 2 организации дополнительного профессионального образования: Институт повышения квалификации и профессиональной переподготовки работников образования Тульской области и Учебно-методический центр по гражданской обороне и чрезвычайным ситуациям Тульской области.

### Образование обучающихся с ОВЗ и с инвалидностью
В Тульской области создана и развивается система образования обучающихся с ограниченными возможностями здоровья и с инвалидностью. В настоящее время в системе образования функционирует 6 служб ранней помощи: в Туле, Алексине, Ефремове, Новомосковске и Суворове. По состоянию на 2020 год из 61041 детей, посещающих дошкольные образовательные организации в Тульской области, 4023 детей (6,5 %) являются детьми с ОВЗ (из них 172 ребёнка-инвалида) и 152 детьми-инвалидами. В 2020 году численность детей с ОВЗ, посещающих дошкольные образовательные организации, увеличилась на 11,3 %. В 2020 году количество групп комбинированной направленности составляло 70, а компенсирующей направленности — 259, их количество с 2019 года увеличилось на 3,1 %. Ежегодно уменьшается численность необучающихся детей с ОВЗ в общеобразовательных организациях. Функционирует Центр дистанционного образования детей-инвалидов, где реализуются как общеобразовательные программы, так и программы дополнительного образования.
Создание условий для получения детьми-инвалидами качественного образования реализуется в рамках государственной программы «Доступная среда». Количество образовательных организаций, участвующих в программе, составило в 2020 году 5, из них 1 дошкольных и 4 общеобразовательных организаций. По итогам 2020 года в Тульской области количество общеобразовательных организаций, в которых созданы условия для обучения детей-инвалидов, составляет 125 (27,1 % от их общего количества при плановом значении 23 %), дошкольных образовательных организаций — 90 (19,9 % от их общего количества при плановом значении 18,5 %).

### Частное образование
На территории Тульской области 3 частные организации реализуют основную общеобразовательную программу дошкольного образования, и 5 частных организаций — основную общеобразовательную программу общего образования, что составляет менее 1 % от общего числа образовательных организаций данной направленности. Частным организациям, реализующим основную общеобразовательную программу дошкольного и общего образования, осуществляется возмещение затрат, включая расходы на оплату труда, приобретение учебников и учебных пособий, средств обучения, игр, игрушек (за исключением расходов на содержание зданий и оплату коммунальных услуг). Частные общеобразовательные организации Тульской области преимущественно носят религиозный характер.
Родителям, чьи дети посещают частные дошкольные организации, выплачивается компенсация в размере 20 % среднего размера родительской платы за присмотр и уход за детьми в государственных образовательных организациях, находящихся в ведении Тульской области, и муниципальных образовательных организациях на первого ребёнка, 50 % размера такой платы на второго ребёнка, 70 % размера такой платы на третьего ребёнка и последующих детей. Частные организации не имеют стабильного массового спроса со стороны потребителей в связи с высоким размером родительской платы, снижающим спрос населения на предоставляемые услуги. Размер платы, взимаемой с родителей в частных дошкольных организациях, составляет от 15 до 30 тысяч рублей в месяц.

## Научно-инновационная сфера
Тульская область является одним из старейших регионов России, который располагает сложившимся развитым научно-техническим потенциалом, способным решать различные проблемы в экономике области. Государственную политику в сфере науки, инновационной деятельности и высшего образования осуществляет Комитет Тульской области по науке и инноватике.

### Высшее образование

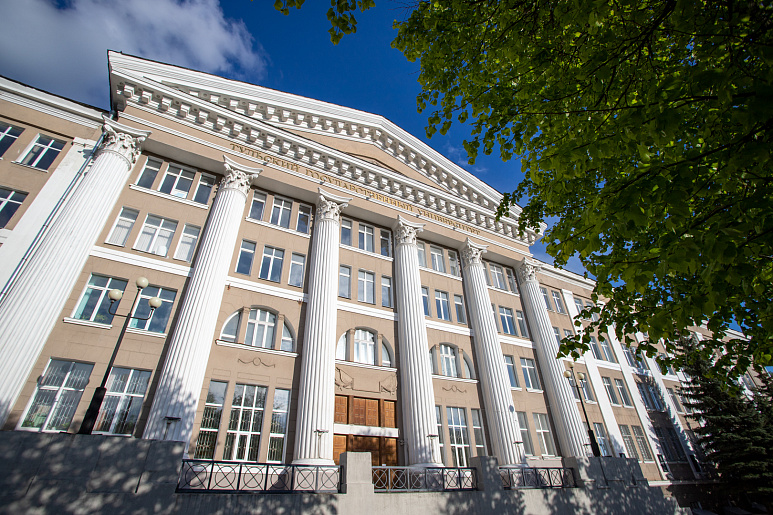
Учебный корпус Тульского государственного университета

На территории Тульской области действует 14 образовательных учреждений высшего образования, основными из которых являются:
- Тульский государственный университет (ТулГУ; в 2017 году получил статус опорного вуза)[145]
- Тульский государственный педагогический университет имени Л. Н. Толстого (ТГПУ им. Л. Н. Толстого)
- Новомосковский институт (филиал) ФГБУ «Российский химико-технологический университет имени Д. И. Менделеева»
- Тульский институт (филиал Всероссийского государственного университета юстиции)
- Международная полицейская академия ВПА (бывший Тульский университет (ТИЭИ))

В 2021 году два ведущих вуза региона Тульский государственный университет и Тульский государственный педагогический университет им. Л. Н. Толстого вошли в перечень кандидатов на участие программ «Приоритет 2030», в рамках которых будут проведены мероприятия по развитию инфраструктуры, научной и образовательной деятельности, повышению конкурентоспособности, совершенствованию системы мотивации и поддержки научно-педагогических кадров и молодых учёных и т. д. В том же году на базе ТГПУ им. Л. Н. Толстого создан институт передовых ИТ-технологий. В рамках института совместно с министерством образования Тульской области на базе образовательных учреждений региона открыто 10 ИТ-классов.
В Тульской области в 2019—2020 учебном году было около 33000 человек, обучающихся в вузах области, а в 2021—2022 году эта цифра увеличилась до 43600 человек. Однако, по сравнению с 2010—2011 учебным годом, их количество сократилась почти на 10000 человек. Это связано как с перераспределением потенциальных абитуриентов в пользу высших учебных заведений Москвы и Санкт-Петербурга, которые оцениваются как более перспективные с точки зрения развития и трудоустройства, так и с возросшим количеством поступающих после школы в средне-специальные образовательные учреждения.
Наиболее востребованным у студентов направлением обучения в 2021 году стало «Инженерное дело, технологии и технические науки», основной контингент учащихся по данной специальности приходится на ТулГУ. Новомосковский институт (филиал) ФГБУ «Российский химико-технологический университет имени Д. И. Менделеева» имеет схожую направленность и занимает второе место в области по количеству студентов технологического и технического профиля.

### Наука
Доминирующая доля в структуре организаций, занимающихся научными исследованиями и разработками, принадлежит промышленным организациям, научно-исследовательским организациям, конструкторским бюро и образовательным учреждениям высшего профессионального образования. Формой подготовки научных кадров послевузовского профессионального образования являются две аспирантуры на базе ТулГУ и ТГПУ им. Л. Н. Толстого. В структуре подготовки аспирантов по областям науки основную долю занимают технические науки. С 2003 года ведущие учёные региона получают премии в сфере науки и техники, размером 200 тысяч рублей.
Основные научные и исследовательские организации области имеют преимущественно оборонный, а также химический профиль. Наиболее крупные из них: НИИ «Стрела» (радиолокационные системы и комплексы), ГУП ГНПП «Сплав» (системы реактивного залпового огня, артиллерийские гильзы), Конструкторское бюро приборостроения (ракетные зенитные и артиллерийские системы), ЦКИБ спортивного и охотничьего оружия, Тульское ОАО ОКБ «Октава» (приборостроение и радиоэлектроника) и ЦНИИ систем управления (информационные технологии).

### Инновации
6 ноября 2020 году в Тульской области начал работу научно-образовательный центр мирового уровня «ТулаТЕХ» — объединение университетов, научных организаций и организаций, действующих в секторе экономики. Стратегической целью центра является создание к 2025 году в регионе управляемой кооперационной структуры по разработке, производству и реализации продукции и технологий военного, гражданского и двойного назначения мирового уровня. Работа центра ведётся по четырём направлениям:
- разработки в сферах управляемого высокоточного оружия
- разработки в сферах горного, транспортного и точного машиностроения
- разработки в областях мономеров и полимеров, композитных материалов и функциональных покрытий
- разработки в области технологий и продуктов биоорганического синтеза, технологий снижения эмиссии и ликвидация накопленного экологического ущерба, технологий экологического мониторинга.[148]

С 21 января 2021 года в на базе Тульского государственного университета реализуется проект «Композитная долина», который направлен на развитие высокотехнологичной химической промышленности в России. Центр должен начать работу в 2023 году на территории особой экономической зоны «Узловая».
По итогам 2021 года Тульская область вошла в двадцатку лучших субъектов России по научно-технологическому развитию регионов и заняла 19-е место с общей суммой баллов 145,9. Для исследования использовались 33 показателя по трем блокам: органы власти, среда для ведения наукоемкого бизнеса и среда для работы исследователей. В том же году Министерство науки и высшего образования Российской Федерации в рамках нацпроекта «Наука и университеты» поддержало создание в регионе шести научных лабораторий под руководством ведущих молодых учёных с современным оборудованием, четыре из которых будут созданы в Тульском государственном университете и две — в Новомосковском институте РХТУ им. Д. И. Менделеева.
В январе 2022 года на базе «ТулаТЕХ» создан «Центр поддержки технологий и инноваций» при поддержке Федерального института промышленной собственности, целью которого является содействие в стимулирование изобретательской и инновационной деятельности. Также по линии «ТулаТЕХ» создан «Центр технологического превосходства», который будет заниматься развитием существующего комплекса лабораторий и центров коллективного пользования.

## Социальное обеспечение

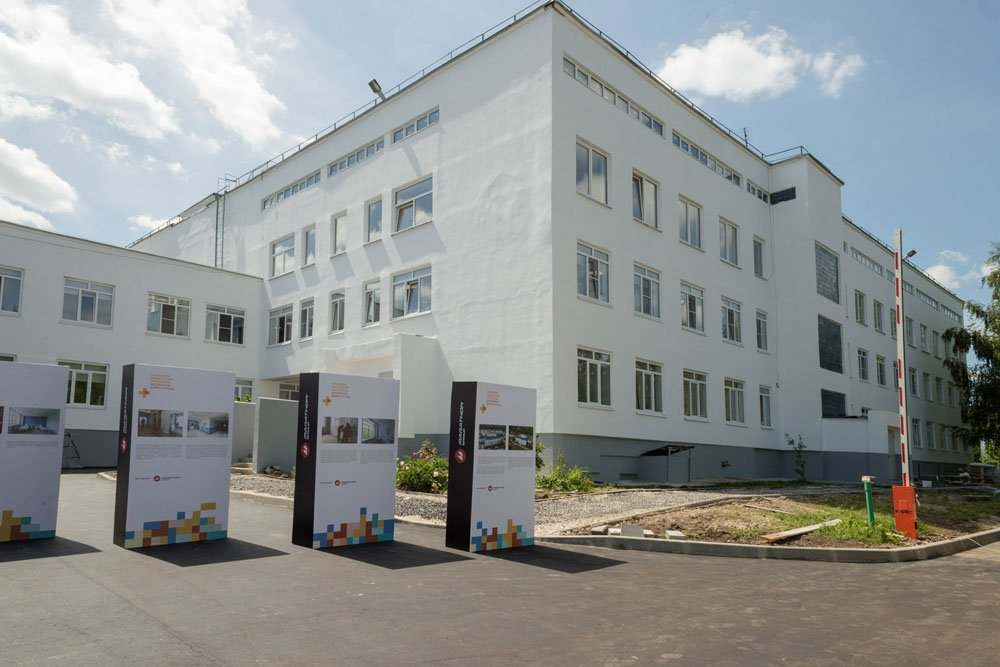
Тульский областной госпиталь ветеранов войн и труда в посёлке Грицовский Венёвского района

Тульская область с 2018 года участвует в реализации пилотного проекта по созданию системы долговременного ухода за гражданами пожилого возраста и инвалидами, который проводится в рамках федерального и регионального проекта «Старшее поколение» национального проекта «Демография». В рамках проекта в 2019 году в пяти медицинских учреждениях в Туле, Новомосковске, Щёкино и Ефремове организованы межрайонные кабинеты врача-гериатра, в которых специалисты будут консультировать пациентов пожилого и старческого возраста, в том числе посредством телемедицины.
В апреле 2019 года на базе Тульского областного госпиталя ветеранов войн и труда в посёлке Грицовский Венёвского района организован областной гериатрический центр — организационно-методическое и консультативное звено для государственных учреждений здравоохранения области в вопросах оказания медицинской помощи гражданам пожилого и старческого возраста. Также функционируют гериатрические отделения в Городской клинической больнице № 2 Тулы, Новомосковской городской клинической больнице, Щёкинской и Ефремовской районных больницах, которые оказывают специализированную медицинскую помощь в стационарных условиях.
В регионе насчитывается десять учреждений, где живут пожилые люди, имеющие дефицит самообслуживания и не полностью справляющихся с самостоятельным уходом, вне зависимости от возраста, инвалидности и социального статуса. В 2019 году с учётом потребности начато строительство нового объекта на 240 мест на базе Красивского дома для пожилых «Забота» в Чернском районе, который станет самым крупным в Тульской области. Корпус будет соответствовать всем современным требованиям, в том числе в части реабилитации и досуга проживающих. Завершение работ планируется к 1 октября 2023 года.
В августе 2021 года между Министерством труда и социальной защиты Тульской области и четырьмя частными медицинскими организациями заключены соглашения о предоставлении из бюджета региона грантов в форме субсидий на оказание медико-социальных услуг пожилым гражданам, в том числе проживающим в сельской местности, нуждающимся в медико-социальном патронаже. В целях обеспечения доступности социальных, бытовых услуг и иной помощи гражданам, проживающим в отдаленных населенных пунктах, в 7 государственных учреждениях социального обслуживания населения Тульской области действуют 16 выездных мобильных бригад, работа которых охватывает все муниципальные образования региона. Услугами мобильных бригад охвачено более 2 тысяч человек.
В Тульской области действует «Областной центр социальной помощи семье и детям», который включает 26 отделений в каждом муниципальном образовании региона. В 2022 году на его базе в Туле было открыто флагманское отделение проекта «Мой семейный центр», где можно решить такие вопросы, как улучшение жилищных условий, взыскание алиментов, оформление мер социальной поддержки и заключение социального контракта, урегулирование семейных споров и улучшение отношений между детьми и родителями.
По состоянию на 1 января 2022 года в Тульской области проживает 5379 детей-инвалидов и 138085 инвалидов старше 18 лет, что составляет около 10,1 % от общего населения региона. Из более чем 6000 объектов социальной и транспортной инфраструктуры элементы доступности для инвалидов имеют только около 3800 объектов (63 %), а полностью доступны лишь 436 объектов (7 %). Адаптация объектов в сфере социальной защиты, занятости, здравоохранения, образования, культуры, находящихся в государственной собственности, и осуществление субтитрования ряда передачи регионального телеканала «Первый Тульский» осуществляется в рамках реализации государственной программы Тульской области «Доступная среда».
С августа 2016 года в Тульской области реализуется социально ориентированный проект «Забота» в рамках развития социального предпринимательства и поддержки социально незащищенных категорий граждан. Целью проекта является сохранение общественной стабильности и снижение социальной напряженности в условиях роста цен, оказание социальной поддержки отдельным категориям граждан, предоставление адресной системы скидок на товары и услуги участников проекта. Проект предполагает выпуск и распространение среди социально незащищенных категорий жителей Тульской области карты «Забота», предоставляющей владельцам систему скидок на приобретение товаров и услуг, оказываемых предприятиями и организациями — участниками проекта. За весь период реализации проекта было выдано 307 859 карт.

## Сфера внутренних дел

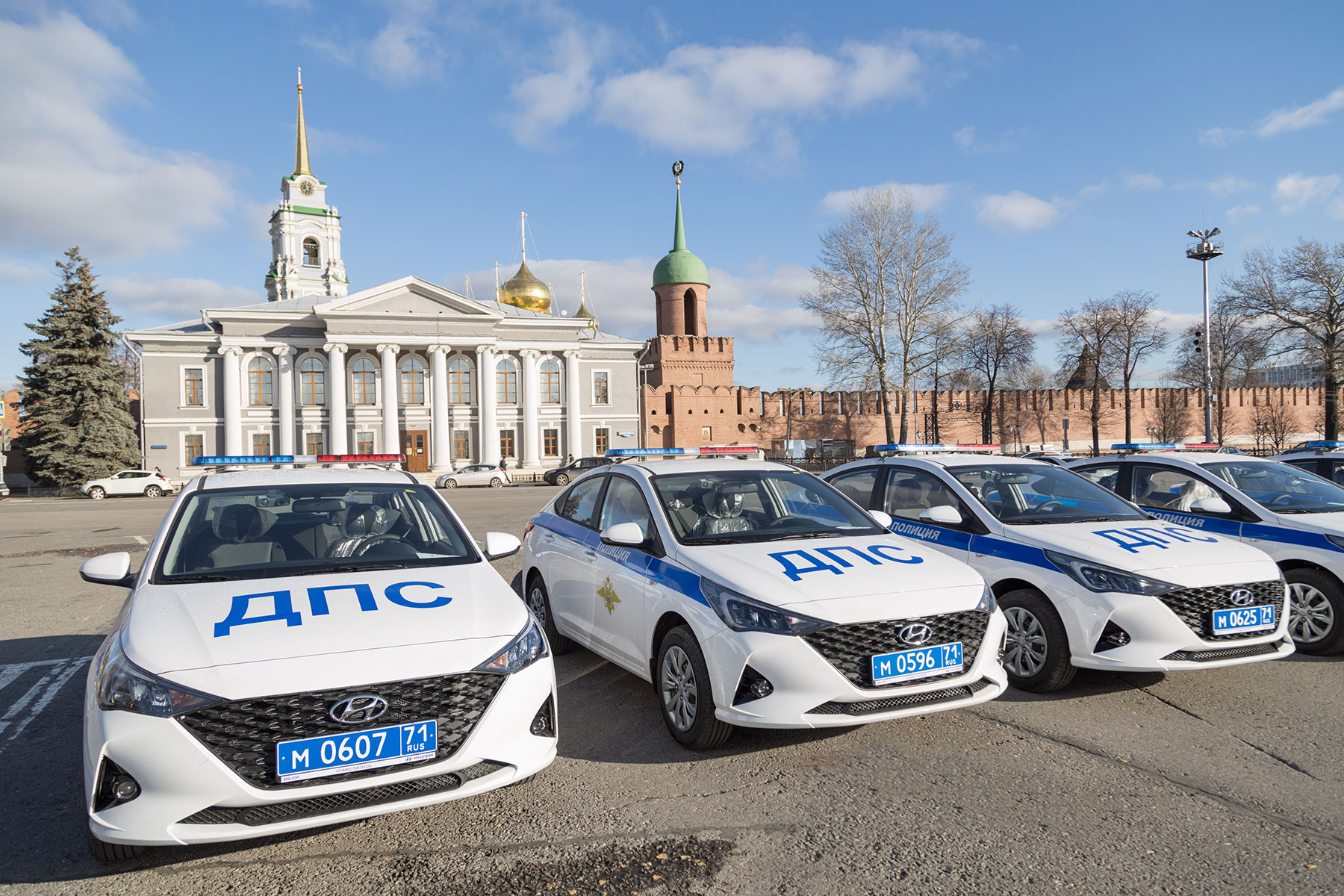
Патрульные автомобили управления ГИБДД в Туле.

7 февраля 2011 года В России был принят Федеральный закон «О полиции», и Тульская область вошла в первую восьмерку регионов, где утвердили новую структуру и проведена аттестация сотрудников, их количество сокращено до 8777 человек. В ноябре 2012 года также вышел закон Тульской области «Об участии граждан в охране общественного порядка на территории Тульской области», на основании которого в регионе были созданы добровольные народные дружины с оперативным подчинением территориальным ОВД.
В деятельности ОВД в целях предупреждения и раскрытия совершаемых правонарушений и преступлений используются подсистемы правоохранительного сегмента АПК «Безопасный город»: комплексная система видеонаблюдения, система экстренной связи «Гражданин-полиция», система мониторинга подвижных объектов (ГЛОНАСС). В области действуют 1682 камеры видеонаблюдения (все — цифровые, в том числе 718 — интеллектуальных, в том числе 43 — определяющие биометрические параметры человека), из них 1323 — установлены в местах массового пребывания граждан (1212 — с выводом информации в ДЧ территориальных органов МВД России на районном уровне). На территории области действуют 11 терминалов экстренной связи «Гражданин-полиция» и 138 таксофонов с возможностью вызова «02».
Результаты проведённого ФСО России в 2022 году опроса общественного мнения показали, что уверенность в защищенности своих личных и имущественных интересов от противоправных посягательств выразили 68,2 % опрошенных жителей Тульской области. Доверие органам внутренних дел в обеспечении личной и имущественной безопасности высказали 64,4 % респондентов региона.

### Характеристика оперативной обстановки
В 2022 году коэффициент преступных посягательств в расчете на 100 тысяч проживающего населения Тульской области составил 1104,7, что является одним из самых низких в Центральном федеральном округе. В 2022 году было зарегистрировано 15826 преступлений, что на 1,7 % больше, чем в прошедшем году, при этом количество тяжёлых преступных деяний составило 4503, что на 4 % меньше по сравнению с 2021 годом. Меньше, чем годом ранее, совершено убийств (-9,8 %; 55), изнасилований (-30,0 %; 14), а также краж (-1,6 %; 5902) и грабежей (-13,7 %; 283). В 2022 году наблюдался рост количества погибших (233; +8,9 %) и снижение лиц, которым в результате преступления причинен тяжкий вред здоровью (238; −4,0 %).
Сократился массив преступлений, совершенных в состоянии алкогольного опьянения (-13,3 %; 1638) и наркотического возбуждения (-13,9 %; 31). В 2022 году на 2,9 % возросло количество криминальной активности иностранных граждан и лиц без гражданства. Последние три года отмечалось сокращение подростковой преступности, в 2022 году данная тенденция прервалась. Общее число преступлений, совершенных с участием несовершеннолетних, возросло на 4,8 % и составило 218. Также отмечен рост преступлений, совершенных на улицах и иных общественных местах (4844; +13,5 %). Противоправная деятельность со стороны лиц, ранее совершавших преступления, в 2022 году возросла на 11,2 %.

### Раскрытие и расследование преступлений
За 2022 год правоохранительными органами области раскрыто 7489 (+5,0 %) преступных посягательств, в том числе 59 убийств, 128 фактов умышленного причинения тяжкого вреда здоровью, 12 изнасилований, 42 разбойных нападения, 247 грабежей, 2514 краж, 468 мошенничеств, 83 факта неправомерного завладения транспортом. С 40,1 % до 43,2 % возросла раскрываемость тяжких и особо тяжких преступлений, в том числе с 96,2 % до 96,7 % — убийств, с 96,8 % до 97,7 % — разбойных нападений. Раскрываемость изнасилований составила 100 %. Раскрыто 334 преступления прошлых лет, в том числе 87 — тяжких и особо тяжких.
Сотрудниками ОВД в 2022 году раскрыто 186 (+67,6 %) преступлений, совершенных в составе организованных групп и преступных сообществ, к уголовной ответственности привлечено 92 (+12,2 %) участника. Выявлено 926 экономических преступлений, из них тяжких и особо тяжких составов — 578. Число выявленных преступлений, совершенных в крупном и особо крупном размере либо причинивших крупный ущерб, составило 162. Задокументировано 277 преступлений коррупционной направленности. В 2022 году выявлено 1053 (+12,9 %) преступления, связанных с незаконным оборотом наркотиков, в том числе 892 (+14,5 %) — тяжких и особо тяжких состава. В общей сложности из незаконного оборота изъято более 276 килограммов наркотиков.
В 2022 году МВД Тульской области совместно с Управлением Роскомнадзора по Тульской области организована блокировка 46 информационных ресурсов, содержащих материалы, внесенные в Федеральный список экстремистских, а также 95 — недостоверную, по мнению органов правопорядка, информацию о вторжении России на Украину.

### Безопасности дорожного движения
На автодорогах области за 2022 год зарегистрировано 1617 (-6,8 %) ДТП, в которых погиб 171 (-10,9 %, наименьшее количество с 1980 года) и ранено 2138 (-4,9 %) человек. По вине водителей транспортных средств совершено 1433 (-8,1 %) ДТП, что составляет 88,6 % от всех ДТП. Водителями, управлявшими транспортом в состоянии опьянения, совершено 167 (-6,2 %) ДТП, в которых погибло 43 (-2,3 %) и получили ранения 229 (-4,2 %) человек. По вине пешеходов произошло 151 (-11,2 %) ДТП, в которых погибло 40 (-14,9 %) и ранено 112 (-9,7 %) человек. По итогам 2022 года Тульская область вошла в десятку лучших субъектов по снижению смертности на автодорогах (6 место в рейтинге регионов).

## Информатизация и цифровизация

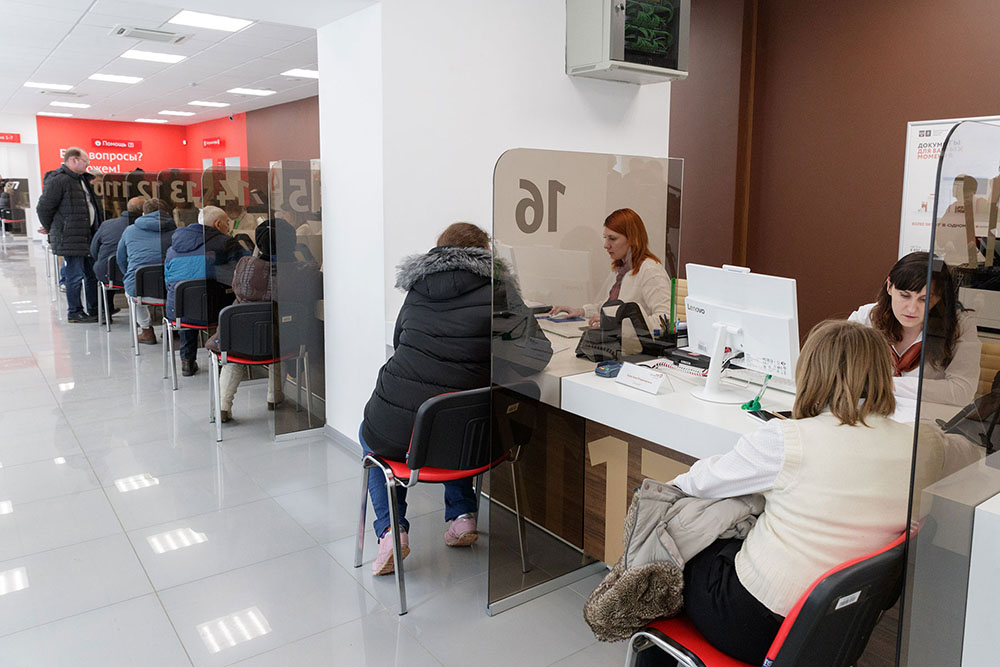
Многофункциональный центр в Туле

Региональная сеть МФЦ включает в себя 34 универсальных отделения, расположенных в административных центрах муниципальных образований, которая позволяет обеспечить доступ к получению государственных и муниципальных услуг по принципу «одного окна». Показатель доли доступности к получению услуг за 2022 год составил 99,89 %. В 2022 стал доступен новый сервис — «Юрист на связи», который обеспечил возможность получения квалифицированной юридической помощи во всех отделениях и удалённых рабочих местах МФЦ.
В 2022 году все массовые социально значимые государственные и муниципальные услуги, предоставляемые в Тульской области, переведены в электронный формат, который доступны гражданам и бизнесу в электронной форме на Едином портале государственных и муниципальных услуг. Для предоставления услуг жителям Тульской области разработан программный продукт «Арсенал услуг», в который интегрированы следующие сервисы:
- Доктор71 — прием заявок на запись к врачу;
- Решить проблему — оставить жалобу и решить проблему по различным тематикам;
- Дневник71 — получение информации по расписанию ученика, выставленных оценок и домашним заданием;
- Мои документы — запись на услугу в отделение МФЦ[161].

В 2019 году регион вступил в проект «Умные города Тульской области», который реализуется в Туле и Новомосковске до 31 декабря 2024 года в рамках национальных проектов «Жилье и городская среда» и «Цифровая экономика». Целью проекта является повышение качества жизни горожан за счёт внедрения цифровых технологий в управление городской инфраструктурой и процедуру принятия решений по развитию городов.
В Туле введена в действие интеллектуальная транспортная система, которая регулирует транспортные потоки в городе на основе математических алгоритмов. Это позволило снизить количество заторов и увеличить среднюю скорость движения транспорта в городе на 10 %. На сегодняшний день 20 оживленных остановок Тулы оборудованы информационными табло, транслирующими необходимую информацию о движении транспорта, расширена городская сеть бесплатных точек Wi-Fi. В Туле и Новомосковске установлены умные светофоры для создания «зелёной волны», которые меняют режим работы в зависимости от потребности. В Новомосковске около Детского парка на улице Куйбышева функционирует умный пешеходный переход, способный заблаговременно сигнализировать водителям, когда «видит» приближающегося пешехода. Также стали устанавливаться умные счетчики, которые в режиме реального времени передают данные потребления холодной воды, и умные домофоны, способные дистанционно открывать двери через мобильное приложение, возможностью вызова по кнопке службу 112 и наличием видеонаблюдение с функцией хранения архива.
В 2021 году Тульская область заняла 1 место в стране по цифровой зрелости. Одним из высоких показателей региона также является работа с сообщениями граждан через Платформу обратной связи (ПОС). С момента начала своей деятельность в конце 2020 года через платформу поступило почти 30 тысяч сообщений. К платформе на текущий момент подключено большинство органов исполнительной власти и органов местного самоуправления, в том числе городских и сельских поселений, а также учреждения здравоохранения и образования.

## Связь

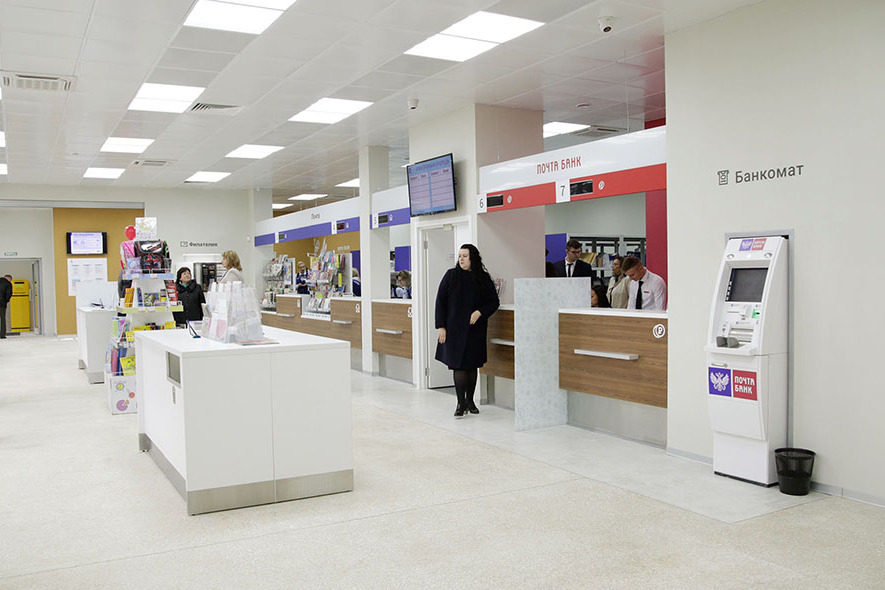
Отделение «Почты России» в Туле

В регионе рынок услуг связи достаточно развит и представлен большим количеством операторов и провайдеров: 19 операторов оказывают услуги местной телефонной связи, 15 операторов — услуги доступа в Интернет, 28 операторов — услуги связи кабельного вещания и 9 операторов работают в сфере почтовой связи. В настоящий момент в 100 % населенных пунктов области с количеством
жителей от 250 человек заведены волоконно-оптические кабели.
Тульский филиал ПАО «Ростелеком» — оператор связи, занимающий существенное положение на рынке услуг электросвязи, предоставляет услуги местной, внутризоновой, междугородной и международной телефонной связи, доступа в интернет, цифрового телевидения, услуги передачи данных и проводного радиовещания. Количество основных телефонных аппаратов сети общего пользования составляет около 300 тысяч штук. В области имеется более 3 тысяч таксофонов.
Мобильная связь в области представлена основными операторами связи: ПАО «МТС», ПАО «Мегафон», ПАО «ВымпелКом» (торговая марка Билайн), ООО «Т2-Мобайл» (торговая марка Теле2), ООО «Скартел» (торговая марка Yota) и ПАО «Ростелеком», которые используют различные стандарты сети. Активно развивается предоставление услуг связи на базе стандарта 4G. Мобильной голосовой связью покрыто 98,8 % территории Тульской области. Голосовой связью и мобильным интернетом обеспечены участки федеральных трасс М-2 «Крым» и М-4 «Дон», более 1500 км железнодорожных трасс Московской железной дороги, проходящих по территории Тульского региона.
Доминирующее положение на рынке услуг почтовой связи занимает филиал ФГУП «Почта России». Услуги населению предоставляют более 500 отделений почтовой связи.

## Средства массовой информации
B Тульской области зарегистрировано более 100 печатных и электронных средств массовой информации. В целях повышения профессионального уровня работников, а также привлечения в отрасль молодых кадров Комитет Тульской области по печати и массовым коммуникациям ежегодно проводит обучающие мероприятия и профессиональные конкурсы для журналистов. С 2013 года в регионе проводится Тульский медиафорум, в котором принимают участие журналисты и руководители средств массовой информации из разных регионов России. В 2014 году был утверждён ежегодный конкурс «Мастера тульской журналистики» для сотрудников редакций теле- и радиокомпаний, печатных СМИ.
Государственного учреждения Тульской области Информационное агентство «Регион 71» объединяет 24 общественно-политические газеты во всех районах Тульской области, ежедневную общественно-политическую газету «Тульские известия» и 26 сетевых изданий.

### Телевидение и радиовещание

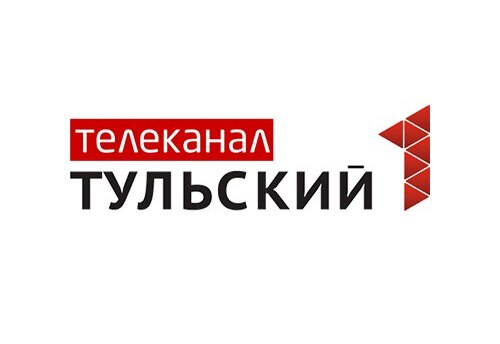
Логотип телеканала «Первый Тульский»

Основной оператор эфирного цифрового и аналогового телерадиовещания в Тульской области — Тульский областной радиотелевизионный передающий центр (филиал РТРС «Тульский ОРТПЦ») — обеспечивает более 98 % населения 20-ю бесплатными цифровыми эфирными телеканалами.
Телерадиовещание в Тульской области осуществляет филиал федерального государственного унитарного предприятия «Всероссийская государственная телевизионная и радиовещательная компания» государственная телевизионная и радиовещательная компания «Тула», представленная телеканалами «Россия 1», «Россия 24» и радиостанции «Радио России Тула», «Маяк», «Вести ФМ». Концепция вещания общественно-политические, информационные и тематические программы. Кроме того, в регионе функционирует негосударственная компания — холдинг Рекламное агентство «Медиа Траст», в который входят 15 радиостанций: «Пи FM», «Ретро FM», «Радио Шансон», «Юмор FM», «Радио Дача», «Европа Плюс», «Maximum», «Наше радио», «Радио Рекорд», «Русское Радио», «NRJ», «Авторадио», «Дорожное радио», «Милицейская волна», «Love Radio».
С 4 февраля 2013 года в кабельных сетях Тульской области вещает круглосуточный телеканал «Первый Тульский», учредителем которого является Всероссийская государственная телевизионная и радиовещательная компания. Телеканал выпускает в эфир информационные и аналитические, познавательные программы, программы для молодёжной аудитории, ток-шоу. С 29 ноября 2019 года в Тульской области программы «Первого Тульского» начали транслироваться в рамках телеканала Общественное телевидение России.

### Газеты
Государственные печатные средства массовой информации составляют значительную долю от общего числа всех действующих в регионе средств массовой информации. Они представлены областной общественно-политической газетой «Тульские известия», являющаяся официальным печатным изданием Правительства Тульской области и Тульской областной Думы, а также 24-мя районными и городскими общественно-политическими газетами. Каждая из 24 редакций районных газет занимается выпуском газеты, ведёт сайт в сети интернет и социальные сети, выполняя функцию публикаторов документов региональных органов власти, осуществляя информационное сопровождение государственной политики во всех сферах. Формой экономического контроля являются субсидии в бюджеты редакций, ограничивающие экономическую и редакционную самостоятельность районной периодики, при этом каждая редакция обязана ежемесячно публиковать материалы на предложенные областными политологами темы.
Единственным общественно-политическим изданием, позиционируемым себя как оппозиционное, является газета «Тульская правда», финансируемая Коммунистической партией Российской Федерации. «Тульская правда» прославилась своей деятельностью в 2019 году, когда областная полиция пытались изъять все печатные версии без каких-либо юридических оснований.
Основными коммерческими печатными изданиями в регионе являются газета «Слобода», «Молодой коммунар», «КП в Туле», «АиФ в Туле». Данные издания, формально независимые от органов власти, развиваются в основном как рекламно-коммерческие, наложившие табу на критику деятельности первых лиц. Совокупный еженедельный тираж газет на начало 2023 года составил 62155 экземпляров, а средний охват — 6,6 % от общего числа жителей области.

### Интернет-издания
Портал «ТУЛАСМИ» — единственный сайт в регионе, где есть новости каждого района Тульской области. Это интернет-ресурс, информационное наполнение которого обеспечивает штат журналистов редакций районных газет Тульской области, городской газеты «Тула», ежедневной областной газеты «Тульские известия», а также редакция самого портала.
Также в числе основных интернет-изданий региона информационные агентства «Тульская пресса», «Тульская служба новостей», «МК в Туле», сетевое издание «Тульские новости», портал «Myslo.ru», сайты ГТРК «Тула», телеканала «Первый Тульский», газеты «АиФ в Туле», еженедельника «КП в Туле», газеты «Молодой коммунар» и другие. Лидерами медиарейтинга самых цитируемых СМИ Тульской области на конец 2022 года являются информагентство «Тульская служба новостей», интернет-ресурсы «Myslo.ru» и «Тульские новости».

## Религия

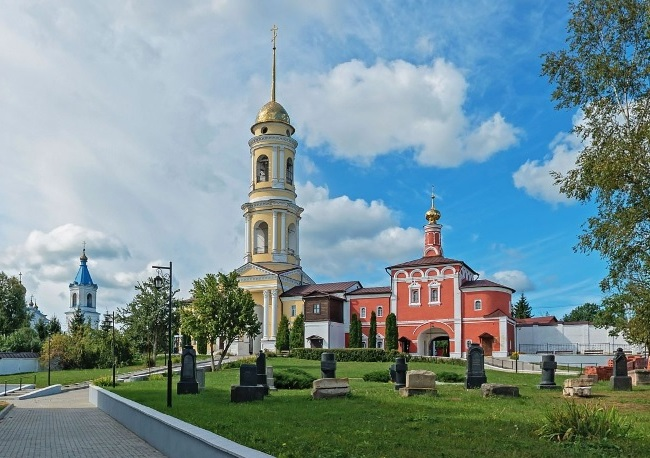
Белёвский Спасо-Преображенский монастырь

Большинство верующих Тульской области относятся к Русской православной церкви. Значительная часть религиозных организаций принадлежит Тульской и Белёвской епархиям Русской православной церкви.
На территории Тульской области находится семь действующих монастырей. Одним из наиболее популярных является Свято-Казанский женский монастырь в селе Колюпаново Алексинского района. Другими почитаемыми обителями являются Богородичный Щегловский монастырь в Туле, Венев-Никольский монастырь в Венёвском районе, Спасо-Преображенский монастырь в Белёве, Богородице-Рождественский Анастасов монастырь в Одоевском районе, Казанский монастырь в Богородицком районе и Успенский монастырь в Новомосковске.
Село Себино Кимовского района является малой родиной святой Матроны Московской. В 2014 году в селе открылся музей Матроны Московской, в котором собраны более ста экспонатов, воссоздающих крестьянский быт того времени. В сельской Успенской церкви хранится икона с частицей мощей святой Матроны, подаренная святейшим патриархом Алексием II, а также частица её гроба.
С 1994 года в Туле осуществляет свою деятельность Православная классическая гимназия, которая наряду со светскими общеобразовательными дисциплинами ученикам преподаются нравственно-духовные предметы.
На территории Тульской митрополии существует нескольких приходских общин, и противопоставляющих себя Русской православной церкви: Русская православная старообрядческая церковь в Туле, Российская православная церковь в Туле, Истинно-православная церковь в Туле и Новомосковске, и Российская Православная Кафолическая Церковь в Туле, Черногорская православная церковь в Алексине.
В Туле находится единственный действующий в области католический храм Святых Апостолов Петра и Павла, а также несколько протестантских молельных домов в ряде районных центров области. В Заокском действует Церковь адвентистов седьмого дня, имеется учебное заведение — Заокский адвентистский университет.
Также в столице регионе находится единственная в области мечеть «Нур» и две синагоги.

## Туризм

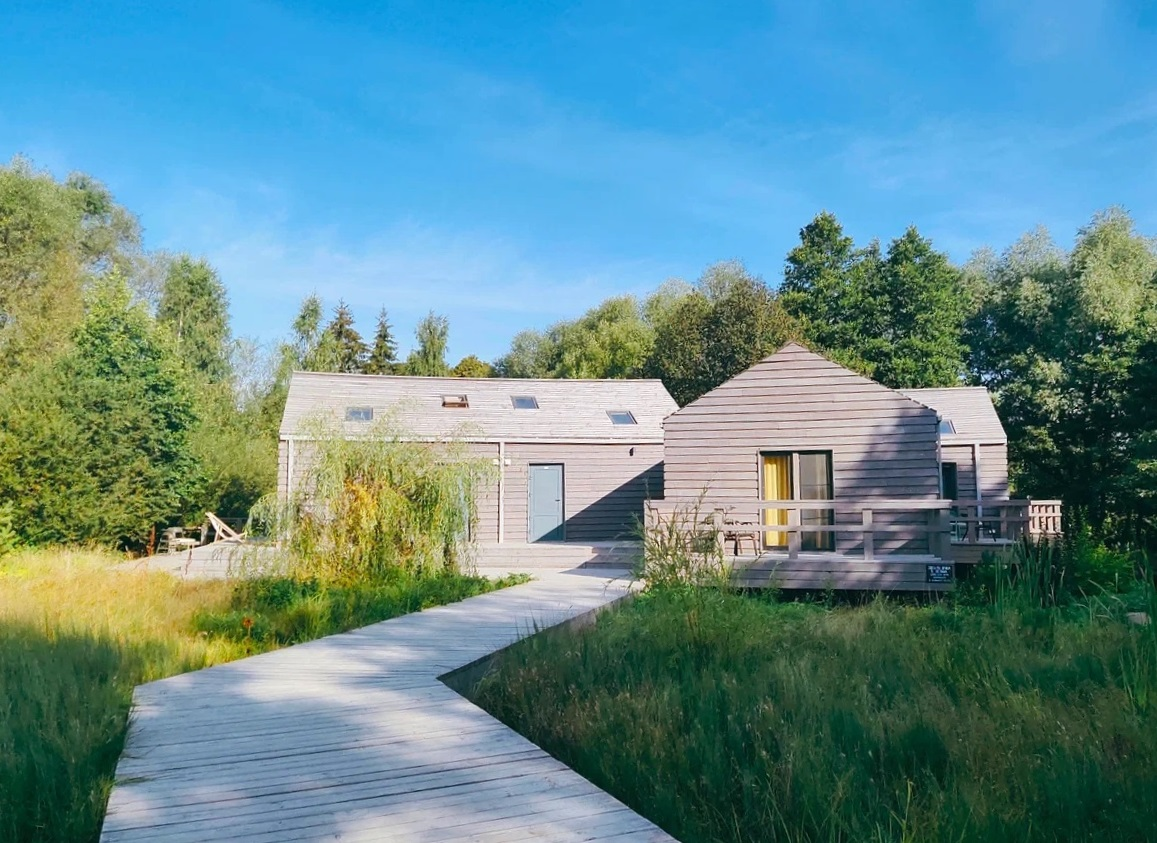
Гостевой комплекс рядом с усадьбой Дворяниново в Заокском районе

Тульская область благодаря географическому расположению (в центре России, вблизи Москвы, международных аэропортов, на линиях важнейших российских коммуникаций) и универсальному комплексу культурно-исторических и природных достопримечательностей является перспективным направлением для развития внутреннего и въездного туризма. В настоящее время наибольшей популярностью пользуются культурно-познавательный, гастрономический, промышленный, экологический, детский, социальный, сельский, деловой туризм. Туристический поток в Тульскую область в последние годы показывает стабильный рост. По предварительной оценке на основе ведомственных данных в 2021 году регион посетило более 1347,3 тыс. гостей, что на 18 % больше, чем в 2020 году.
На территории региона находятся порядка 250 объектов показа, среди которых музеи, монастыри и храмы, усадьбы, объекты активного отдыха, памятники и другие достопримечательности. В Тульской области действуют 80 музеев и их филиалов, в том числе 4 музея федерального значения: музей-усадьба Л. Н. Толстого «Ясная Поляна», музей-заповедник «Куликово поле», музей-заповедник В. Д. Поленова и Тульский государственный музей оружия. Для туристов и отдыхающих интерес представляют местные промыслы — художественная отделка охотничьего оружия, самоварное и гармонное производства, изготовление тульских пряников, филимоновской игрушки, белёвской пастилы и белёвского кружева.
Одной из особенностей Тульской области являются распространенные по всему региону мероприятия событийного туризма, которые представлены преимущественно в форме фестивалей и ярмарок. Самыми популярными и массовыми событийными мероприятиями на территории Тульской области являются: военно-исторический фестиваль «Поле Куликово», музыкальный этно-фестиваль «Дикая мята» в Бунырево, театрализованный фестиваль «Толстой» в Ясной Поляне, и международный фестиваль уличных театров «Театральный дворик» в Туле, фестиваль фольклора «Двенадцать ключей» в Венёве, литературно-песенный праздник «Песни Бежина луга» в Черни, фестиваль гончарного искусства и глиняной игрушки «Сказки деда Филимона» в Одоеве и ярмарка меда в Епифани.
3 июня 2021 года на XXIV Петербургском международном экономическом форуме подписано соглашение о вхождении Тульской области в Большое Золотое кольцо России. В мае 2021 года был разработан и выпущен digital-путеводитель по Тульской области «Travel Inspirator Tula», который в сентябре 2021 года был представлен в журнале о путешествиях — National Geographic Traveler. 2 декабря 2021 года в Мадриде на 24-й сессии Генеральной ассамблеи ЮНВТО село Бёхово Заокского района стало одним из победителей международного конкурса «Best Tourism Villages by UNWTO (Лучшие туристические деревни ЮНВТО)». 30 октября 2021 года прошла торжественная церемония по включению села Бехово в Ассоциацию «Самых красивых деревень России». 28 мая 2021 года в музейном квартале Тулы был представлен совместный с писателем и создателем Мобильного художественного театра Михаилом Зыгарем комедийный аудиоспектакль с маршрутом по центральным улицам Тулы «Подслушано в городе Т», который включает в себя элементы дополненной реальности (через экран телефона зрители могут увидеть старый город).

## Культура

### Диалекты
Тульские говоры относятся к южнорусскому наречию и распространены на большей части Тульской области, северо-восточной части Калужской области, а также в приграничных с Тульской областью районах Московской и Липецкой областей. Современное диалектное членение позволяет считать их говорами межзональными, или говорами переходного типа. Такое своеобразие Тульской группы в современном диалектном членении является показателем её промежуточного положения между юго-восточной диалектной зоной и юго-западной диалектной зоной. Помимо этого, тульские говоры в определённой степени находятся под влиянием говоров центра.
Для тульских говоров характерны такие диалектные явления, как: умеренное яканье; формы родительного и дательного падежа личных и возвратного местоимений менê, тебê, себê при возможных в дательном падеже форм мнê, тебê, себê; отсутствие следов различения фонем /о/ и /ô/, /е/ и /ê/; произношение слова де́вер’ с ударным е́; наличие словоформы морква́; распространение слов ча́пельник «приспособление для доставания сковороды из печи», куру́шка, ку́рка «наседка» и т. д.

### Фольклор

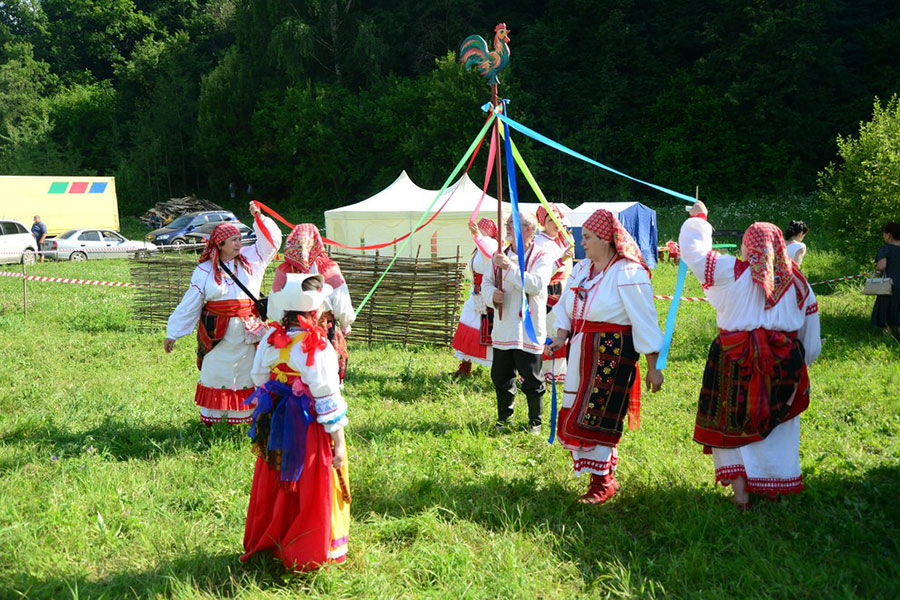
Женщины водят хоровод на фестивале фольклора и ремесел «Двенадцать ключей» в Венёвском районе

Русская традиционная культура сохранилась в Тульской области преимущественно в виде песенного фольклора. Региональная песенная традиция, согласно имеющемуся на её территории составу жанров, музыкальной стилистике, особенностям говора и костюмному комплексу, занимает промежуточное положение между южнорусской и среднерусской традициями. Большую часть песенного фольклора Тульской области составляют хороводные, эпические, лирические, свадебные и семейно-бытовые жанры. Наиболее масштабно в системе жанров песенной традиции региона представлены лирические песни, большая часть которых не имеет четкой приуроченности к каким-либо календарным периодам или датам. Центральным элементом жанровой системы являются игровые хороводные песни с алелёшными припевами (припев со словами лели‐лёли).
В Тульской области ведется активная исследовательская работа по изучению и сохранению фольклорных обрядов и отдельных жанров песенного фольклора Тульского края. Систематически проводятся фольклорно-этнографические экспедиции в Одоевский, Белёвский, Чернский, Суворовский, Арсеньевский, Дубенский, Венёвский районы, благодаря чему собран богатый песенный и этнографический материал, образцы старинной домашней утвари, народного женского костюма. В региона работают свыше 100 фольклорных коллективов с общим количеством участников более 1000 человек.
Местные фольклорные традиции лежат в основе ряда приводимых в Тульской области фестивалей, среди которых фестиваль Крапивы в Крапивне, фестиваль «Двенадцать ключей» в Венёвском районе, фестиваль народной культуры «Дедославль» в селе Дедилово, фестиваль народных традиций «Былина» на Куликовом поле, литературно-песенный праздник «Песни Бежина луга» в музее-заповеднике «Бежин луг», фестиваль-конкурс традиционной народной культуры «Тульский заиграй» в Туле и другие. Несмотря на это, в Тульской области не создана полная картотека лексических единиц, встречающихся в произведениях тульского песенного фольклора, не исследованы проявления фонетических, грамматических диалектных черт, не до конца изучено его жанрово-стилистическое своеобразие.

### Промыслы

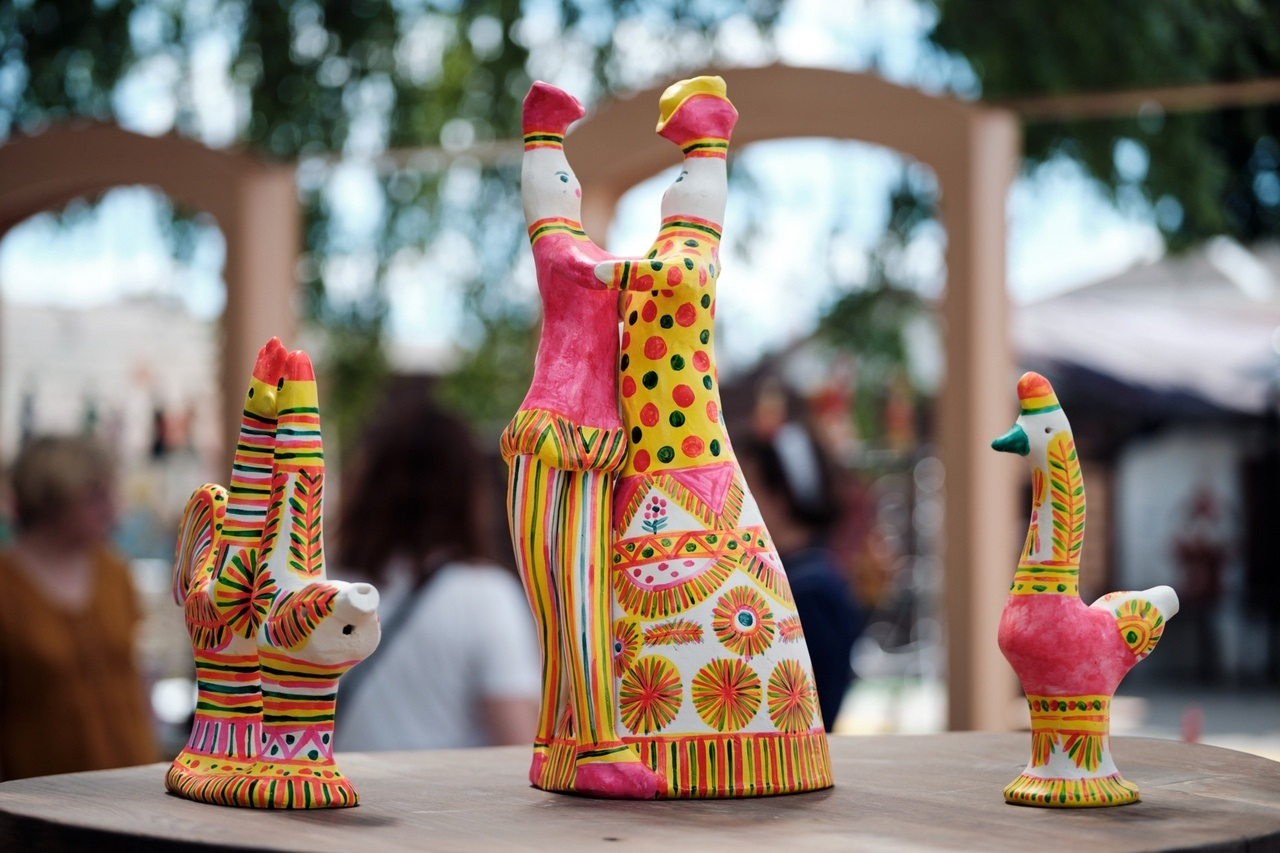
Филимоновская игрушка

В Тульской области насчитывается 44 народных промысла и ремесла, в которых работают более 1000 мастеров декоративно-прикладного творчества. Туристический интерес представляют наиболее известные из них — художественная отделка охотничьего оружия, самоварное и гармонное производства, изготовление тульских пряников, филимоновской и тульской городской игрушек, белёвской пастилы, белёвского кружево и венёвской баранки. Для популяризации народных промыслов и ремесел в регионе проводятся различные фестивали, среди которых фестиваль гончарного искусства и глиняной игрушки «Сказки деда Филимона», межрегиональный праздник «Песни Бежина луга», Епифанская ярмарка, международный фестиваль «12 ключей», фестиваль крапивы и другие.
Большая роль в популяризации народных традиций отводится краеведческим музеям области, где им посвящены целые экспозиции. В 2012 году в Туле был открыт музей декоративно-прикладного и народного искусства, который в настоящее время располагается на улице Металлистов в музейном квартале. В данном направлении также ведёт работу «Объединение центров развития искусства, народной культуры и туризма» в Туле, на базе которого функционирует ремесленный двор «Добродей», созданный в виде выставочных зон и слобод с мастерскими по обычаям древней Руси.

### Региональная кухня

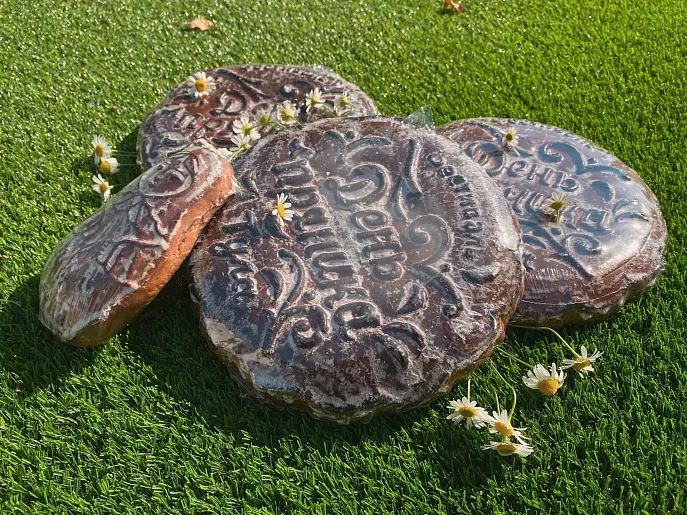
Тульские пряники

В Тульской области насчитывается порядка 25 региональных гастрономических брендов, наиболее узнаваемыми из которых являются тульский пряник и белёвская пастила. Другими примечательными блюдами являются анковский пирог семьи Толстых, крапивная кулинария (чай, пирожки, щи) из села Крапивна, булочка «Венёвка», печенья «Узелки» из Узловой и травяной чай «Куликово поле». Данная гастрономическая идентичность послужила основой развития гастрономического туризма и появлению тематических мероприятий, проходящих на территории области: фестиваля народного творчества «Венёвские баранки» в Венёве, международного фестиваля Крапивы в Крапивне, гастрономического фестиваля «Яблочное чудо» в Белёве, гастрономического фестиваля «День пряника» в Туле.
С 2021 года в Тульской области проводится историко-гастрономический фестиваль «Лёвшинский обед». Сет-меню ориентируется на книгу «Русская поварня» тульского учёного-энциклопедиста Василия Лёвшина, одного из основоположников кулинарной литературы в России. Шеф-повара ресторанов Тулы и области переосмысляют рецепты и создают блюда в современном ключе с сохранением исторической основы. С 2023 году в Туле в творческом индустриальном кластере «Октава» проходит большой фестиваль новой тульской кухни, в рамках которого участники представляют ресторанные концепции и трендовые меню Тулы от местных рестораторов. В мае 2022 года был представлен путеводитель по лучшим гастрономическим местам Тулы и Тульской области, автором которого выступила журналистка и телеведущая Ника Ганич. Путеводитель «География на вкус. Тула» охватил рестораны, гастробистро и бары, агрофермы и загородные рестораны с аутентичной локальной кухней.
В конце XX — начале XXI века сотрудниками музея-заповедника «Куликово поле» были организованы этнографические экспедиции в населенные пункты Куликова поля, которые позволили задокументировать рецепты XIX века, данные о традиционных культурах, которые выращивали жители Куликова поля, а также способах их обработки и использования. Данные сведения легли в основу книги Татьяны Наумовой «Кухня Куликова поля, или Хлеб на стол», в которой содержаться рецепты таких блюд как суп-юрма, лепешка-калабья, полбяная каша с грибами, блины-гречишники, тянки и витаминный узвар. На основе данной книги был разработан одноимённый гастрономический проект музея-заповедника «Куликово поле», признанный в 2023 году одним из лучших в сфере туризма на XVIII PR-премии RuPoR.

### Культурное наследие
По состоянию на начало 2023 года на территории Тульской области находится 3 989 объекта культурного наследия, из них: федерального значения ‒ 334 (включая 138 памятников археологии), регионального значения ‒ 861, выявленных объектов культурного наследия ‒ 2 794 (включая 2236 выявленных памятников археологии). В 2015 году Тульской области присвоена восьмая позиция в списке Национального индекса культурного наследия по субъектам России. При этом степень сохранности ряда объектов находится в крайне плохом состоянии — многие усадьбы и древние храмы региона заброшены и разрушаются, значимые в историческом плане объекты архитектуры часто сносятся, что вызывает возмущения общественников. Доля объектов культурного наследия, находящихся в муниципальной собственности и требующих консервации или реставрации, составляет 30,4 % от их общего количества.
К объектам нематериального культурного наследия народов России относятся гончарный промысел в тульской слободе Большие гончары, технология лепки и росписи филимоновской игрушки и технология плетения белёвского кружева.

## Учреждения культуры
В области динамика обеспеченности учреждениями культуры остаётся положительной, несмотря на сокращение сети в ряде районов. Данное сокращение в основном произошло в населенных пунктах с численностью жителей от 100 до 200 человек, что не повлияло в целом на показатель обеспеченности населения учреждениями культуры. В этих малочисленных населенных пунктах услуги жителям предоставляются передвижными центрами культуры (автоклубами). В настоящее время автоклубы имеют 7 районов: Веневский, Каменский, Кимовский, Киреевский, Куркинский, Одоевский и Узловский.
Одной из основных проблем сферы культуры в муниципальных образованиях Тульской области является необходимость укрепление материально-технической базы муниципальных учреждений культуры. Доля муниципальных учреждений культуры, здания которых находятся в аварийном состоянии или требуют капитального ремонта, в общем количестве муниципальных учреждений культуры по итогам 2022 года составила 17,23 % (в 2021 — 17,85 %). В большинстве это объясняется физическим старением объектов культуры.

### Музеи

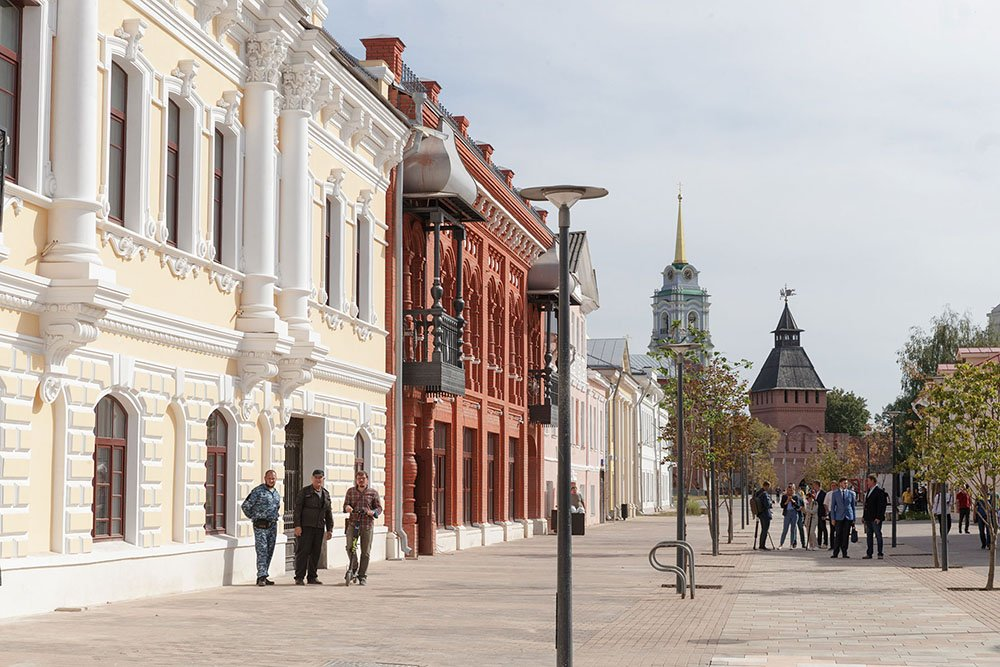
Музейный квартал в Туле

Тульская область является одним из регионов-лидеров по развитию музейного дела в России, входит в «большую тройку музейных регионов страны» после Москвы и Санкт-Петербурга по числу музеев прежде всего федерального уровня. Музейная сеть Тульской области представлена пятью федеральными музеями (с 11 филиалами, это: филиал Государственного исторического музея, Тульский музей оружия, музей-усадьба Л. Н. Толстого «Ясная Поляна», музей-заповедник «Куликово поле», музей-усадьба В. Д. Поленова), двумя государственными музеями (с 22 филиалами), двадцати двумя муниципальными (с 9 филиалами), частными и ведомственными музеями. Всего на территории области осуществляют деятельность более 100 музеев. В федеральных, государственных и муниципальных музеях хранится более 430 тысяч музейных предметов основного фонда.
В 2020 году в рамках празднования 500-летия возведения Тульского кремля состоялось открытие Музейного квартала в Туле. Его основу составляют филиалы федеральных музеев: Государственного исторического музея, музея-усадьбы Л. Н. Толстого «Ясная Поляна», музея-заповедника «Куликово поле» и музея-усадьбы В. Д. Поленова. Помимо этого на территории Тульского кремля были открыты историко-этнографический комплекс «Осадные дворы XVI—XVII веков» и археологическое окно на месте старого Успенского собора XVII века. В том же году в историческом поселении Крапивна открылись сразу два новых музея: первый в России музей Земства и градостроительной истории (филиал музея-усадьбы Л. Н. Толстого «Ясная Поляна»). и музей русского и современного искусства на базе дома купца Прянчикова (филиал Тульского музея изобразительных искусств) Среди частных музеев, открытых в регионе в последние годы, наиболее заметными являются музей станка и музей гармони деда Филимона в Туле, частная антикварная коллекция самоваров Михаила Борщёва в Груманте, музей советской игрушки «В детство» в Одоеве.
Тульская область ‒ единственный субъект России, в котором проводится работа по музеефикации железнодорожных станций. За последние несколько лет проведены работы по возрождению и музеефикации 15 железнодорожных станций, среди которых «Козлова засека» рядом с Ясной Поляной, Скуратово, «Тарусская», «Жданка», «Узловая» и «Белёв».
С 2019 года Тульская область является участником проекта «Возрождение исторических усадеб» национального проекта «Культура», направленного на приведение исторических усадеб региона в надлежащее техническое состояние с сохранением культурно-исторической ценности объекта, его аутентичности. В 2020 году по трём объектам культурного наследия: «Усадьба Кульджинских» и «Бывшая усадьба Пасхаловых» в Алексинском районе, а также «Ансамбль усадьбы Мальцевых» в Дубенском районе, разработаны эскизные проекты реставрации и начался поиск потенциальных инвесторов.
В 2022 году Национальной премии в области событийного туризма «Russian Event Awards 2022» в номинации «Лучшая природно-рекреационная зона для проведения турсобытия» было удостоено село Монастырщино как часть музея-заповедника «Куликово поле».

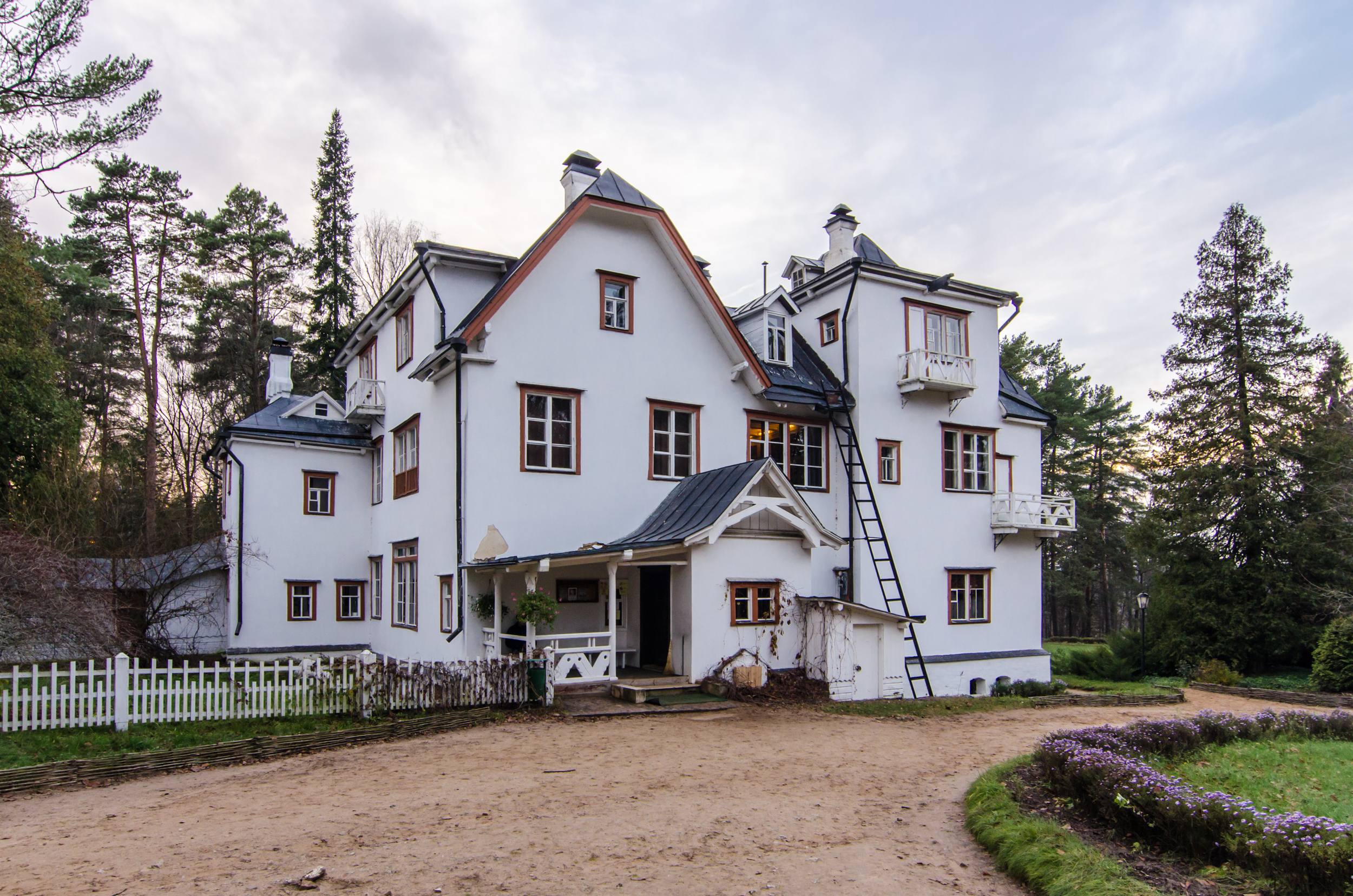
Музей-заповедник В. Д. Поленова
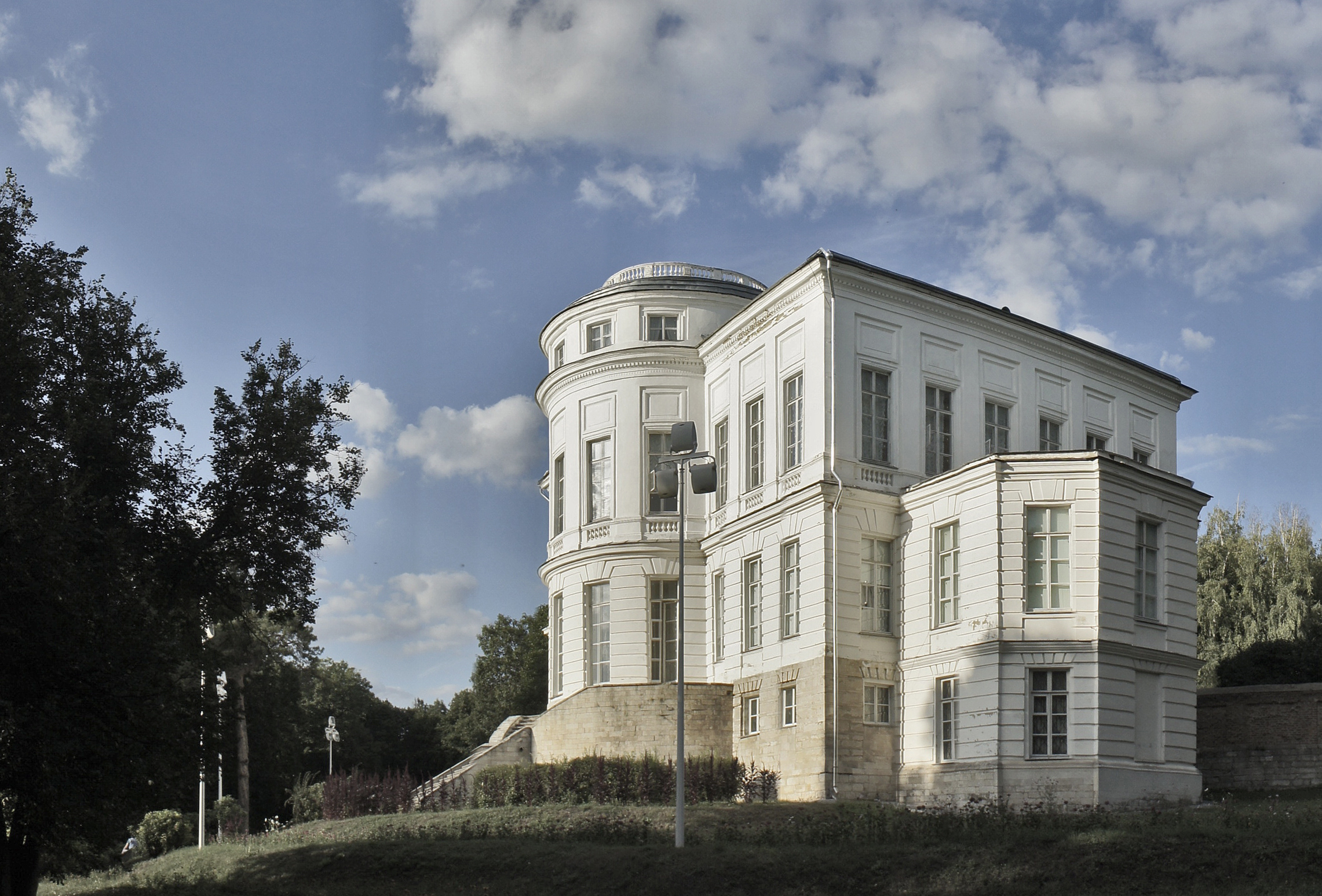
Богородицкий дворец-музей
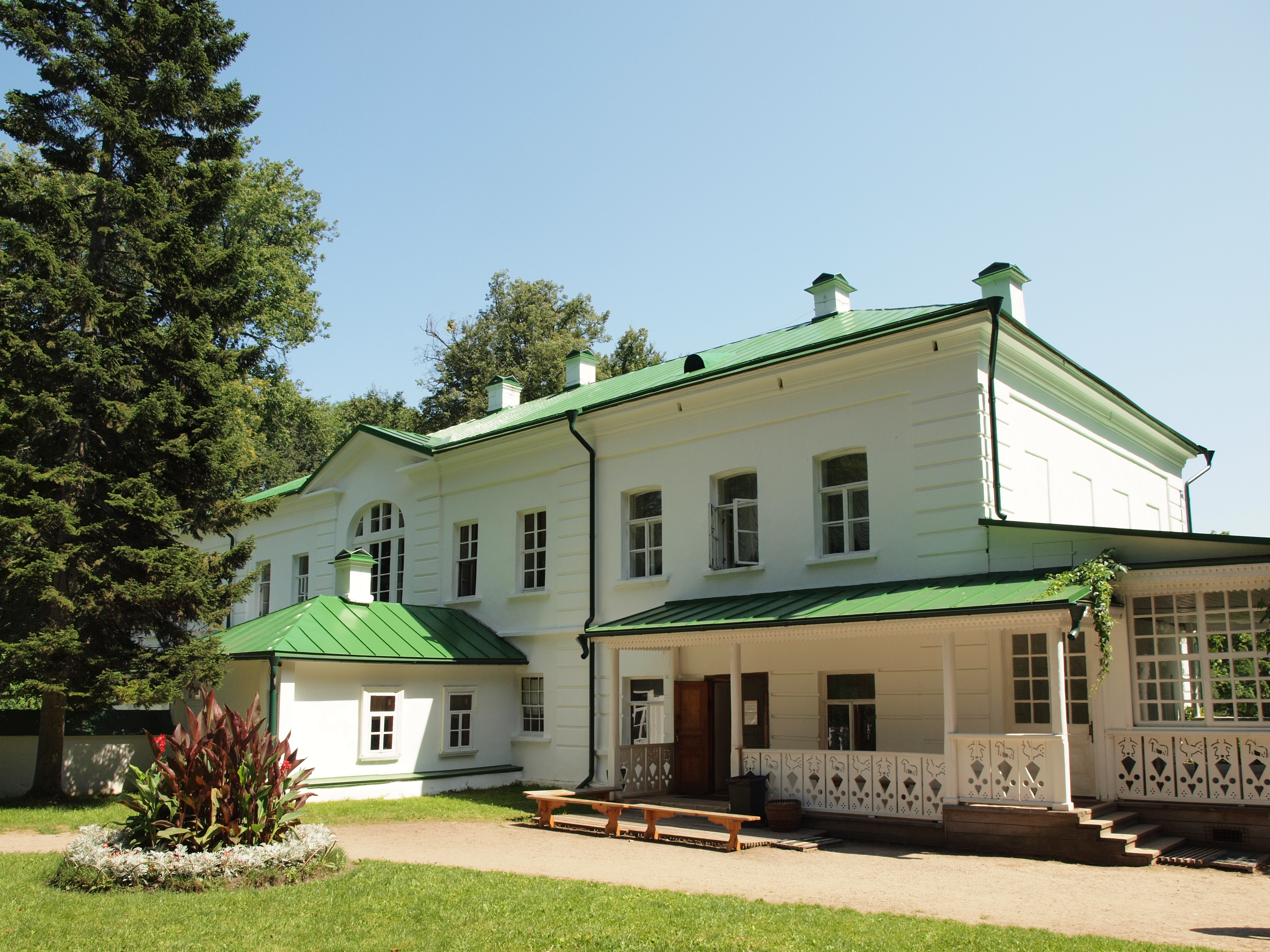
Музей-усадьба «Ясная Поляна»

### Театры
На территории Тульской области действует 5 государственных театрально-концертных учреждений: Тульская областная филармония, Тульский академический театр драмы имени М. Горького, Тульский областной театр юного зрителя, Тульский театр кукол и Новомосковский драматический театр имени В. М. Качалина. Достоинством данного вида театров является практически
ежедневная постановка спектаклей, а недостатком — слишком сильный уклон в развлекательную сферу, где комедии составляют до 70 % всего репертуара. В регионе отсутствуют постоянно действующие театры оперы и балета (периодически оперы и оперетты можно встретить на разовых показах в филармонии). В Тульской области есть ряд муниципальных театров: театр русской драмы «Эрмитаж», учебный народный театр «Синяя птица» Тульского областного колледжа культуры и искусств и театр «У Гаши» в Богородицке. Старейшим частным театром является Тульский камерный драматический театр, появившийся в 1999 году. Направление бэби-спектаклей представлено семейным театром «Лев Николаевич», находящимся в Туле. Помимо этого частью театральной жизни региона являются гастроли стационарных театров России и ближнего зарубежья.
В Тульской области проводятся ряд театральных фестивалей. Наиболее крупным является международный фестиваль уличных театров «Театральный дворик», который проводится в Туле с 2008 года и по своему содержанию представляет собой выступление уличных театров из различных регионов России. Ещё одним крупным театральным мероприятием является международный театрализованный фестиваль под открытым небом «Толстой», который проводится на территории музея-усадьбы Льва Толстого «Ясная Поляна» с 2016 года. Основные мероприятия представляют собой полноценные многочасовые спектакли, так или иначе связанные с фигурой писателя. Более мелкими театральными фестивалями являются «Федотовская весна», проводимый на родине актрисы Гликерии Федотовой в Ясногорском районе, и «Театр на лужайке» в Поленово.

### Библиотеки
В Тульской области на начало 2023 года действовало 395 общедоступных библиотек, в том числе 3 областные библиотеки, объединённые в 2019 году в Региональный библиотечно-информационный комплекс, и 398 муниципальных библиотек. 24 библиотеки имеют статус центральных, 26 библиотек в составе библиотечных систем — специализированные, обслуживающие детей. Большинство муниципальных библиотек расположено в сельской местности (74 %), при этом 60 библиотек являются структурными подразделениями культурно-досуговых учреждений. Полностью обеспечены библиотеками, согласно нормативам, рабочий посёлок Новогуровский, город Донской, Одоевский, Белёвский, Плавский, Чернский, Киреевский, Каменский, Куркинский, Узловский и Дубенский районы. Наименьшее значение данного показателя имеют Тула (57 %) и Суворовский район (69 %).
В 2020 году в Тульской области появились первые модельные библиотеки, созданные в рамках национального проекта «Культура» — Центральная модельная библиотека им. М. Ю. Лермонтова в Ефремове и Первомайская модельная сельская библиотека № 31 в Новомосковском городском округе. К 2024 году в Тульской области создано 11 модельных библиотек, которые находятся в городах Новомосковск, Ефремов и Суворов, и населённых пунктах Торхово, Новольвовск, Черепеть, Первомайский, Каменецкий и городе Суворов.

### Учреждения клубного типа
На начало 2023 года в Тульской области функционировало 368 учреждений клубного типа.

### Парки культуры и отдыха
На начало 2023 года в Тульской области функционировало 13 парков культуры и отдыха, крупнейшим из которых является Центральный парк культуры и отдыха имени П. П. Белоусова в Туле.

### Архивы
В Тульской губернии строительство каменного здания архива при провинциальной канцелярии было начато в конце 1750-х годов. На хранение в этот архив поступали не только документы губернского правления, но и других учреждений (провинциальной канцелярии, совестного суда, оружейной канцелярии и других). Наиболее активно комплектование губернского архива проходило в конце 1783—1784 годы.
В настоящее время в Тульской области насчитывается 24 муниципальных и 1 государственный архив, в которых на хранении 3 265 429 дел, что является одним из самых высоких показателей по Центральному федеральному округу. Государственный архив обеспечивает сохранность 74 % архивного фонда региона, муниципальные архивы — 26 %.
Государственное учреждение «Государственный архив Тульской области» образовалось 1 сентября 2009 года, объединив три государственных архива: Государственный архив Тульской области, Центр новейшей истории Тульской области и Центр документации по личному составу Тульской области. Архив является центром хранения научно-культурных ценностей, отражающих историю политического, социально-экономического и культурного развития Тульской области и частично соседних областей. В архиве числится 2 511 459 единиц хранения (в том числе 25 997 фотодокументов и 54 344 дел временного хранения) с 1582 года по настоящее время, которые размещены в пяти архивохранилищах двух населенных пунктов (города Тула и Донской). Государственным архивом ведется работа по созданию автоматизированного научно-справочного аппарата и оцифровке документов. Приоритетное внимание уделяется оцифровке особо ценных документов и созданию электронного фонда пользования. Общий процент отцифровки архивного фонда Тульской области составляет 2,2 % (порядка 4 млн файлов).

## Архитектура
В XIV—XV веках восточные районы Тульской области находились под влиянием архитектуры Рязанского княжества. В XV веке на реке Осётр был основан Венев-Никольский монастырь, являющийся в настоящее время старейшим в регионе. Сохранился почти в своём первоначальном виде монастырский каменный двухэтажный Николо-Успенский храм (1669—1701). На западе области, на территориях Верховских княжеств, сохранились валы древнего Одоева (XIV век) и Покровский Добрый мужской монастырь (1477 год) близ села Доброе Суворовского района с храмом Покрова Пресвятой Богородицы 1677 года постройки (старейший действующий православный храм на территории области).
Древнейшим каменным сооружением на территории области, сохранившемся до наших дней, является Тульский кремль, построенный в 1514—1520 годах. Также сохранились остатки земляных укреплений Большой засечной черты (1521—1566) в Венёве, деревне Большая Звойка, сёлах Крапивна и Петровское.

### Русское узорочье

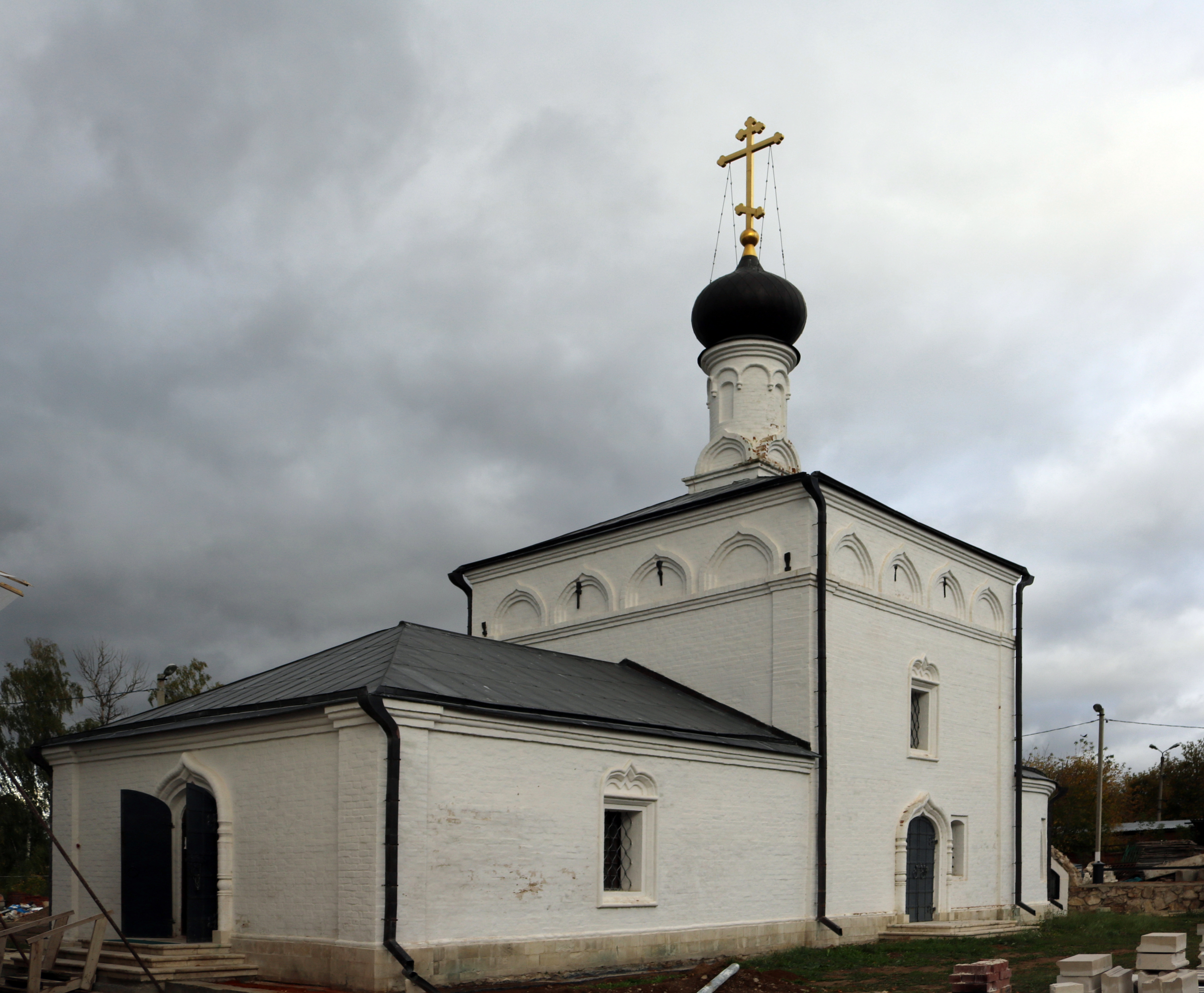
Старый Успенский собор в Алексине

Церковное зодчество до середины XVII века было исключительно деревянным. Сохранившиеся самые ранние храмы относятся к XVII веку и типу московских посадских церквей с ярусом полукруглых кокошников:
- Церковь иконы Божией Матери «Одигитрия» в селе Городенец (1640—1650)
- Церковь Николая Чудотворца в селе Николо-Гастунь (1660)
- Церковь Покрова Пресвятой Богородицы в селе Темрянь (1667—1695)
- Церковь Троицы Живоначальной в селе Красино-Убережное (1674)
- Церковь Введения во храм Пресвятой Богородицы в селе Мясоедово (1681)
- Старый собор Успения Пресвятой Богородицы в Алексине (1688)
- Церковь Николая Чудотворца в селе Кочаки (1690—1710)
- Благовещенская церковь в Туле (1692)
- Церковь Троицы Живоначальной в селе Сныхово (1709)

### Барокко

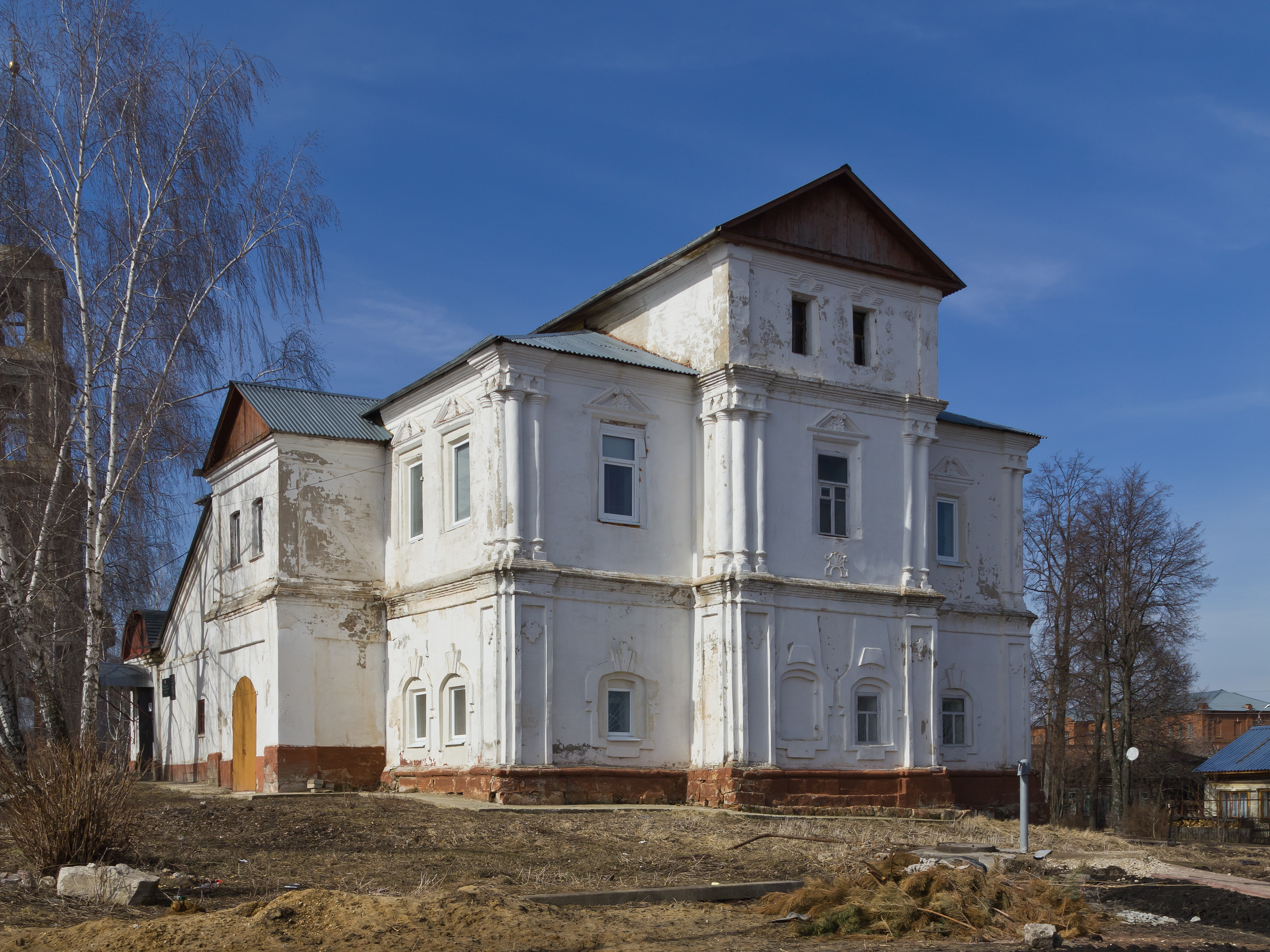
Каменные палаты в Венёве

С началом XVII века наибольшее распространение получил тип барочных церквей восьмерик на четверике:
- Казанская церковь в селе Першино (1696)
- Церковь Рождества Богородицы в селе Обидимо (1700-е годы)
- Богоявленская церковь в селе Красное (1713—1728)
- Церковь Рождества Богородицы в селе Велегож (1731)
- Воскресенская церковь в селе Марково (вторая половина XVII века)
- Церковь иконы Божией Матери «Всех скорбящих Радость» в деревне Вязовна (1770)

Самостоятельный тип представляют крестообразные в плане барочные церкви:
- Церковь Александра Кипрского в деревне Ченцово (1758)
- Церковь Спаса Преображения в селе Жердево (1764)
- Церковь Рождества Пресвятой Богородицы в селе Большо Скуратово (1767)

В духе елизаветинского барокко построена Никольская церковь в Крапивне с планом в виде триконха (1759—1764). Одна из наиболее выразительных барочных колоколен — 5-ярусная в селе Новое Павшино (1731). Черты барокко сохранялись в храмовом зодчестве до начала XIX века (Спасская церковь в селе Ушаково, 1795).
Единственный в Тульской области храм с 8-лепестковым планом — Никольская церковь в селе Руднево (1755). Единственным памятником каменного гражданского зодчества позднего средневековья (XVII—начало XVIII века) являются Каменные палаты в городе Венёве.

### Деревянное зодчество
Из господствовавших до второй половины XVIII века построек с безгвоздевой, или самцовой, крышей, материалом для которой служили брёвна и тёсанные доски, в Тульской области ничего не сохранилось. Уничтожению деревянной застройки способствовали пожары, особенно если это касалось крупных городов. Пожары в июне и сентябре 1834 года фактически стёрли все деревянные дома в Туле. Также много деревянной застройки исчезло из-за городского перепланирования в конце XVIII века.
В настоящее время наиболее интересные объекты деревянного зодчества находятся в Туле, однако их количество постепенно снижается, что приводит к потере исторически сложившегося облика города и области. Самым старым деревянным домом, вероятнее всего, является особняк по адресу улица Оружейная д. № 7, с возвышающимся в средней части мезонином под треугольным фронтоном и с полукруглым слуховым окном. Простой, но изящный декор дома выдержан в классическом стиле. Здание построено после пожара 1834 года и поставлено на сохранившийся цокольный полуэтаж из известняковых плит. При проведении некачественной реставрации в 2000-е годы, его внешний облик был почти полностью уничтожен.

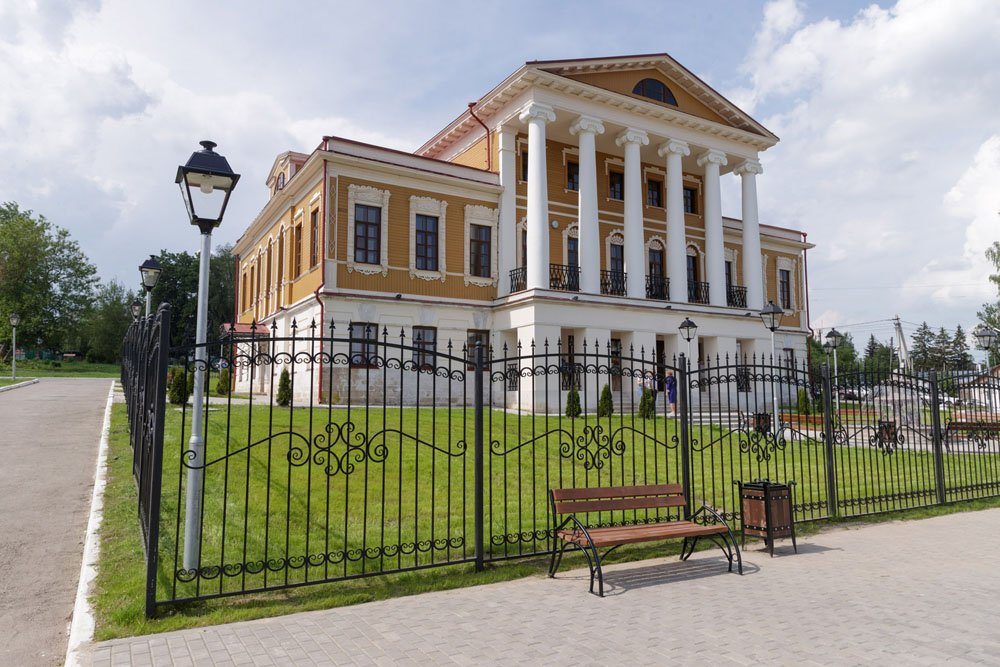
Усадьба Мосоловых в Дубне

Эклектика в деревянном зодчестве представлена в доме фабриканта Шамарина (улица Луначарского, д. № 44), в котором соединились исполненный в классическом стиле основной объём здания, разделённый рустованными лопатками на три части, и вынесенная над входом башенка с бочкой, исполненная на древнерусский манер. Интересен арочным решением входа двухэтажный деревянный дом № 27 конца ХIX века на улице Бундурина Ещё одним интересным примером городского деревянного зодчества являлись двойные избы, представлявшие собой два соединённых сруба, каждый из которых имел свою крышу. Как правило низкий сруб выходил на красную линию улицы, а главный, более высокий, размещаясь в глубине участка. Подобные дома сохранились в Туле на улице Жуковского (№ 10, 12, 28).
Встречаются и смешанные деревянно-каменные строения, как например, ныне существующий большой двухэтажный дом № 47 на улице Гоголевской. Правое крыло его фасада выполнено из горизонтально положенных досок, а левое — кирпичное, отштукатуренное. Образец деревянного модерна — ансамбль из зданий 28-28а на улице Бундурина. Они имеют характерное для модерна усложнённое оформление входов, и наличники с навершиями в виде кругов, плавно расширяющиеся книзу. Фасад главного здания (дом 28) в настоящее время изуродован надстройкой второго этажа. Сохранившийся деревянный фонд города ещё достаточно обширен, но с каждым годом уменьшается.
Среди памятников деревянной архитектуры, находящихся в области, наибольший интерес представляет особняк Мосоловых, расположенный в Дубне. Дом построен в 1828 году по заказу Петра Ивановича Мосолова, владевшего местным чугунолитейным заводом. Нижний этаж здания был сложен из кирпича, а два верхних и мансарда выполнены из дерева. В украшениях колонн и перил широко использованы чугунные элементы.
В посёлке Епифань находится церковь Димитрия Солунского (1797) — единственный частично сохранившийся деревянный храм дореволюционной постройки.

### Текущее состояние
Несмотря на большое количество памятников церковной архитектуры XVII—XX веков, большинство из них находится в заброшенном и руинированном состоянии. В некоторых населённых пунктах предпринимаются попытки их реставрации, однако, без должной инспекции по охране объектов культурного наследия, эти работы проводятся с грубыми нарушениями: фасады штукатурятся, сбивается или замазывается декор, элементы восстанавливаются в упрощённых формах из некачественных материалов. Наиболее яркими примерами такого восстановления являются церковь Рождества Пресвятой Богородицы в Большом Скуратово (1767), церковь Казанской иконы Божией Матери в Савино (1770), церковь Рождества Пресвятой Богородицы в Обидимо (1700—1709) и церковь Димитрия Ростовского в Дмитриевском (1790—1813). При этом имеются и примеры удачной реставрации памятников, таких как Богородице-Рождественский Анастасов монастырь (1673) и церковь Успения Пресвятой Богородицы в Епифани (1680—1720).

## Спорт

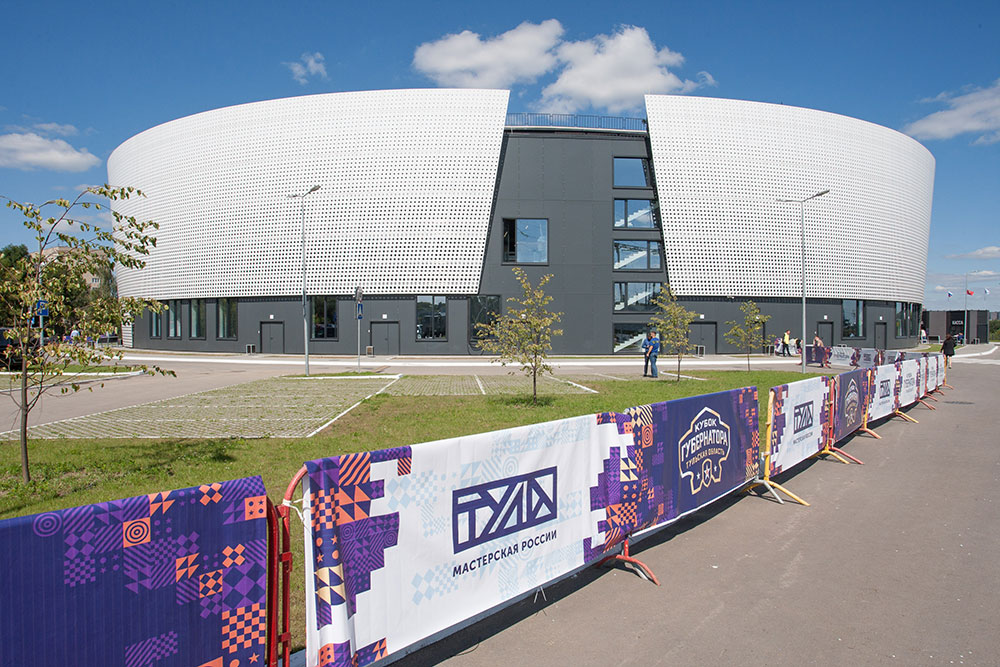
Ледовый дворец в Туле

Государственную политику и управление в сфере образования на территории региона осуществляет Министерство спорта Тульской области. Для вовлечению широкого круга жителей региона в систематические занятия спортом проводятся различные массовые спортивные мероприятия, такие как спартакиады, велопробеги, соревнования по лыжным гонкам «Лыжня России» и «Лыжня Веденина», соревнования «Гонка героев», легкоатлетические забеги «Ночная Тула», «Реки бегут», «Оружейная столица», «Кросс нации», фестивали ВФСК «Готов к труду и обороне» и другие.
Наиболее известные спортивные сооружения Тульской области:
- Центральный стадион «Арсенал» вместимостью 20 048 человек[237].
- Спортивный коплекс «Ледовый дворец» Тулы
- Многофункциональный спортивный центр «Тула-Арена»
- Тульский велотрек
- Стадион «Химик» в Новомосковске, вмещающий 5200 человек[238].

Наиболее известные спортивные команды Тульской области:
- Футбольный клуб «Арсенал» выступал в Российской Премьер-лиге.
- Футбольный клуб «Химик» выступает во втором дивизионе («Центр»).
- Женская волейбольная команда «Тулица»[239].
- Команда по хоккею с шайбой «АКМ», с 2021 года выступающая в ВХЛ.
- Команда по хоккею с шайбой «Академия Михайлова»[240], с 2020 года выступающая в МХЛ.

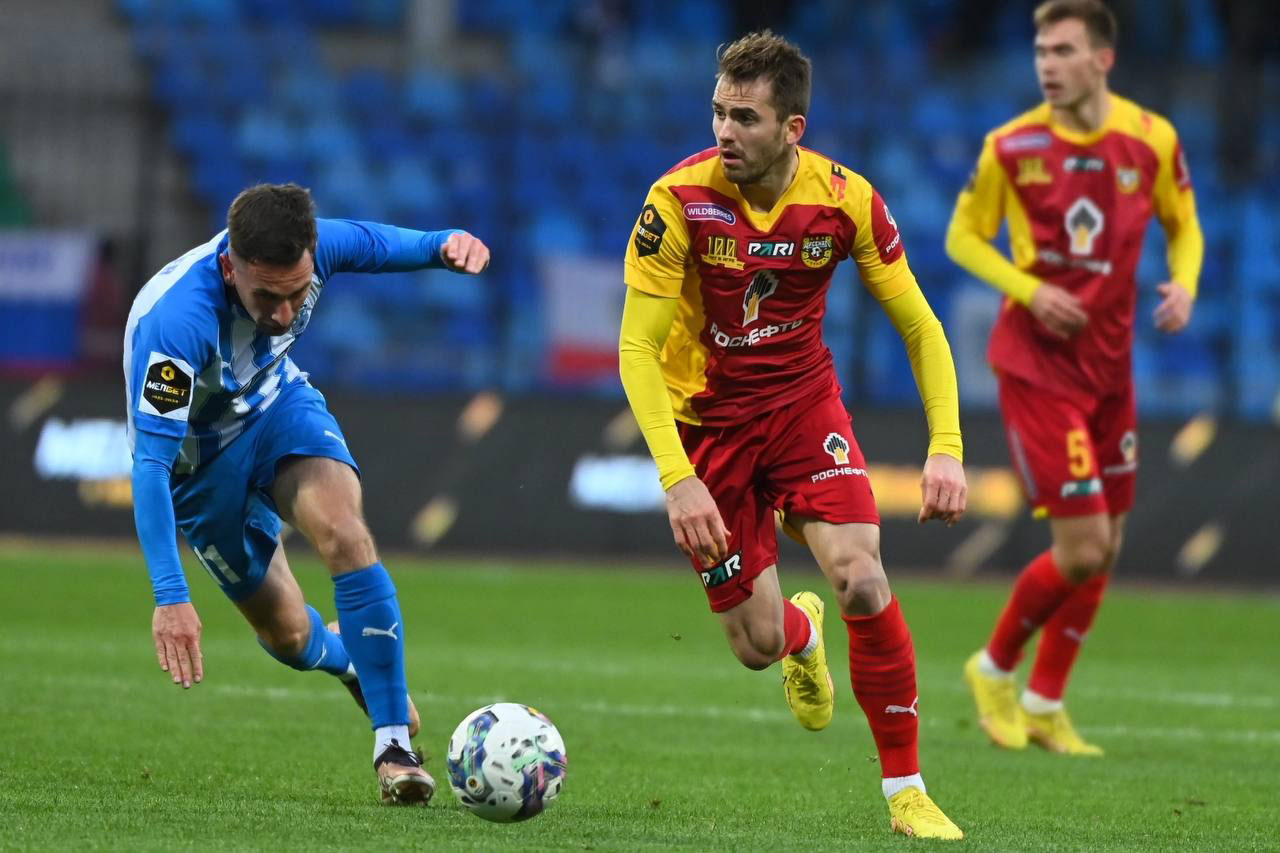
Матч тульского «Арсенала» и «Сокола» из Саратова (2023)

На территории региона расположено 2620 объекта спортивной инфраструктуры для занятий физической культурой и спортом, среди которых 22 стадиона, 28 бассейнов, 36 объектов для занятий зимними видами спорта, 32 физкультурно-оздоровительных комплекса, 327 спортивных залов, 462 спортивных площадки различного назначения.
В регионе функционируют три горнолыжных курорта: парк «Долина Х», комплекс Малахово с 14 лыжными трассами различных уровней сложности и общей протяженностью более 2 километров, и комплекс Форино, оборудованный подъемниками и осуществляющий прокат лыж, тюбинга и сноубордов. Водных виды спорта представлены сплавами на сапбордах и байдарках по рекам Вашане, Упе, Красивой Мече и Беспуте, а также обучение сёрфингу и вейк-бордингу на искусственной волне в селе Обидимо на территории Барсуковского карьера. Конные туры организует старейший в регионе Прилепский племенной конный завод, а также конные клубы «Грумант», «Ясная Поляна», «Макларен», «Триумф», «Капитан», конная дача «Велегож» и конный двор на Куликовом поле.
В течение последних лет в Тульской области идёт активное приспособление городской среды под альтернативные виды транспорта, в частности под велосипед. Наиболее развита велосипедная инфраструктура в Туле, где общая протяженность сети велодорожек составляет около 20 км, а на территории города имеется 321 пункт велосипедной парковки общей вместимостью более чем 1400 мест. С 2014 года в Новомосковске существует велолыжероллерная трасса, которая находится в пределах одного из парков города и имеет два возможных маршрута: длиной 3 км и 6 км, максимальный перепад высот составляет 28 м.

## Знаменитые представители Тульской области
См. Категория:Почётные граждане Тульской области, персоналии Тульской области и Тульской губернии, список Героев Советского Союза и Российской Федерации (Тульская область).